# Seconda guerra punica
La seconda guerra punica (chiamata anche, fin dall'antichità, guerra annibalica) fu combattuta tra Roma e Cartagine nel III secolo a.C., dal 218 a.C. al 202 a.C., prima in Spagna e Italia (per sedici anni) e successivamente in Africa.
La guerra cominciò per iniziativa dei Cartaginesi, che intendevano recuperare la potenza militare e l'influenza politica perduta dopo la sconfitta subita nella prima guerra punica; è stata considerata anche dagli storici antichi il conflitto armato più importante dell'antichità per il numero delle popolazioni coinvolte, per i suoi costi economici e umani, e soprattutto per le decisive conseguenze sul piano storico, politico e quindi sociale dell'intero mondo mediterraneo.
Contrariamente alla prima guerra punica, che fu combattuta e vinta essenzialmente sul mare, la seconda fu caratterizzata soprattutto da grandi battaglie terrestri, con movimenti di enormi masse di fanterie, elefanti e cavalieri; le due parti misero in campo anche grandi flotte, che tuttavia svolsero principalmente missioni di trasporto di truppe e rifornimenti.
Il condottiero cartaginese Annibale Barca fu indubbiamente la personalità più importante della guerra; avendo giurato da bambino "odio eterno" per Roma su istigazione del padre Amilcare Barca, generale nella prima guerra punica, egli riuscì a scatenare la guerra espugnando la città alleata dei romani Sagunto, per poi invadere la penisola italica ottenendo numerose vittorie e minacciando la stessa Roma, ma l'isolamento geografico dalla madrepatria e la difficoltà nei rifornimenti lo portarono alla sconfitta dopo oltre quindici anni di guerriglia.
(Polibio, IX, 22.1.)
Anche se la narrazione tradizionale del conflitto si concentra soprattutto sulla campagna di Annibale dalla Spagna cartaginese al sud Italia, in realtà tutto il Mediterraneo fu direttamente e indirettamente coinvolto.
Teatro di scontri terrestri furono Spagna, Sicilia, Sardegna, Malta, Gallia cisalpina, Italia, Illiria, Grecia e Africa. Il conflitto venne deciso in favore di Roma proprio dalle brillanti vittorie in Spagna e Africa di Publio Cornelio Scipione, che per aver vinto proprio Annibale a Zama verrà insignito del titolo de "l'Africano", e la strategia attendista attuata da Quinto Fabio Massimo Verrucoso avente il fine di bloccare il cartaginese nel sud Italia.
Alcuni studiosi hanno definito la seconda guerra punica una "guerra mondiale dell'antichità".

## Tra le due guerre

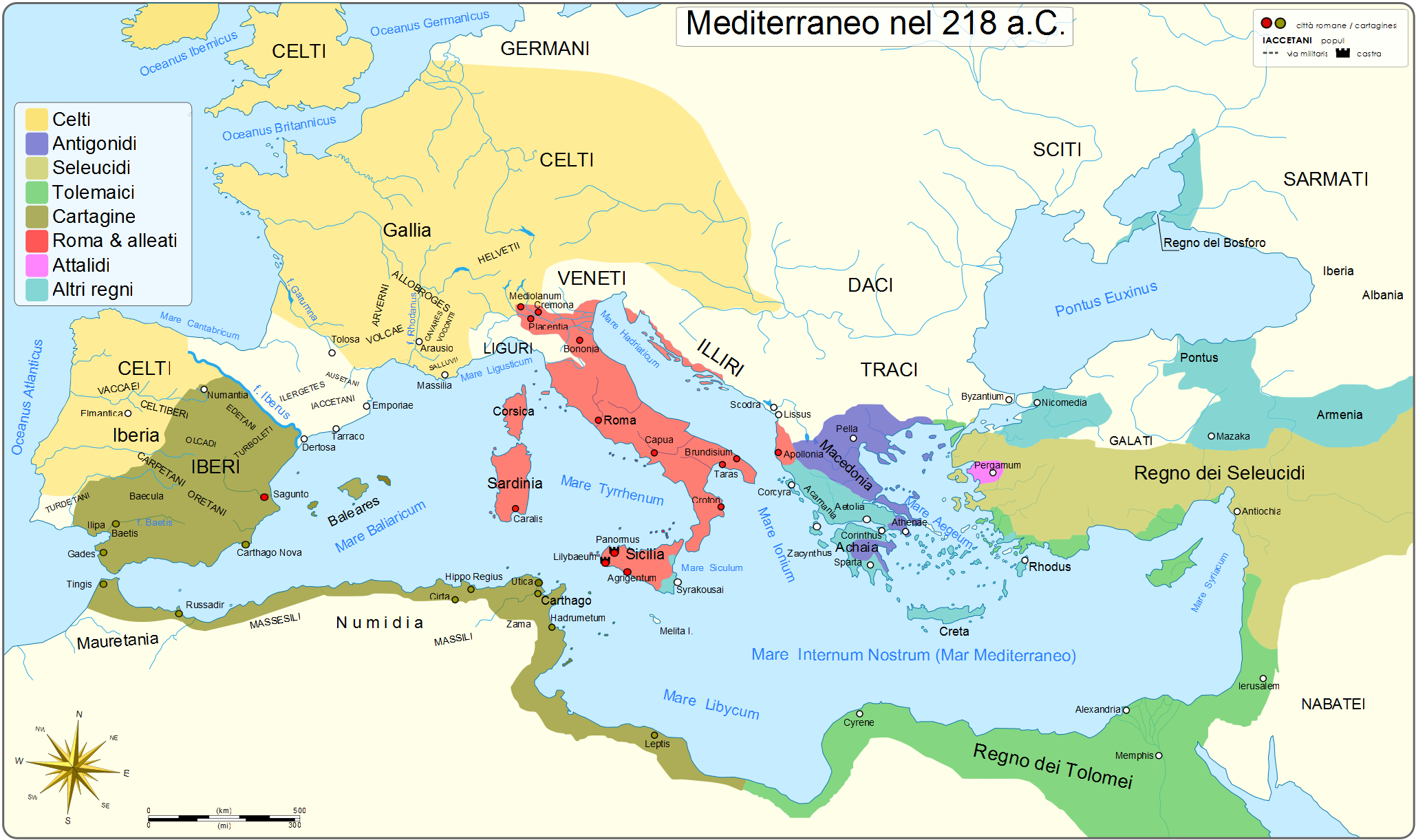
Scenario geopolitico dell'intero bacino del Mediterraneo alla vigilia della seconda guerra punica

### Cartagine
Alla fine della prima guerra punica, vinta da Roma, Cartagine si trovava in una situazione finanziaria disastrosa. Enormi somme (3200 talenti euboici in dieci anni) dovevano essere versate ai vincitori quale risarcimento, con la restituzione di tutti i prigionieri di guerra senza riscatto. La ricca Sicilia era persa ed era ormai passata sotto il controllo di Roma (con il divieto per Cartagine di portare la guerra a Gerone II di Siracusa); Cartagine, nell'impossibilità di pagare i mercenari libici e numidi che impiegava nell'esercito, dovette far fronte anche ad un'estesa e sanguinosa rivolta (la cosiddetta "guerra dei mercenari"), che venne domata da Amilcare Barca dopo tre anni di repressione particolarmente crudele e spietata. I mercenari di Cartagine si erano ribellati anche in Sardegna, chiedendo aiuto ai Romani. Quando i Cartaginesi organizzarono una spedizione per recuperare l'isola, Roma si dichiarò pronta ad una nuova guerra. I Cartaginesi dovettero accettare di pagare un ulteriore indennizzo di 1200 talenti e di cedere a Roma la Sardegna, che insieme alla Corsica andò a formare, nel 237 a.C., la seconda provincia romana (Sardinia et Corsica).
Una buona parte del commercio, dal quale Cartagine traeva la maggiore quantità dei suoi introiti, era stata dirottata verso lidi più tranquilli e controllata dai nuovi padroni. Le fazioni, sempre presenti in città e causa quasi unica del suo tragico destino, si dividevano fra un'aristocrazia ormai volta alla gestione di vaste proprietà fondiarie basate su un'agricoltura specializzata e una "borghesia" commerciale e artigianale, maggiormente orientata all'espansionismo sulle coste europee, che vedeva di giorno in giorno diminuire il proprio potere e la propria capacità economica e imprenditoriale.

### Roma
Roma stava raccogliendo i frutti di una secolare serie di guerre espansionistiche; gli anni delle guerre puniche furono decisivi per il predominio della repubblica nel Mediterraneo e infatti Polibio dichiara esplicitamente di volere studiare questa fase storica per spiegare come avesse potuto Roma, in soli 53 anni, diventare padrona del mondo;. Al tempo della prima guerra punica, i Romani non avevano ancora terminato di unificare l'Italia sotto la loro dominazione. Le colonie greche erano ancora libere nel meridione e in Sicilia, ed erano determinate a mantenere la loro indipendenza; le popolazioni sannitiche erano apparentemente sottomesse, ma permaneva un forte sentimento autonomistico; nel settentrione, le popolazioni celtiche manifestavano forte ostilità a un'ulteriore penetrazione romana.
Dopo la guerra, Roma ebbe mano libera nella penisola al di sotto dell'Appennino tosco-emiliano e si era procurata una provincia, la Sicilia, ricca, produttiva, culturalmente molto evoluta. Il Senato dibatteva non sul "come" o sul "se" allargare la dominazione, ma sul "dove" indirizzare le capacità belliche e le notevoli risorse economiche che stavano arrivando all'erario: decise alla fine di indirizzarle in tutte le direzioni. Iniziò la penetrazione nella Pianura Padana, per sbarrare la strada ai Liguri che cercavano la via del sud e per fermare definitivamente il pericolo dei Galli. Contestualmente cercava di dare sfogo alle necessità di fornire la terra ai reduci con la creazione di varie colonie; iniziò una politica di attenzione all'attività della regina Teuta che, alla testa dei pirati dell'Illiria, disturbava la navigazione nell'Adriatico. Questo diede la possibilità a Roma di inserirsi nella politica delle città-stato della Grecia, della Macedonia, della Lega etolica, sottoposte in varia misura agli attacchi dei pirati e in lotta fra di loro. Roma, inoltre, approfittando della debolezza di Cartagine che era logorata e impegnata dalla rivolta dei mercenari, occupò Sardegna e Corsica, ancora sottoposte al dominio punico.

### Rinascita di Cartagine

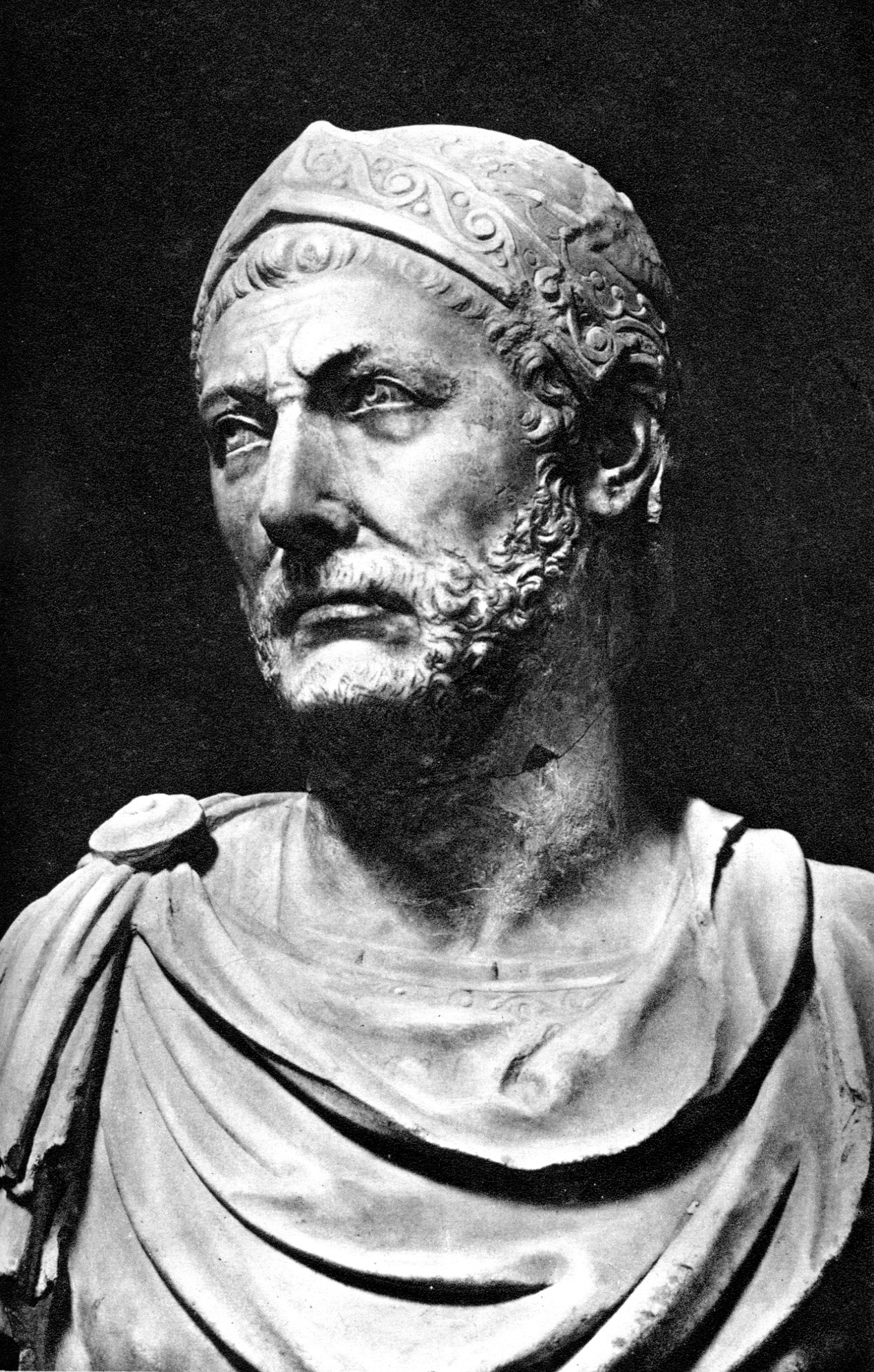
Busto tradizionalmente identificato con il ritratto di Annibale, rinvenuto a Capua e oggi al Museo Archeologico Nazionale di Napoli.

Risolto in qualche modo il problema generato dai mercenari, Cartagine cercò una via per riprendere il suo cammino storico. Il governo della città era diviso principalmente fra il partito dell'aristocrazia terriera, capeggiato dalla famiglia degli Annone da una parte, e il ceto imprenditoriale e commerciale che faceva riferimento ad Amilcare Barca e in genere ai Barcidi.
Annone propugnava l'accordo con Roma e l'allargamento del potere cartaginese verso l'interno dell'Africa, in direzione opposta alla città rivale. Amilcare vedeva nella Spagna, dove Cartagine già da secoli manteneva larghi interessi commerciali, il fulcro economico per la ripresa delle finanze puniche.
Da tale confronto politico uscì vinto Amilcare, che aveva avuto un ruolo di primo piano nella repressione della rivolta dei mercenari. Non avendo ottenuto dal senato cartaginese le navi per passare in Spagna prese il comando dei reparti mercenari rimasti e con una marcia incredibile attraversò il Nordafrica, percorrendo la costa fino allo stretto di Gibilterra. Amilcare, che era accompagnato dal figlio Annibale e dal genero Asdrubale, attraversò lo stretto e seguendo la costa spagnola si diresse verso oriente alla ricerca di nuove ricchezze per la sua città.
La spedizione cartaginese assunse l'aspetto di una conquista, a partire dalla città di Gades (oggi Cadice), sebbene fosse stata inizialmente condotta senza l'autorità del senato cartaginese. Dal 237 a.C., anno della partenza dall'Africa al 229 a.C., anno della sua morte in combattimento, Amilcare riuscì a rendere la spedizione autosufficiente dal punto di vista economico e militare e perfino a inviare a Cartagine grandi quantità di merci e metalli requisiti alle tribù ispaniche come tributo. Morto Amilcare, il genero ne prese il posto per otto anni e iniziò una politica di consolidamento delle conquiste. Con patti e trattati si accordò con i vari popoli locali e fondò una nuova città. La chiamò Karth Hadasht, cioè Città Nuova, cioè Carthago Nova, oggi Cartagena.
Impegnati con i Galli, i Romani preferirono accordarsi con Asdrubale e nel 226 a.C., spinti anche dall'alleata Massalia (l'odierna Marsiglia), che vedeva avvicinarsi il pericolo, stipularono un trattato che poneva l'Ebro come limite all'espansione di Cartagine. Si riconosceva così, in modo implicito, anche il nuovo territorio soggetto al controllo cartaginese. In effetti, la formulazione del trattato offerta da Polibio è ambigua. Secondo lo storico greco, gli eserciti cartaginesi non potevano muovere oltre il fiume Ebro. In Livio, invece, l'Ebro è indicato come confine delle aree di influenza delle due potenze, intendendo che anche Roma si impegnava a non passare il fiume verso sud.
D'altra parte un esercito di circa 50000 fanti, 6000 cavalieri per lo più numidi e oltre duecento elefanti da guerra costituiva una notevole potenza militare ma soprattutto un problema economico per il suo mantenimento che dava sicuramente da pensare ai possibili bersagli. La svolta si ebbe nel 221 a.C.: Asdrubale, pare a causa di una donna, fu ucciso da un mercenario gallo (o forse, come sostiene Tito Livio, da uno schiavo per vendicare la morte del suo padrone) e l'esercito cartaginese scelse all'unanimità Annibale,, il figlio maggiore di Amilcare che aveva solo 26 anni, come suo terzo comandante in Spagna. Cartagine, una volta radunato il popolo, decise di ratificare la designazione dell'esercito.
In questo modo quindi il giovane Annibale assunse il comando supremo in Spagna; egli si era già distinto nell'esercito per resistenza fisica, coraggio e abilità alla testa della cavalleria, accattivandosi rapidamente la simpatia delle truppe; ben presto avrebbe dimostrato di essere uno dei più grandi generali della storia; secondo lo storico tedesco Theodor Mommsen "nessuno come lui seppe accoppiare il senno con l'entusiasmo, la prudenza con la forza".

## Casus belli

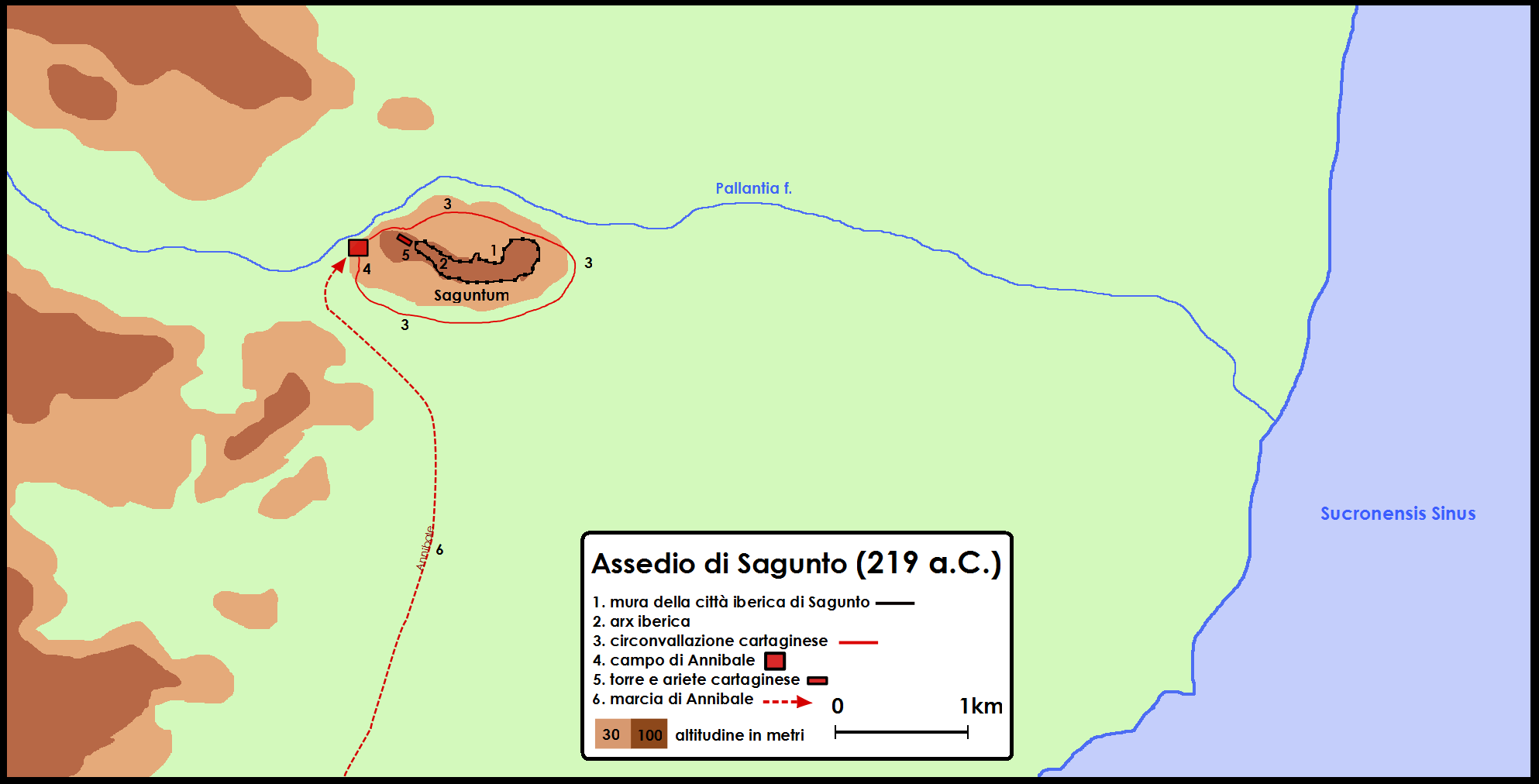
Mappa dell'assedio di Sagunto (219 a.C.)

Lo storico greco Polibio afferma che furono tre i motivi principali della seconda guerra tra Romani e Cartaginesi:
1. La prima causa scatenante della guerra tra Romani e Cartaginesi fu lo spirito di rivalsa del padre di Annibale, Amilcare Barca.[46] Costui, se non ci fosse stata la rivolta dei mercenari contro i Cartaginesi, avrebbe ricominciato a preparare un nuovo conflitto.[47] Si racconta, inoltre, che Annibale, prima di partire, era stato condotto al cospetto degli dèi della città dal padre, che gli aveva fatto giurare odio eterno a Roma.[48] Annibale, poco più che bambino, aveva compreso il significato intimo del giuramento. A 26 anni, capo dell'esercito, idolatrato dai suoi uomini, con cui aveva vissuto per anni, condividendo pericoli e disagi, impresse una svolta decisiva alla politica cartaginese in Spagna, ampliandone le conquiste.[49]
2. Seconda causa della guerra, sempre secondo Polibio, fu l'aver dovuto sopportare, da parte dei Cartaginesi, la perdita del dominio sulla Sardegna e sulla Corsica con la frode, come ricorda Tito Livio, e il pagamento di ulteriori 1200 talenti in aggiunta alla somma pattuita in precedenza al termine della prima guerra punica.[22][50]
3. Terza e ultima causa fu l'avere conseguito numerosi successi in Iberia da parte delle armate cartaginesi, tanto da destare negli stessi un rinnovato spirito di rivalsa nei confronti dei Romani.[51]

In effetti, Polibio contestava le cause della guerra che lo storico latino Fabio Pittore avrebbe individuato nell'assedio di Sagunto e nel passaggio delle armate cartaginesi del fiume Ebro. Egli riteneva che nei due avvenimenti fosse possibile individuare l'inizio cronologico della guerra, ma che le cause profonde della stessa fossero altre. Il trattato del 226 a.C. fissava nell'Ebro il limite dell'espansione punica, ma alcune città, anche se comprese nel territorio controllato dai Cartaginesi erano alleate di Roma: Emporion, Rhode e la più famosa di tutte, Sagunto. Questa città era situata in posizione munitissima in cima a un'altura; la sua conquista avrebbe permesso ad Annibale di addestrare e temprare il suo esercito migliorandone l'esperienza, la coesione e le capacità belliche. E Sagunto, verosimilmente, fu deliberatamente scelta dal condottiero cartaginese come casus belli.
Adducendo la motivazione che Sagunto si trovava a sud dell'Ebro e quindi rientrava nei territori di competenza dei Cartaginesi e non dei Romani, Annibale dichiarò guerra alla città. Sagunto chiese aiuto a Roma che però si limitò a inviare degli ambasciatori che Annibale non ricevette. Sagunto venne attaccata nel marzo del 219 a.C. e sottoposta a un drammatico assedio che si protrasse per otto mesi senza che Roma decidesse di intervenire; tristemente famoso l'amaro commento di Livio:
Alla fine (218 a.C.), la sfortunata città, stremata dopo otto mesi di fame, battaglie, lutti e disperazione, si arrese e venne rasa al suolo. Roma, a questo punto, intervenne e inviò una delegazione a Cartagine, chiedendo la consegna di Annibale. La delegazione era composta da Quinto Fabio, Marco Livio Salinatore, Lucio Emilio Paolo, Gaio Licinio Varo e Quinto Bebio Tamfilo, e intendeva tra le altre cose stabilire se fosse stato Annibale ad aggredire Sagunto o se avesse ricevuto l'ordine dal senato cartaginese.
Le ricchezze che per anni erano giunte dalla Spagna fecero sì che a Cartagine fosse il partito della guerra a prevalere, sebbene Annone si fosse opposto tenacemente alla ripresa delle ostilità, avendo capito che avrebbero portato alla definitiva rovina della potenza cartaginese. La conseguenza ineluttabile fu che Roma inviò a Cartagine un'ambasciata per lamentare queste violazioni. Roma pose un'alternativa: i Cartaginesi dovevano consegnare ai Romani il generale Annibale e tutti i suoi luogotenenti; il rifiuto di questa condizione avrebbe significato la guerra.
I Cartaginesi provarono a difendere il loro operato e quello di Annibale, adducendo come scusa che nel trattato precedente dopo la prima guerra punica non si faceva alcun cenno all'Iberia e quindi all'Ebro, ma Sagunto era considerata alleata e amica del popolo romano. La guerra fu inevitabile, solo che come scrive Polibio la guerra non si svolse in Iberia [come auspicavano i Romani] ma proprio alle porte di Roma e lungo tutta l'Italia. Era la fine del 219 a.C. e iniziava la seconda guerra punica.

## Forze in campo

### Preparativi di Annibale

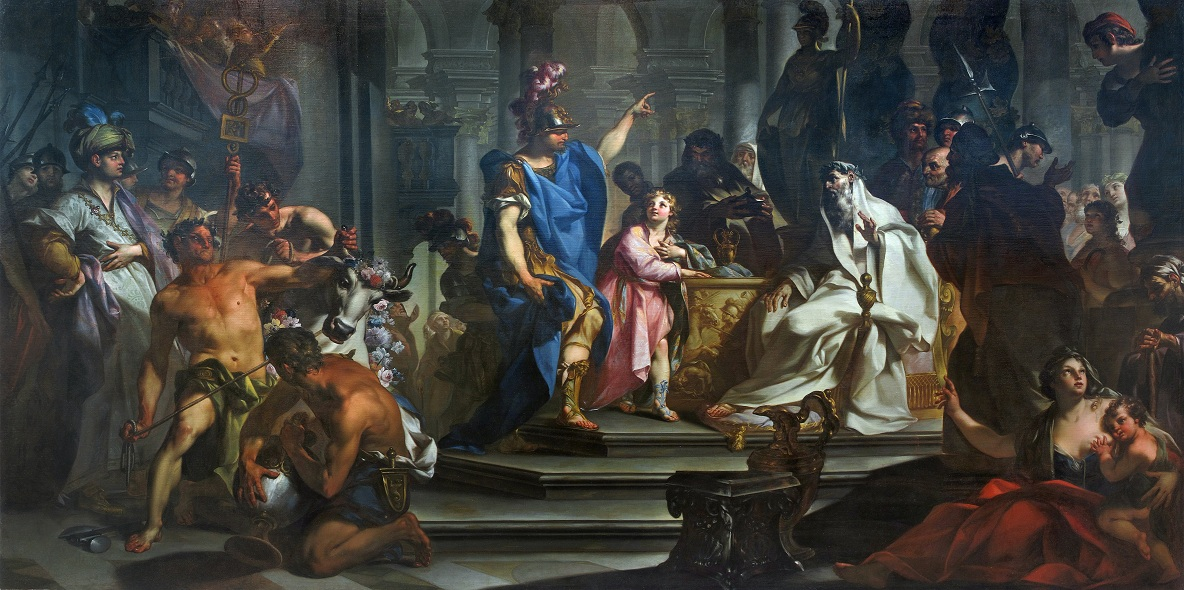
Claudio Francesco Beaumont, Annibale giura odio ai Romani (olio su tela, 330 × 630 cm del XVIII secolo)

Nella primavera del 218 a.C., pochi mesi dopo l'espugnazione di Sagunto, Annibale completò la seconda selezione del suo esercito: fece arrivare da Cartagine 15000 uomini di cui 2000 cavalieri numidi. Secondo quanto racconta Polibio, attuò una politica accorta e saggia, facendo passare i soldati della Libia in Iberia e viceversa, cementando così i vincoli di reciproca fedeltà tra le due province. Lasciò, quindi, in Spagna, sotto il comando del fratello Asdrubale, per tenere a bada le popolazioni locali, una forza navale formata da cinquanta quinqueremi, due quadriremi e cinque triremi; 450 cavalieri tra Libi-Fenici e Libici, 300 Ilergeti e 1800 tra Numidi, Massili, Mesesuli, Maccei e Marusi; 11850 fanti libici, 300 Liguri, 500 Balearici e 21 elefanti.
A Cartagine vennero mandati di rinforzo 13800 fanti e 1200 cavalieri iberici, oltre a 870 balearici, assieme a 4000 nobili spagnoli che, apparentemente inviati come "forze scelte", erano in realtà ostaggi presi per assicurarsi la lealtà della Spagna. Contemporaneamente rimase ad aspettare l'arrivo dei messaggeri inviati ai Celti della Gallia Cisalpina, contando sul loro odio nei confronti dei Romani e avendo promesso di tutto ai loro capi.
Annibale ottenne così di bilanciare il controllo delle varie posizioni militarmente o politicamente pericolose con truppe non legate al territorio, che controllavano ostaggi legati a un territorio differente. Alle forze lasciate in Iberia e inviate a Cartagine, andavano, infine, sommate quelle della spedizione vera e propria in Italia, vale a dire 80000-90000 fanti e 10000-12000 cavalieri, oltre a 37 elefanti.

### Preparativi di Roma
Memore delle battaglie navali della prima guerra punica, Roma allestì una flotta di oltre duecento quinqueremi; la città stessa fornì 24000 fanti e 1800 cavalieri (pari a 6 legioni) scelti tra i cittadini romani, oltre a 45000 fanti e 4000 cavalieri scelti tra gli auxilia (che secondo Polibio rappresentavano ulteriori 9-10 legioni). I due consoli si suddivisero, come d'uso, i compiti: Publio Cornelio fu posto a capo di 60 navi e inviato in Iberia; Tiberio Sempronio Longo venne mandato in Sicilia (a Lilibeo) con due legioni e un cospicuo contingente di alleati, in tutto 24000 fanti e 2000/2400 cavalieri, con l'incarico di sbarcare in Africa, a bordo di 160 quinqueremi e di naviglio leggero, per attaccare direttamente Cartagine.
Negli anni successivi della guerra i Romani furono costretti a mettere in campo un esercito crescente di uomini. Nel 216 a.C. furono schierati ben 80000 fanti e 9600 cavalieri, pari a 16 legioni romane. Nel 211 a.C. il numero delle legioni raggiunse per quell'epoca la cifra record di 23 legioni (o più probabilmente 25, come sostiene parte della critica moderna), pari a 115000 fanti e 13000 cavalieri circa, oltre a 4 flotte di 150 navi.

Schieramento in battaglia dell'esercito consolare polibiano nel III secolo a.C., con al centro le due legioni e sui fianchi le Alae Sociorum (gli alleati italici) e la cavalleria legionaria e alleata.

## Le fasi della guerra (218-202 a.C.)

### Prime azioni romane

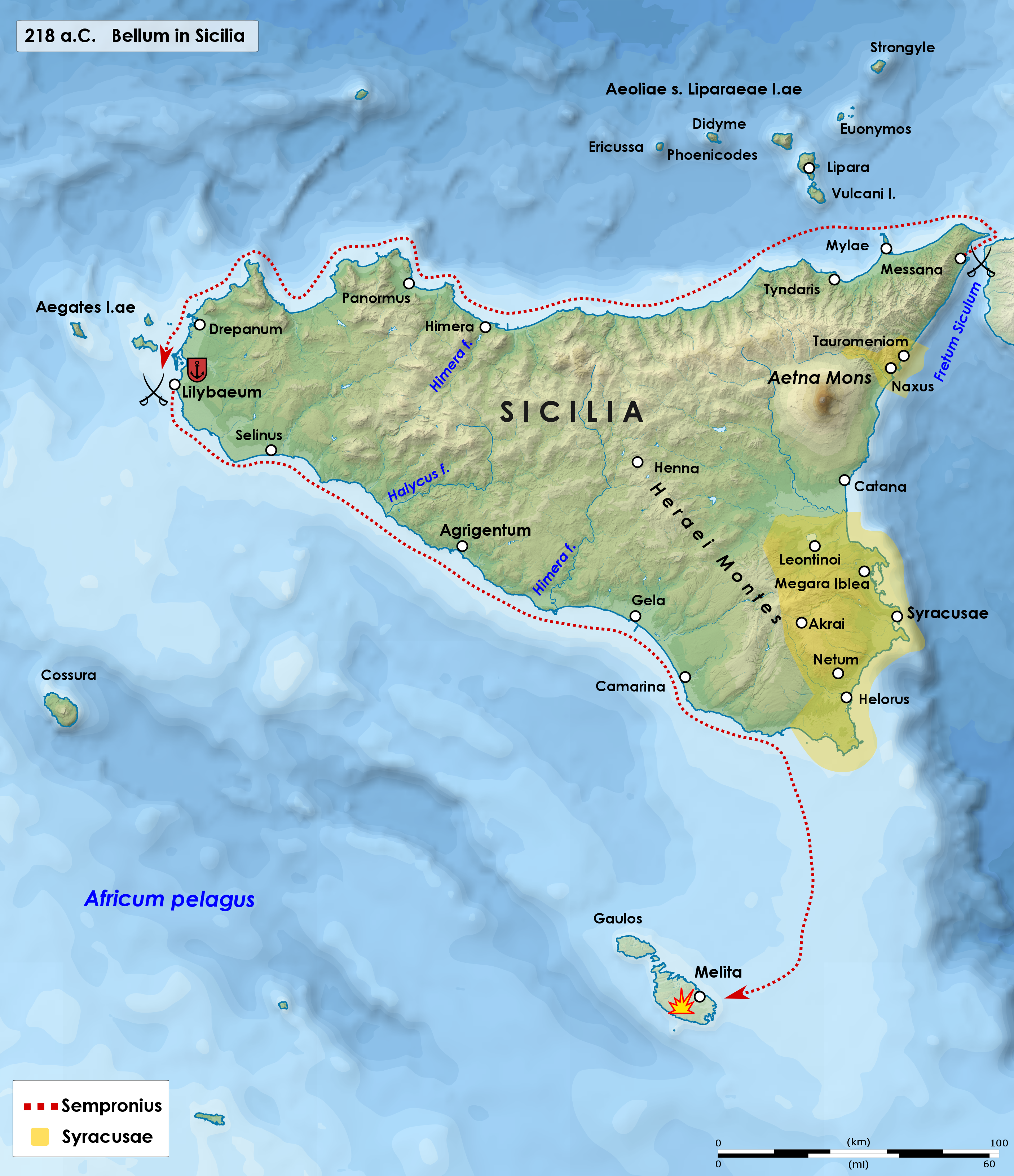
La Sicilia romana, teatro delle operazioni militari dell'estate del 218 a.C.

La prima azione militare consistette nell'espugnare la piazzaforte punica di Melita, che si arrese subito quasi senza combattere. A Publio Cornelio Scipione, padre dell'Africano, e al fratello Gneo Cornelio Scipione venne assegnata la Spagna con due legioni e le forze degli alleati: 22000 fanti, 2000 cavalieri e una sessantina di navi. Il piano prevedeva di attaccare Annibale in Spagna cercando l'aiuto delle popolazioni locali.
Vennero inviati ambasciatori in Spagna per cercare l'alleanza delle tribù Celtibere, da anni in lotta contro i Cartaginesi. Ma mentre qualche tribù accettò, altre, ricordando il mancato aiuto a Sagunto, rifiutarono di aiutare Roma innescando una reazione negativa che investì anche la Gallia in entrambi i versanti delle Alpi. Roma poté contare solo sulle proprie forze e quelle dell'Italia appena conquistata, ma ancora percorsa da fremiti di libertà.
Si dedicarono, quindi, alla fortificazione delle città della Gallia Cisalpina e ordinarono ai coloni, 6000 per ciascuna nuova città da fondare, di trovarsi nel luogo stabilito entro trenta giorni. La prima delle colonie venne fondata sul fiume Po e venne chiamata Placentia, l'altra venne posta a nord del fiume e chiamata Cremona. La loro funzione era quella di sorvegliare il comportamento delle popolazioni celtiche di Boi e Insubri, che infatti, una volta venute a conoscenza dell'avanzata cartaginese in Gallia Transalpina, si ribellarono al dominio romano.
In Sicilia i Romani vennero a sapere dall'alleato Gerone II di Siracusa che il principale obbiettivo cartaginese era l'occupazione di Lilibeo. Fu così che il propretore Marco Emilio Lepido, che amministrava questa provincia, si attivò immediatamente inviando nelle diverse città ambasciatori e tribuni, affinché i presidi fossero particolarmente vigili di fronte a questa minaccia e in modo che Lilibeo fosse fornito di ogni possibile forma di difesa. Quando infatti i Cartaginesi attaccarono la cittadina, una mattina dell'estate del 218 a.C., dai posti di osservazione venne dato immediatamente il segnale. Lo scontro navale che ne seguì vide i Romani prevalere e respingere il nemico, anche procedendo con l'occupazione di Melita (Malta).

### La marcia di Annibale verso l'Italia (218 a.C.)

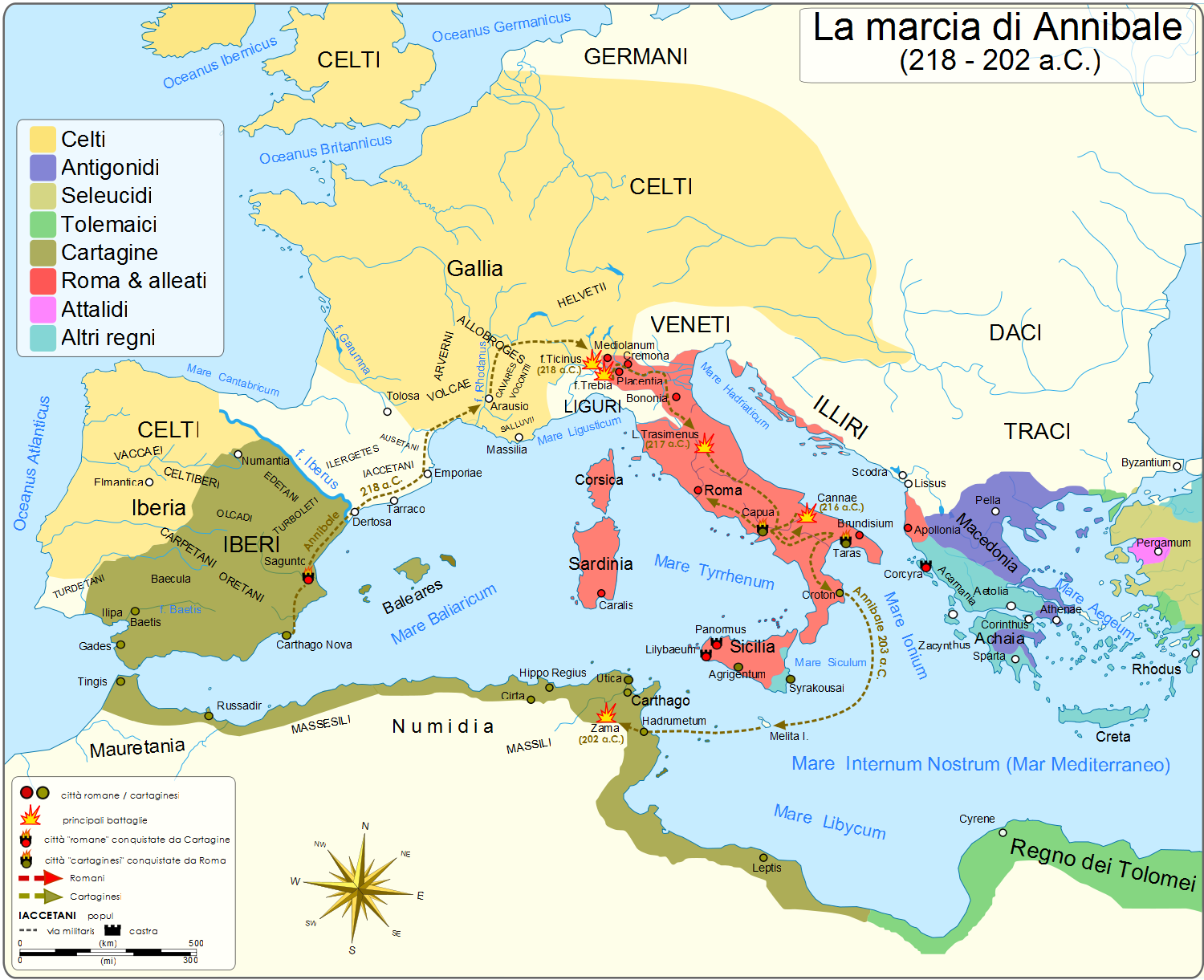
La marcia di Annibale dalle Alpi fino all'Italia meridionale (218 - 203 a.C.)

Nel maggio del 218 a.C. Annibale lasciò la penisola iberica, con 90000 fanti e 12000 cavalieri, oltre a 37 elefanti. Il condottiero cartaginese doveva muoversi in fretta se voleva sorprendere le forze di Roma ed evitare l'attacco diretto a Cartagine; Annibale intendeva combattere la guerra sul territorio nemico e sperava di suscitare, con la sua presenza in Italia alla testa di un grande esercito e con una serie di vittorie,una rivolta generale dei popoli italici recentemente sottomessi al domino della Repubblica romana.
Passato l'Ebro, in circa due mesi sconfisse, perdendo però ben 22000 uomini fra decessi e defezioni, le popolazioni che si frapponevano fra il territorio cartaginese e i Pirenei (tra cui i Volci), dove lasciò a loro protezione un contingente di oltre 10000 fanti e 1000 cavalieri sotto il comando di Annone. Quando varcò questa catena montuosa, posta tra Iberia e Gallia in direzione del Rodano, erano rimasti con lui 50000 fanti e 9000 cavalieri.
(Polibio, III, 35, 7.)
Cercò l'alleanza delle popolazioni galliche e liguri sulle cui terre doveva forzatamente passare rassicurandole di non volere la loro conquista e cercando invece di fomentarle contro Roma. Il passaggio, però, non fu facile e dovette farsi strada con le armi perdendo ancora 13000 uomini di cui 1000 cavalieri. Dopo la diserzione di 3000 Carpetani permise ad altri 7000 uomini, poco desiderosi di seguirlo, di ritornare a casa. Verso la metà di agosto arrivarono al Rodano 38000 fanti e 8000 cavalieri, truppe sicuramente fedeli e già rodate da dure battaglie.
Nel frattempo la diplomazia di Annibale nella Gallia cisalpina spinse i Galli Boi e Insubri alla rivolta. Questi scacciarono i coloni da Piacenza (Placentia) e li spinsero fino a Modena (Mutina) che venne assediata, e poco ci mancò che non fosse occupata. Questa situazione obbligò Publio Cornelio Scipione a dirottare verso la Pianura Padana le sue forze che si trovavano a Pisa in attesa dell'imbarco verso la Gallia. Costretto a tornare a Roma per arruolare una settima legione, finalmente riuscì a raggiungere Massalia (Marsiglia) per fronteggiare Annibale, ma era passato troppo tempo prezioso.

### Le Alpi (218 a.C.)

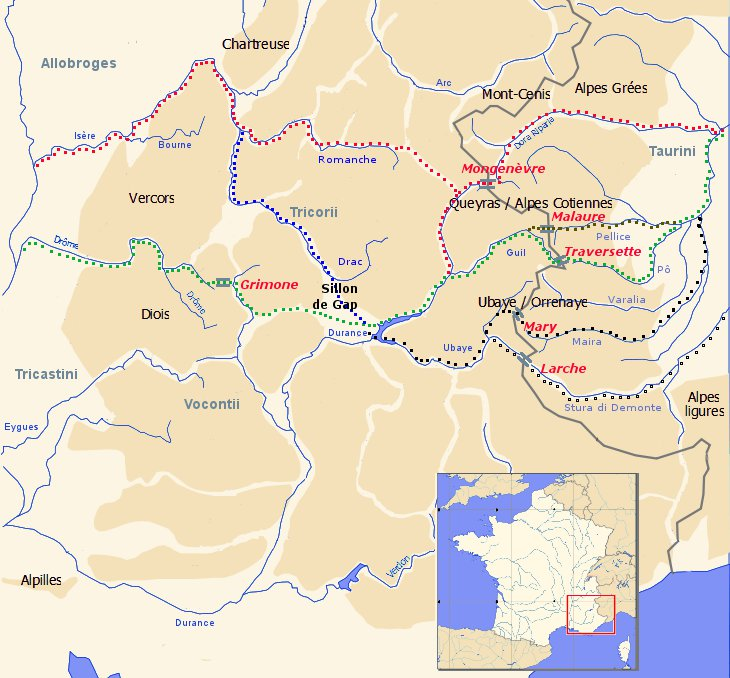
Le possibili vie seguite da Annibale per raggiungere l'Italia romana

Annibale doveva fare passare il suo esercito sulla riva sinistra del Rodano. Lo aspettavano la forte tribù dei Volcari e Scipione con le sue legioni, che erano partiti per la Spagna e che, per gli anzidetti ritardi e per la veloce marcia di Annibale, avevano deviato su Marsiglia. Una volta sconfitti i Volci, il cartaginese si rese conto di non potere passare in Italia per la strada costiera e si inoltrò fra le montagne seguendo le vallate del Rodano e dell'Isère.
In precedenza non vi era alcuna certezza su quale fosse stato il valico percorso da Annibale per attraversare le Alpi. Diverse erano state le ipotesi sulle quali gli storici dibattevano da sempre. Poi nel marzo 2016, sulla rivista Archeometry ripreso dall'autorevole Le Scienze del 7 aprile 2016, appare un articolo in cui si parla della scoperta della prima prova scientifica del passaggio di Annibale in un punto preciso delle Alpi: il Colle delle Traversette, nei pressi del Monviso. In precedenza erano state analizzate la versione di Polibio, secondo il quale Annibale avrebbe seguito il corso dell'Isère, decidendo di attraversare le Alpi dal Moncenisio. Secondo altri storici invece egli avrebbe valicato il Piccolo S. Bernardo (Cremonis iugum) che viene citato anche da Cornelio Nepote con il nome di Saltus Graius. Altri ancora avevano avanzato l'ipotesi, che il valico fosse invece quello del Monginevro. Una più recente ricostruzione, sempre basandosi sugli scritti di Polibio, collocava il passaggio per il Colle dell'Autaret nelle Valli di Lanzo e la discesa verso quello che è l'attuale comune di Usseglio. Brizzi si sarebbe avvicinato più di tutti, avendo ipotizzato il passaggio delle Alpi attraverso il Colle delle Traversette.
In ogni caso l'inizio dell'attraversamento delle Alpi avvenne verso la fine di settembre del 218 a.C.; il freddo e la fatica si fecero certo sentire per uomini e animali acclimatati al sole della costa spagnola e probabilmente non sufficientemente attrezzati per una traversata a tali altezze. L'esercito punico però raggiunse la Pianura Padana prima che le nevi avessero bloccato i passi. La marcia fu lunga e portata a termine dopo mille difficoltà.
Annibale riuscì ad arrivare in Italia dopo una ventina di giorni di aspri combattimenti con le popolazioni montanare che, anche se terrorizzate dall'avanzata di un esercito di dimensioni, per loro, incredibili, dettero filo da torcere alle pur agguerrite truppe cartaginesi.
Ai piedi dei monti rimasero al condottiero 20000 fanti, 6000 cavalieri. In Gallia Cisalpina Annibale dovette passare inizialmente, prima di raggiungere le tribù alleate degli Insubri e dei Boi, attraverso il territorio dei Taurini che opposero resistenza, ma furono facilmente sconfitti. Nel frattempo Publio Scipione, inviato il fratello Gneo in Spagna con la flotta e parte delle truppe, era ritornato in Italia, sbarcando a Pisa, e attestandosi a Piacenza. Tiberio Sempronio Longo, richiamato dal Senato romano, dovette rinunciare al progetto di sbarco in Africa. Il piano di Annibale era riuscito; la sua audace e inattesa offensiva terrestre costrinse Roma ad abbandonare precipitosamente i suoi piani di attacco diretto a Cartagine, che quindi per il momento e per tutti gli anni successivi fino alla spedizione finale di Scipione l'Africano non dovette temere minacce da parte del nemico.

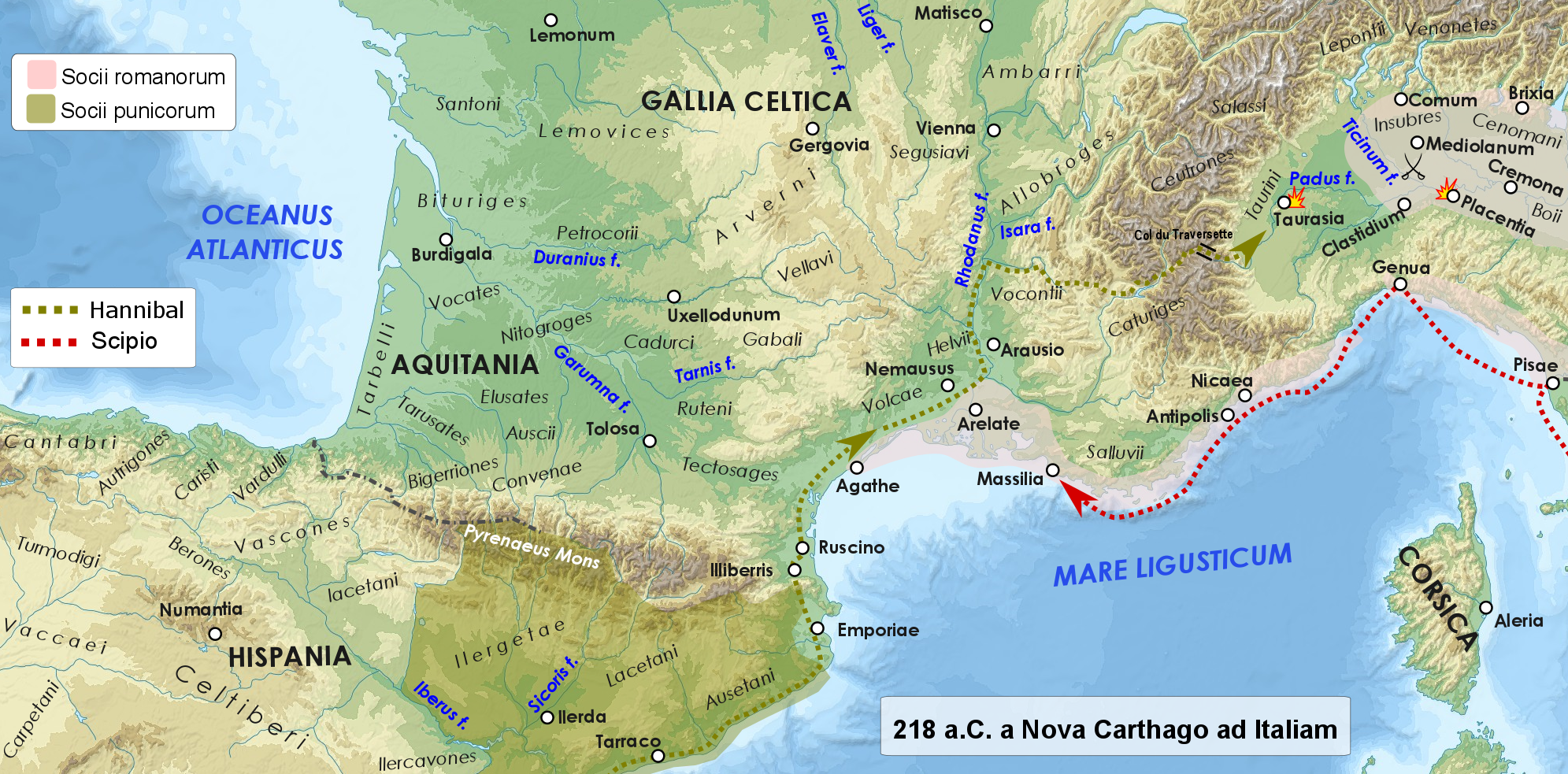
218 a.C.: marcia di Annibale da Nova Carthago all'Italia settentrionale, fino al primo scontro con l'esercito romano di Scipione (padre dell'Africano) al Ticino.

### In Gallia Cisalpina (218 a.C.)

#### Ticino
Arrivato a Piacenza, Scipione aggiunse i suoi limitati rinforzi alle truppe di stanza in Gallia Cisalpina, provate dalle battaglie contro i Galli, e andò incontro ad Annibale, «impaziente di venire a battaglia», oltrepassando il Ticino. La battaglia del Ticino fu solo un primo scontro ma diede la misura delle capacità belliche di Annibale. Egli, utilizzando la cavalleria numidica in modo aggressivo, attaccò i fianchi del nemico e i romani rischiarono di essere accerchiati; Scipione venne duramente sconfitto, restò ferito, e rischiò la morte in battaglia, venendo fortunosamente salvato, a quanto riportano gli storici antichi, dal figlio diciassettenne Publio Cornelio Scipione, il futuro Africano.
Scipione fu quindi costretto a ripiegare su Piacenza, mentre i suoi contingenti di Galli disertarono passando dalla parte di Annibale. Il console romano, temendo la cavalleria punica, decise di evitare una battaglia campale e all'avvicinarsi di Annibale si spostò verso Stradella sulla riva sinistra del torrente Versa, ai piedi dell'Appennino (Stretta di Stradella). L'esercito cartaginese poté occupare anche Clastidium grazie al tradimento del comandante, e Annibale quindi si impadronì delle grandi riserve di viveri ammassate nel villaggio.

#### Trebbia

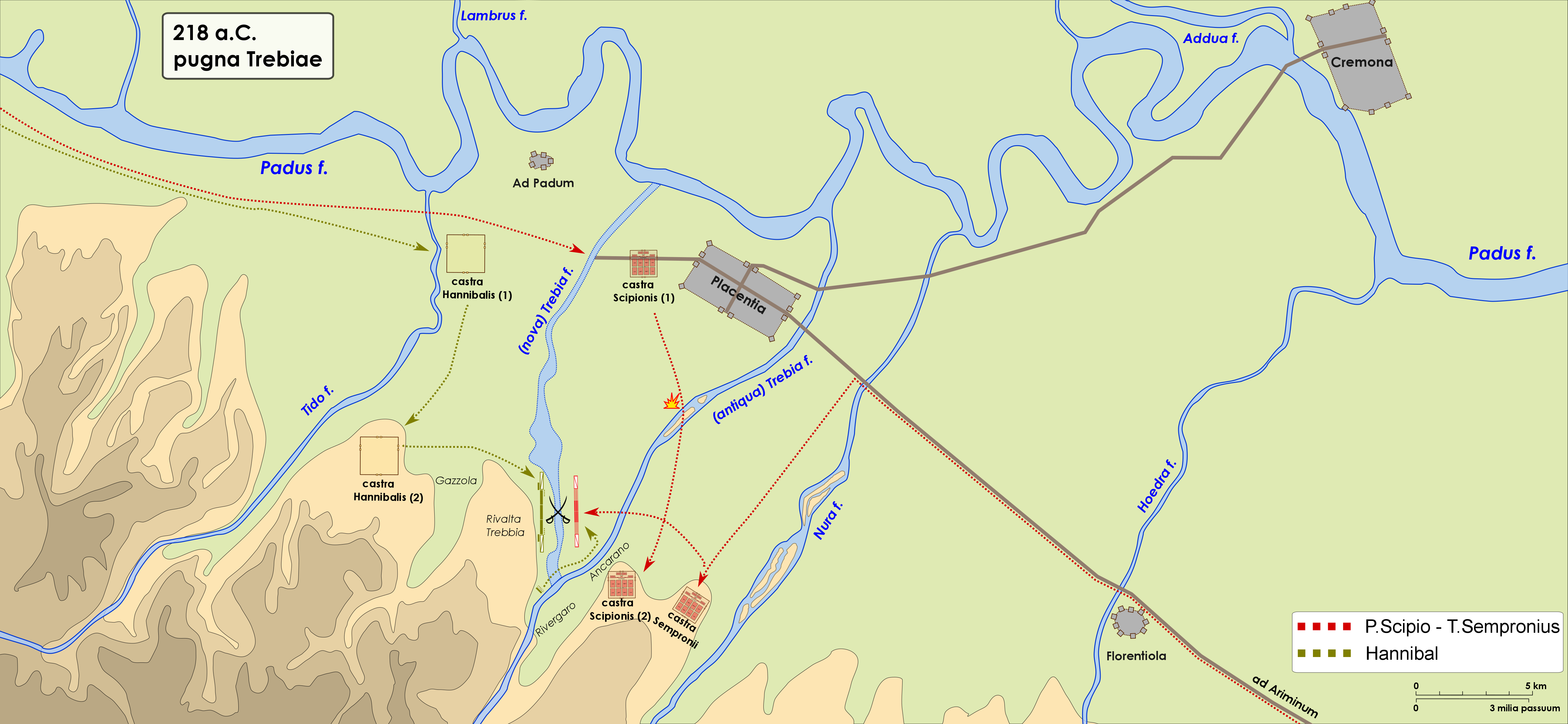
Mappa della battaglia della Trebbia.
L'immagine riporta il corso antico del fiume Trebbia, che come si può capire dalle traduzioni dei testi di Tito Livio e Polibio, sfociava nel Po a est rispetto a Piacenza e non a ovest come è adesso.

L'esercito romano che era stato inviato a sud per attaccare Cartagine aveva nel frattempo contrastato con successo le navi puniche e conquistato Malta. Quando il Senato, allarmato dall'avanzata di Annibale, aveva ordinato a Sempronio Longo di portare aiuto al collega, quest'ultimo era partito da Lilibeo, aveva risalito l'Adriatico ed era sbarcato a Rimini. La notizia dell'avvicinarsi di questo esercito spinse Annibale ad accelerare le operazioni per favorire nuove defezioni delle popolazioni celtiche e rafforzare la sua posizione strategica. Il cartaginese aveva attraversato con facilità il Po, mentre Scipione, in attesa dell'arrivo dei rinforzi di Sempronio Longo, era schierato dietro il fiume Trebbia. Il console era in difficoltà per le nuove insurrezioni dei galli, ma era schierato in una solida posizione oltre il fiume con le due ali coperte dagli Appennini e dalla fortezza di Piacenza.
Ai primi di dicembre Sempronio Longo raggiunse Scipione; l'esercito romano contava in totale circa 16000 legionari e 20000 alleati, tra cui gruppi di Galli Cenomani, mentre Annibale vide aumentare le sue forze a circa 40000 uomini con l'arrivo di Galli Boi e Insubri. Secondo la tradizione polibiana Sempronio Longo era deciso, in contrasto con il prudente Scipione, a rischiare la battaglia campale contro Annibale; un piccolo successo in uno scontro di cavalleria accrebbe ancora di più la fiducia del console che, a causa della ferita di Scipione al Ticino, deteneva da solo il comando.
Un freddo mattino di dicembre iniziò la battaglia della Trebbia. Annibale era ansioso di combattere e inviò la cavalleria oltre il fiume per provocare i romani. Contro il parere di Scipione, Sempronio Longo prima mandò all'attacco la cavalleria, poi decise di accettare la battaglia e imprudentemente fece attraversare il fiume a tutte le sue forze ancora prima che i legionari avessero avuto il tempo di mangiare. I Romani quindi entrarono in campo digiuni e in precarie condizioni fisiche dopo avere attraversato le fredde acque del fiume mentre Annibale era pronto con il suo esercito ben nutrito e riposato. Il cartaginese mise subito in difficoltà le ali dello schieramento romano con attacchi della sua cavalleria e di gruppi di elefanti; i legionari dovettero combattere con il fiume alle spalle ma nonostante la difficile situazione tattica, in un primo momento si batterono tenacemente. Infine la fanteria romana venne attaccata sui fianchi dalla cavalleria cartaginese e minacciata alle spalle da un reparto che Annibale aveva preventivamente appostato, al comando del fratello Magone, lungo la riva del fiume. L'esercito di Sempronio Longo, attaccato da tre direzioni, venne in gran parte distrutto sul campo; piccoli gruppi fuggirono attraverso il fiume, mentre circa 10000 legionari riuscirono ad aprirsi un varco e ripararono a Piacenza.

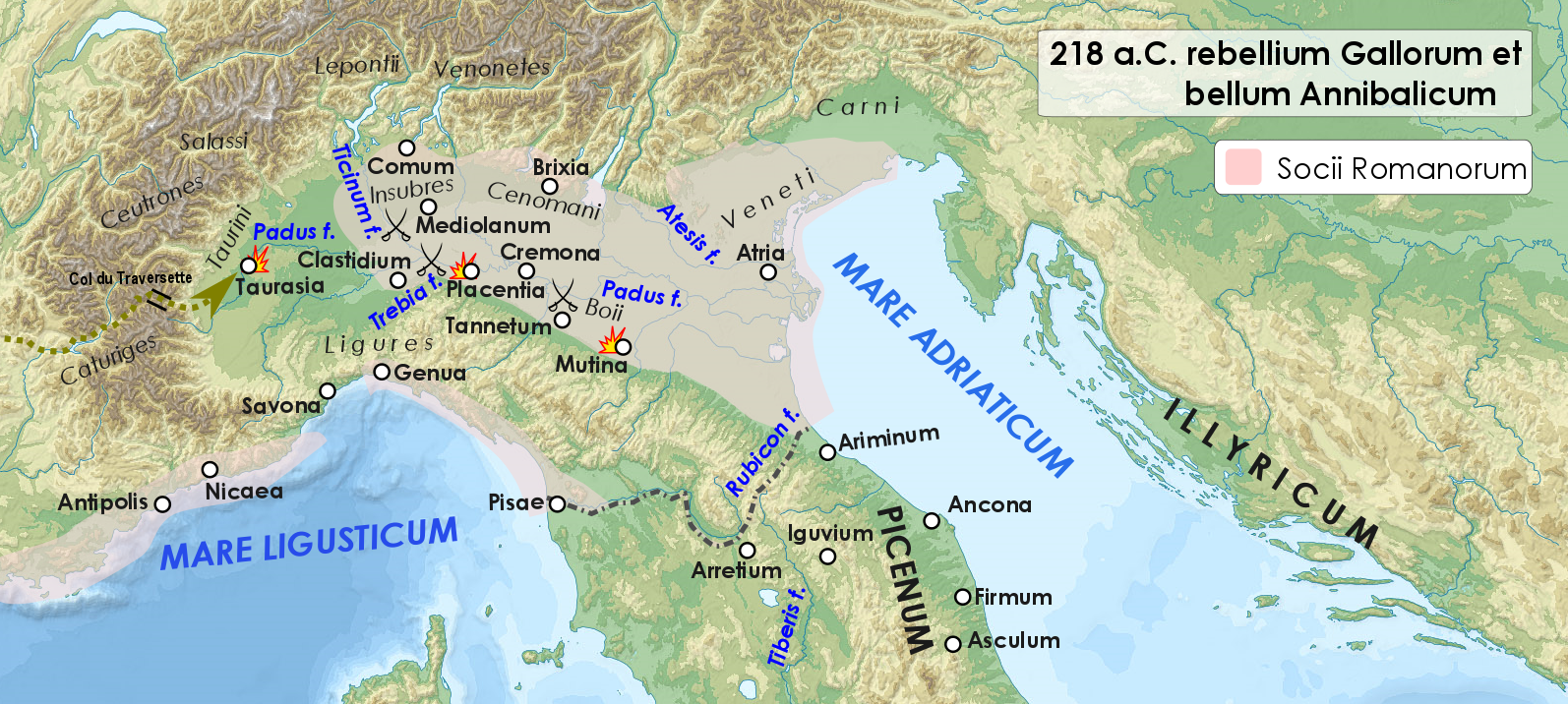
La Gallia cisalpina, teatro delle operazioni nell'autunno del 218 a.C.: dalla rivolta dei Boii con l'assedio di Mutina, alle vittorie di Annibale al Ticino e alla Trebbia.

### Inverno del 218-217 a.C.

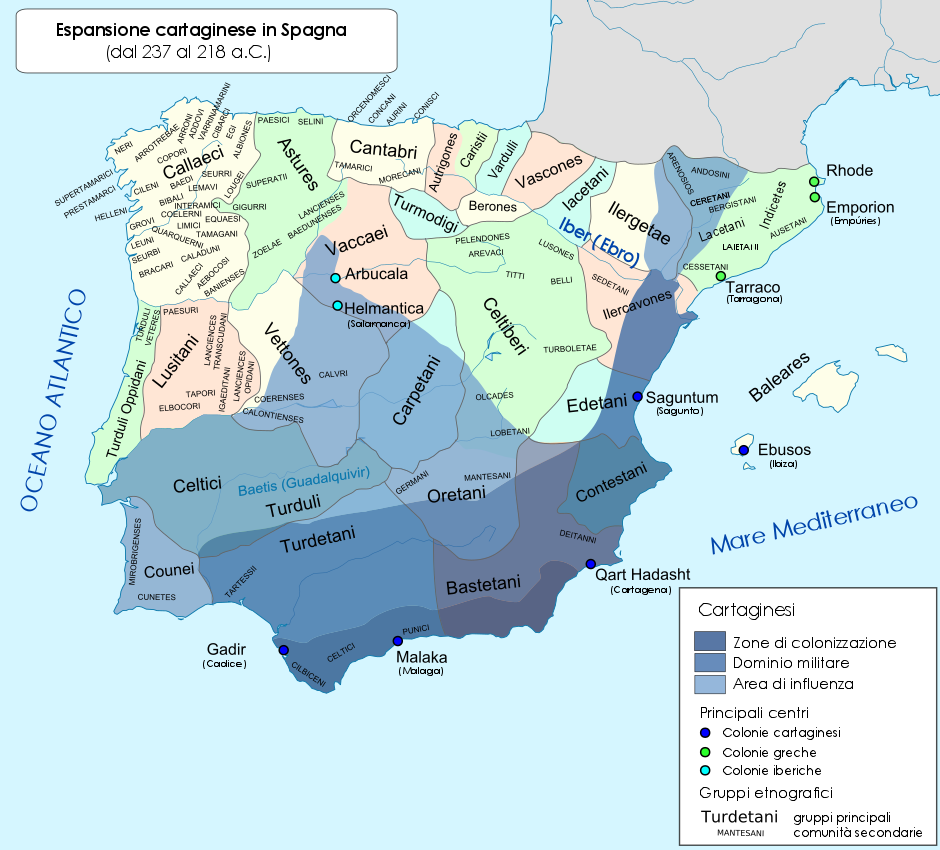
La conquista cartaginese della Spagna (237 - 218 a.C.), prima dell'intervento romano (218 - 206 a.C.).

Dopo la sconfitta sulla Trebbia Sempronio Longo tornò a Roma dove cercò di minimizzare la gravità della sconfitta, mentre Publio Scipione si trasferì in Spagna come proconsole per collaborare con il fratello Gneo. A Roma si procedette all'elezione dei consoli per il 217 a.C. e all'arruolamento di nuove legioni per fronteggiare la situazione; la minaccia punica appariva davvero preoccupante e venne decisa la costituzione di undici legioni in totale: una venne inviata in Sardegna, due in Sicilia, due vennero poste a difesa di Roma, due vennero mandate in Spagna. Rinforzi arrivarono alle quattro legioni nella Gallia Cisalpina indebolite dalle perdite subite contro Annibale e alle guarnigioni della penisola. Vennero inviate inoltre richieste di aiuto anche a Gerone II, tiranno di Siracusa, il quale mise subito a disposizione dei Romani 500 Cretesi e 1000 peltasti. Durante l'inverno vi fu poi una serie di scontri minori nei pressi di Placentia e a Victumulae.
In Spagna nel frattempo Gneo Cornelio Scipione, che era stato inviato dal fratello Publio, aveva riconquistato Emporion (autunno del 218 a.C.), colonia greca di Massalia (Marsiglia), e si era diretto con i suoi 24000 uomini verso l'Ebro, battendosi vittoriosamente contro alcune tribù locali e contro Annone che era rimasto a presidiare i Pirenei con 11000 uomini. Annone venne pesantemente sconfitto a Cissa, dove subì gravissime perdite e fu catturato. Asdrubale, che con 8000 uomini stava marciando per ricongiungersi a lui, dopo alcune scaramucce vittoriose con la flotta romana, tornò a Nova Carthago (Cartagena) per svernare, mentre Gneo Scipione tornò a Emporion. Gneo, una volta raggiunta la flotta, dopo avere punito i responsabili della sconfitta subita contro Asdrubale, andò a svernare a Tarraco (Tarragona), dove distribuì ai soldati il bottino e iniziò la costruzione delle mura ciclopiche.
Nell'anno 217 a.C. i nuovi consoli, Gneo Servilio Gemino e Gaio Flaminio con le quattro legioni consolari e gli alleati, in tutto circa 50000 uomini, si spostarono nella via ritenuta più logica per marciare verso Roma. I resti delle due legioni di Sempronio Longo, rafforzate da nuovi elementi e da alleati di Siracusa, si fermarono a presidiare l'Etruria sotto la guida di Flaminio e altre due legioni al comando di Servilio Gemino si attestarono a Rimini, confine nord della penisola. Roma abbandonava la Gallia Cisalpina dove aveva appena iniziato a inserirsi. Restavano fedeli i Galli Cenomani e i Veneti; questi alleati si riveleranno preziosi per rifornire di cibo le guarnigioni delle due colonie di Cremona e Piacenza che Roma era stata costretta ad abbandonare in un mare di nemici. Annibale svernò fra i Galli Boi che, secondo Polibio, mostrarono insofferenza per la necessità di fornire mezzi e provviste all'esercito punico.

### Dal Trasimeno a Canne (217-216 a.C.)

#### Attraverso gli Appennini
Nella primavera del 217 a.C. Annibale, dopo un primo tentativo effettuato poco prima (inverno 217 a.C.), decise di scendere verso Roma. L'esercito era riposato e contava circa 50000 uomini, in massima parte Galli che si erano aggiunti ai superstiti della marcia dell'anno precedente. Per il freddo era rimasto vivo, ma per poco, un solo elefante da guerra, Surus.
Sapendo che le legioni romane si erano attestate a Rimini e ad Arezzo, il generale cartaginese decise di attraversare l'Appennino, probabilmente al Passo di Collina, e scendere verso Pistoia. Il territorio, all'epoca, era paludoso e difficilmente transitabile, la marcia dell'esercito cartaginese fu lenta ed estremamente difficoltosa (quattro giorni e tre notti senza tregua); molti uomini, per riposare, dovettero dormire sulle carcasse degli animali morti. Molti morirono e lo stesso Annibale perse un occhio a causa di un'infezione.
Le devastazioni dell'esercito cartaginese costrinsero Flaminio a spostarsi dalle basi di Arezzo e dirigersi verso sud per cercare di intercettare Annibale. Servilio, nel frattempo, essendo partito da posizioni ancora più lontane, stava marciando lungo la nuovissima via Flaminia per ricongiungersi al collega, proprio quello che l'aveva costruita. Annibale non attese il ricongiungimento e alla sera accampò le sue truppe appiedate sulle colline sopra il lago nascondendo in una gola la micidiale cavalleria; sulle rive del lago si accamparono gli ignari romani. Il giorno dopo iniziò la battaglia del lago Trasimeno.

#### Trasimeno (217 a.C.)

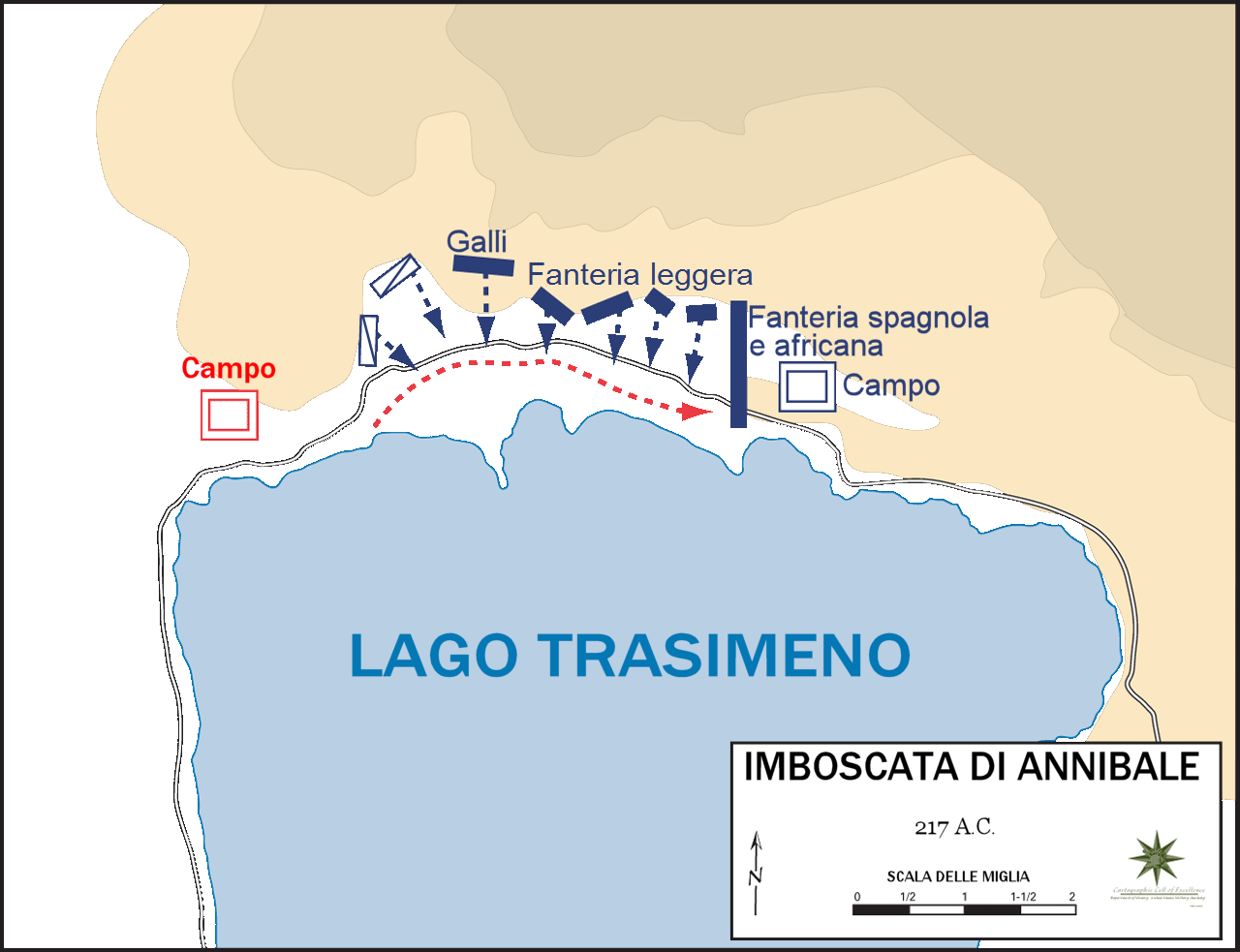
Battaglia del lago Trasimeno

In una mattinata nebbiosa i 25000 uomini di Flaminio, non essendo a conoscenza della posizione del nemico, procedevano senza particolari accorgimenti difensivi; la tradizione polibiana ostile alla fazione politica popolare ha fortemente criticato l'operato di Flaminio ritenuto un "agitatore di popolo" imprudente e incapace. In realtà invece il console probabilmente riteneva che i cartaginesi fossero in fuga e cercassero di evitare il combattimento; egli inoltre era fortemente sollecitato a prendere l'iniziativa al più presto; Flaminio era quindi deciso ad affrontare la battaglia per bloccare la marcia devastatrice del nemico che avanzava saccheggiando e depredando il territorio. Nel campo romano c'era grande ottimismo; le legioni romane erano seguite da mercanti italici in attesa di potere accaparrare il ricco bottino di prigionieri atteso dalle spoglie dell'esercito nemico di cui si riteneva sicura la rovina.
Annibale aveva deliberatamente condotto con la massima spietatezza la marcia del suo esercito attraverso il territorio proprio per costringere l'avversario a seguirlo da vicino e accelerare la battaglia decisiva; egli individuò un terreno lungo la strada che costeggiava le rive settentrionali del lago Trasimeno per organizzare un micidiale agguato. Nella nebbia che intralciava fortemente la visibilità, le legioni di Flaminio in marcia lungo il lago, furono bloccate frontalmente dalla fanteria pesante di Annibale, quindi dalle colline a nord del lago discesero di sorpresa le truppe leggere, infine la cavalleria cartaginese chiuse la strada alle spalle dei romani. La battaglia del lago Trasimeno si concluse in poche ore con la schiacciante vittoria di Annibale. Le legioni furono distrutte dopo una mischia confusa nella nebbia; persero la vita lo stesso console Flaminio e 15000 Romani (o forse 25000); 6000 furono i prigionieri. Il giorno dopo vennero sconfitti anche alcuni reparti di cavalleria di Servilio, appena arrivati, che si scontrarono con la cavalleria numida di Maarbale. Qualche migliaio di superstiti delle legioni si disperse in Etruria o riuscì a raggiungere Roma.
Questa volta il disastro non venne tenuto nascosto; il Trasimeno era troppo vicino. Servilio assunse il comando delle forze navali, Regolo sostituì il defunto Flaminio al consolato ma, come sempre nelle più dure avversità, Roma nominò un dittatore: Quinto Fabio Massimo Verrucoso che passerà alla storia come Cunctator ("Temporeggiatore").
Annibale fece trucidare i prigionieri romani, mandò liberi e senza riscatto i prigionieri italici. Con questa mossa egli cercava di assumere il ruolo di liberatore degli italici dalla presunta oppressione romana e quindi favorire la defezione degli alleati da Roma, ma i risultati furono scarsi, le città dell'Umbria e dell'Etruria rifiutarono di aprire le porte ai cartaginesi e nessuna si distaccò dall'alleanza.
La mancata riuscita almeno temporaneamente dei suoi progetti politico-strategici deluse Annibale, che ritenne inoltre impossibile marciare direttamente su Roma, anche se la strada per la città appariva teoricamente aperta; egli preferì invece avanzare verso est attraverso l'Umbria per raggiungere il Piceno. Dopo il fallito tentativo di occupare di sorpresa Spoleto che invece, fedele all'alleanza con Roma, si difese energicamente all'interno delle mura, Annibale proseguì nel Piceno, ricco di ville e proprietà di cittadini romani, che venne completamente devastato e saccheggiato dalle sue truppe. Il condottiero quindi si diresse verso l'Adriatico dove fece riposare e riorganizzò il suo esercito che venne in parte dotato di armi e panoplie sottratte ai caduti romani delle precedenti battaglie. Dopo alcune settimane Annibale riprese a discendere lungo le coste dell'Adriatico e arrivò in Apulia nei territori di Luceria e Argos Hippium che vennero depredati dai soldati cartaginesi; anche queste città per il momento rifiutarono di collaborare con l'invasore.

#### Tirreno e Spagna

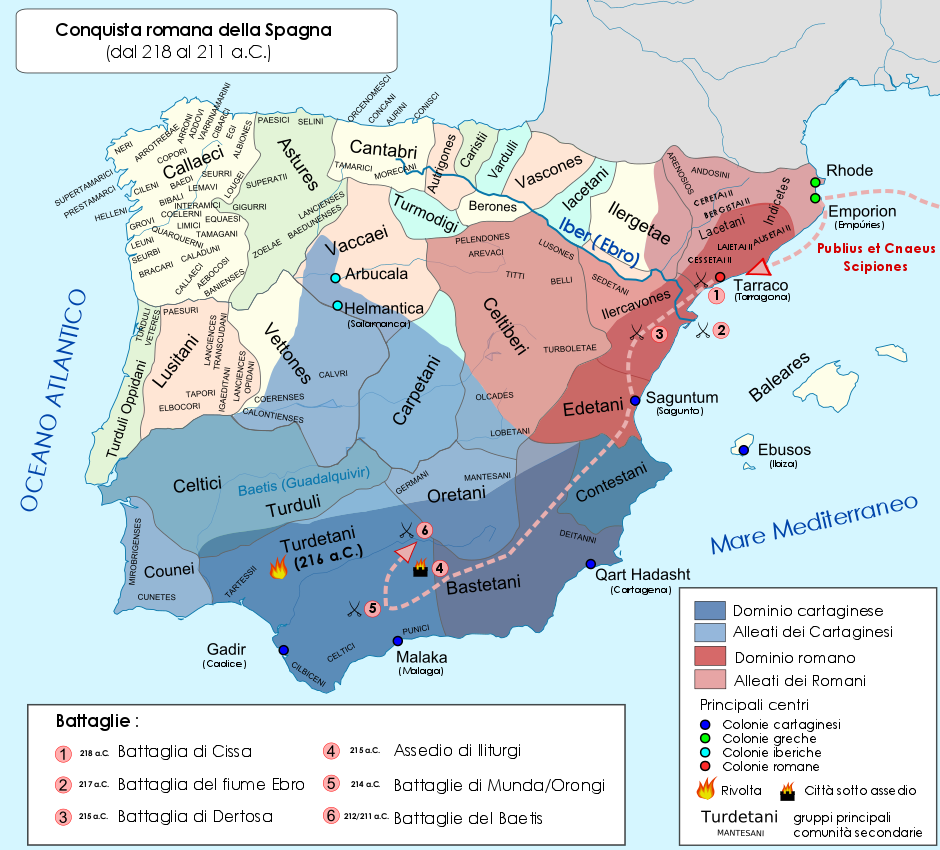
L'avanzata dei Romani in Spagna (dal 218 al 211 a.C.)

Un altro motivo del mancato attacco cartaginese a Roma fu probabilmente il blocco navale posto dalla flotta romana alle coste del Tirreno. Al comando di Annone, una flotta cartaginese di circa 70 navi si riunì vicino alla Sardegna e cercò di portare rinforzi in Italia tentando di sbarcare sulle coste dell'Etruria (a Pisa). Fu ricacciata verso sud dalla flotta romana, 55 quinqueremi, che pattugliava il Tirreno comandata da Servilio. Nel viaggio di ritorno verso l'Africa, i Cartaginesi si scontrarono con una flotta da carico che Roma stava mandando in Spagna come aiuto a Gneo e Publio Scipione e la distrussero. Ma la flotta da guerra di Servilio li incalzò e, pur senza raggiungere i nemici, arrivò fino al Golfo della Sirte dove però venne respinta. Tornando verso l'Italia Servilio si accontentò di rioccupare Pantelleria che era caduta in mano cartaginese.
Anche le forze cartaginesi in Spagna non poterono mandare aiuti ad Annibale. Alla ripresa delle ostilità dopo l'inverno, con una campagna diplomatica e militare, con l'uso della forza e degli ambasciatori, Gneo Scipione riuscì a riconquistare il territorio fra l'Ebro e i Pirenei che l'anno precedente era stato occupato dai Cartaginesi. Le popolazioni degli Ilergeti e degli Ausetani che resistevano a Roma, vennero sconfitte e si allearono con essa, mentre Asdrubale fu fermato al vecchio confine dopo una serie di battaglie terrestri e navali. La flotta cartaginese di stanza in Spagna fu catturata da Scipione e i Romani arrivarono a saccheggiare il territorio vicino a Carthago Nova riuscendo anche a sottomettere le isole Baleari: Roma deteneva ora il controllo totale del Mediterraneo Occidentale.
Verso la fine dell'anno in Spagna arrivò anche il fratello di Gneo Scipione, Publio, guarito dalle ferite del Ticino, con una dote di 30 navi e una legione. Roma schierava adesso due legioni, 10000 alleati, 80 quinqueremi, 25000 marinai. Le forze cartaginesi erano bloccate, non potevano passare per via di terra senza cercare di aprirsi la strada con la forza e non potevano usare le navi perché Cartagine aveva perso l'antico predominio navale. Con la venuta dell'inverno le operazioni terminarono nuovamente.

#### Dittatura di Quinto Fabio Massimo

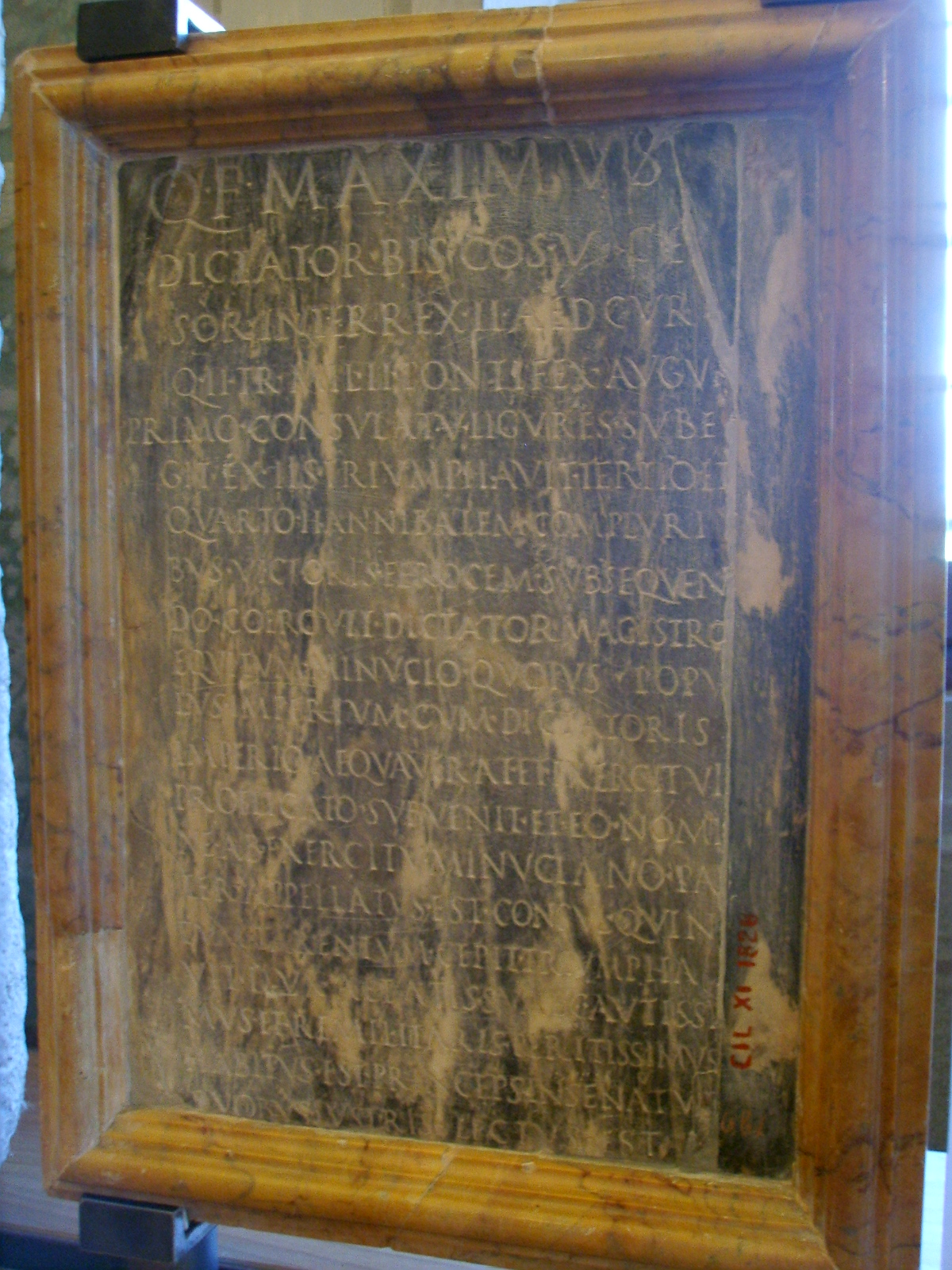
Elogio di Fabio Massimo "il temporeggiatore" (Iscrizione, oggi conservata a Firenze)

Quinto Fabio Massimo diede una svolta alla strategia di Roma. Prudente e deciso, evitò accuratamente tutti gli scontri diretti che non fossero strettamente necessari cercando di fare terra bruciata attorno all'esercito di Annibale e infliggendo continue perdite al cartaginese che non poteva rimpiazzarle con facilità.
Dall'Apulia Annibale cambiò ancora direzione e si diresse verso il Sannio e la Campania, probabilmente nel tentativo di raggiungere Roma da sud. Ma, diretto verso Cassino e invece giunto per un errore delle sue guide a Casilino, rischiò di essere isolato da Fabio Massimo che aspettava un'occasione favorevole. Le forze di Annibale si trovarono bloccate dai Romani appostati su una serie di alture nell'area del fiume Volturno, ma Annibale ideò un nuovo stratagemma e riuscì a superare le difficoltà. Alle corna di duemila buoi furono appese delle torce e Fabio Massimo, vedendole muoversi e credendo che fosse l'esercito punico in movimento, seguì le luci lasciando aperta la strada di uscita ai cartaginesi; Annibale marciò con il suo esercito senza ulteriori ostacoli verso nord-est, devastò il territorio e giunse nella zona di Lucera. I cartaginesi si attestarono, alla fine, nel territorio di Geronio dove venne costruito un campo trincerato.
La tattica di Fabio Massimo non era approvata da molti Romani e soprattutto non era condivisa da Marco Minucio Rufo, magister equitum, che continuamente la criticava ritenendolo troppo passiva e rinunciataria. In assenza di Fabio Massimo, Rufo prese l'iniziativa e attaccò un reparto di Annibale ottenendo qualche limitato successo. A Roma giunse la notizia erronea di una grande vittoria e Minucio Rufo, su proposta del tribuno della plebe Marco Metello, fu innalzato allo stesso grado di Fabio Massimo. Mai prima di allora era accaduto che ci fossero due dittatori. Anziché comandare l'esercito a giorni alterni, com'era d'uso con i consoli, Fabio Massimo preferì dividere le forze. Annibale cercò di approfittare di questa debolezza avversaria e attirò Rufo in una trappola. Le forze di Rufo rischiarono di essere distrutte; l'intervento del "Temporeggiatore" consentì di evitare una nuova sconfitta e salvò l'esercito di Minucio Rufo che, pentito e riconoscente, rinunciò alla carica di dittatore. Questo racconto, basato su Polibio e Tito Livio, non è sembrato agli storici moderni del tutto attendibile ed è stato ritenuto un tentativo da parte della fazione senatoriale conservatrice, di esaltare la prudenza tattica di Fabio Massimo.
La carica di dittatore, a Roma, durava al massimo sei mesi. Quinto Fabio Massimo, alla scadenza, restituì le insegne e il comando ritornò ai consoli Gneo Servilio Gemino e Marco Atilio Regolo nel frattempo eletto al posto di Flaminio. Per tutto il resto dell'anno i consoli continuarono nella tattica di Fabio Massimo; secondo il racconto tendenzioso di Tito Livio, Annibale si sarebbe trovato in difficoltà e avrebbe pensato seriamente di ritornare in Gallia. In realtà invece a Roma continuarono le critiche alla tattica attendista di Fabio Massimo, il cui soprannome di "Temporeggiatore" ebbe almeno inizialmente soprattutto una connotazione negativa.

#### Canne (216 a.C.)

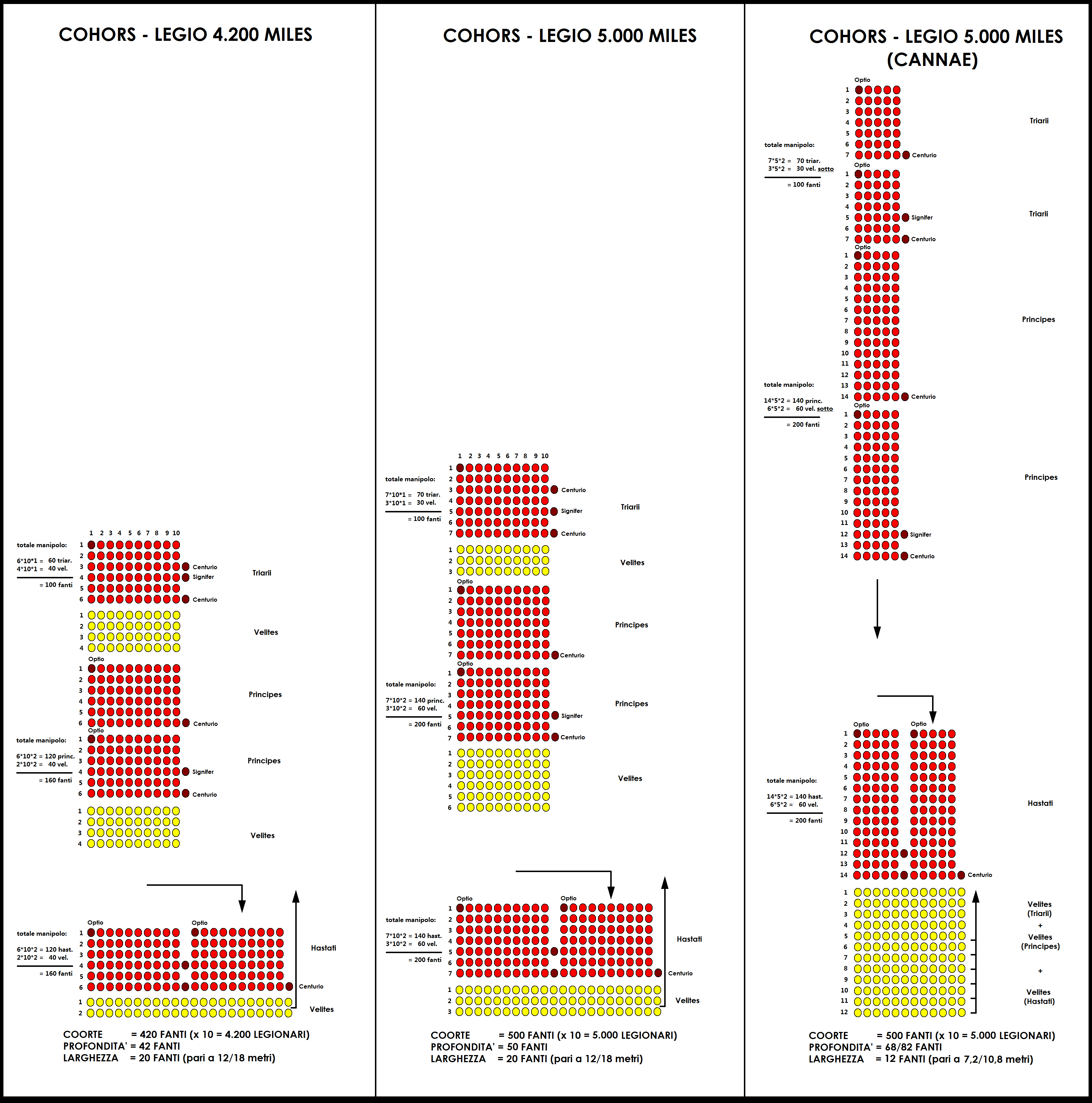
Struttura manipolare di una legione romana all'epoca delle guerre puniche secondo Polibio (e una ricostruzione moderna di Giovanni Cascarino):
(a sinistra) formazione coortale composta da tre manipoli di triarii, principes e hastati di una legione di fanti ("fronte manipolare" = 12/18 metri);
(al centro) una legione di armati ("fronte manipolare" = 12/18 metri);
(a destra) legione di armati durante la battaglia di Canne, con uno schieramento estremamente compatto ("fronte manipolare" = 7,2/10,8 metri).

L'anno 216 a.C., scaduti dalla carica i consoli Servilio e Regolo, dopo un breve interregno di Lucio Veturio Filone e Manio Pomponio Matone, vennero eletti consoli Lucio Emilio Paolo e Gaio Terenzio Varrone, mentre i dittatori lasciarono il comando. Paolo, sostenuto dall'aristocrazia, era il vincitore della guerra in Illiria contro Demetrio di Faro e propendeva, secondo Polibio, per continuare temporaneamente la tattica prudente di Quinto Fabio Massimo.
(Polibio, III, 106, 4.)
L'altro console, Terenzio Varrone, di parte popolare, è stato descritto dalla tradizione storiografica di Polibio e di Livio, in termini negativi; è stato accusato di demagogia, di scarsa cautela, di impreparazione militare. In realtà in questo caso i giudizi degli storici antichi sembrano viziati da un pregiudizio di fondo; in particolare Polibio può avere cercato di addossare le colpe della disfatta del 216 a.C. a Terenzio Varrone anche per mascherare le responsabilità di Emilio Paolo, che era un avo di Publio Cornelio Scipione Emiliano, il suo protettore a Roma.
Le forze armate di Roma erano state aumentate a otto legioni (quando solitamente erano quattro) e, contando gli alleati, 80000 fanti e 6000 cavalieri furono schierati contro Annibale. Polibio riferisce che Emilio Paolo pronunciò queste parole:
(Polibio, III, 108, 6)
I consoli, a luglio, si misero alla testa dell'esercito contrastando Annibale ancora attestato a Geronio, «dove c'era un'enorme quantità di grano». Annibale si spostò in Apulia in cerca di viveri e qui lo seguì l'esercito romano comandato a giorni alterni da Emilio Paolo e da Varrone. I due eserciti si avvicinarono l'uno all'altro e a Canne, dove Annibale aveva trovato e requisito grandi ammassi di grano raccolti dai Romani, si ebbe lo scontro che, nelle intenzioni dei consoli, doveva essere decisivo.
Secondo Polibio il 2 agosto 216 a.C. il comando toccava a Terenzio Varrone che avrebbe esercitato pressioni sul collega per affrettare lo scontro campale contro Annibale. Le truppe romane erano circa il doppio delle forze di Annibale: la vittoria sembrava sicura. Le legioni vennero disposte in uno schieramento chiuso, insolitamente profondo, in modo, secondo le intenzioni di Varrone, da schiacciare le linee cartaginesi con il loro stesso peso.

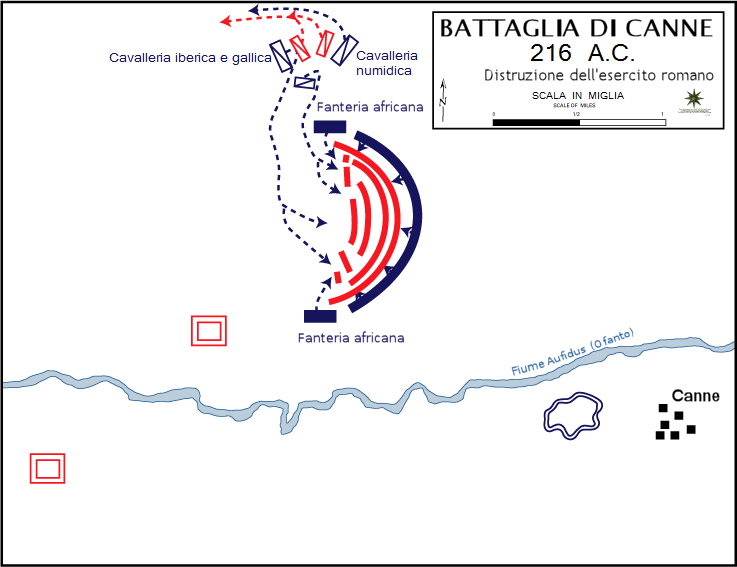
Battaglia di Canne: distruzione della cavalleria romana e accerchiamento finale delle legioni romane

Annibale dispose al centro i Galli e gli Iberi; Polibio e Tito Livio hanno descritto la sorprendente formazione a mezzaluna che il condottiero cartaginese fece assumere al suo schieramento, con la convessità rivolta verso l'avversario; egli prevedeva che le sue formazioni di fanteria degli ibero-galli non avrebbero resistito a lungo alla pressione dello schieramento romano, ma sulle due ali Annibale aveva concentrato la sua fanteria pesante africana costituita da guerrieri esperti e veterani, equipaggiati in parte con panoplie sottratte ai romani nelle precedenti vittorie. I Galli e gli Iberi lentamente cedettero terreno e le forze romane avanzarono, attirate sempre più verso il centro dello schieramento dal ripiegamento nemico. Annibale rispose facendo avanzare le ali e scatenando la temibile cavalleria pesante di Asdrubale (non il fratello di Annibale, ma l'omonimo ufficiale di cavalleria cartaginese), che già aveva dato prova di essere la sua arma migliore, contro le analoghe formazioni romane che la fronteggiavano.
La cavalleria romana venne sconfitta e si ritirò lasciando aperta la strada ad Asdrubale il quale poté attaccare da dietro i reparti di cavalleria alleata che, sul fianco opposto, resistevano ad Annone e ai suoi cavalieri numidi. Sotto il doppio attacco anche questi reparti cedettero e i cavalieri punici poterono attaccare da dietro le legioni romane. Annibale nel frattempo aveva fatto intervenire anche le due formazioni di fanteria pesante africana che, con un movimento convergente sulle ali, attaccarono i fianchi del compatto schieramento delle legioni in combattimento contro gli Ibero-galli. In questo modo i romani si trovarono praticamente accerchiati; rinserrati in uno spazio ristretto, non riuscirono a resistere e, attaccati da tutte le direzioni, vennero lentamente annientati dai guerrieri di Annibale. L'intero esercito romano fu chiuso in un cerchio di ferro.
Roma perse un console, Emilio Paolo, che secondo la tradizione polibiana sarebbe stato contrario ad affrontare la battaglia; la storiografia moderna peraltro ha sminuito questa interpretazione classica e ritiene che Emilio Paolo condividesse pienamente le decisioni strategiche e tattiche di Varrone; alcuni ritengono che proprio lui fosse effettivamente al comando supremo delle legioni romane a Canne. Caddero sul campo anche i due consolari Servilio e Minucio che combattevano al centro dello schieramento,, novanta ufficiali appartenenti alle grandi famiglie di Roma e delle città alleate tra consolari, pretori e senatori,; i morti totali furono 70000 e 10000 furono presi prigionieri; altre fonti parlano di 43000/45000 caduti e 19000 prigionieri. Il console superstite, Varrone, ritenuto da Polibio il responsabile della sconfitta, con 10000 sbandati si rifugiò a Venusia. Si salvò anche il giovane Publio Cornelio Scipione, tribuno militare, che Annibale si troverà davanti in Africa, nella fase finale della guerra.
A Canne Annibale perse tra 3000 e 6000 uomini, ma raggiunse finalmente dopo la schiacciante vittoria i primi importanti risultati politico-strategici. Alcuni centri cominciarono ad abbandonare i Romani:; Annibale inviò a sud nel Bruzio il fratello Magone con una parte delle sue forze, mentre lui con il grosso dell'esercito si diresse in Campania dove riuscì a ottenere dopo una serie di trattative la defezione di Capua, che a quell'epoca era la seconda città più importante della penisola dopo Roma. Il Piganiol scrive infatti che Annibale, dopo avere ottenuto l'alleanza della Daunia, esclusa Lucera, e dei Sanniti delle regioni più impervie, si assicurò anche quella di Capua, a cui il Cartaginese promise l'autonomia della città e di metterla a capo alla confederazione italica, sostituendola a Roma. Non a caso la zecca della città emise monete conformi al sistema punico.
Il condottiero cartaginese inoltre decise che Magone, dopo essere giunto nel Bruzio, partisse per Cartagine dove avrebbe dovuto informare il senato dei brillanti successi raggiunti e chiedere rinforzi e sostegno. Magone arrivò in Africa e cercò di impressionare i politici cartaginesi mostrando gli innumerevoli anelli d'oro sottratti ai cavalieri romani uccisi in battaglia; la fazione di Annone tentò di sminuire i successi di Annibale ma alla fine venne deciso di inviare nel 215 a.C. importanti rinforzi in Italia.
Roma venne sconvolta dalla notizia della catastrofe: sembrava che nulla potesse fermare l'avanzata di Annibale e la città si preparò all'attacco. Furono nominati dal nuovo dittatore Marco Fabio Buteone, 177/193 nuovi senatori al posto degli 80 che, arruolatisi volontari, erano caduti a Canne. Abbreviato il periodo del lutto, vennero limitati i lussi e dato fondo alle ricchezze della città; si cercò di consolidare la coesione e la resistenza tra i cittadini. In questa situazione di emergenza nazionale si fece ricorso anche ad antiche pratiche religiose per accondiscendere la superstizione del popolo che, nell'eccitazione del momento, collegava le ripetute catastrofi all'avversione degli dei; oltre a cerimonie di espiazione e propiziazione, vennero effettuati, come era già successo durante l'invasione celtica del 225 a.C., anche primitivi sacrifici umani rituali con il seppellimento nel Foro di una coppia di Galli e una di Greci, ritenuti rappresentanti, secondo una vecchia usanza etrusca, di stirpi nemiche di Roma.

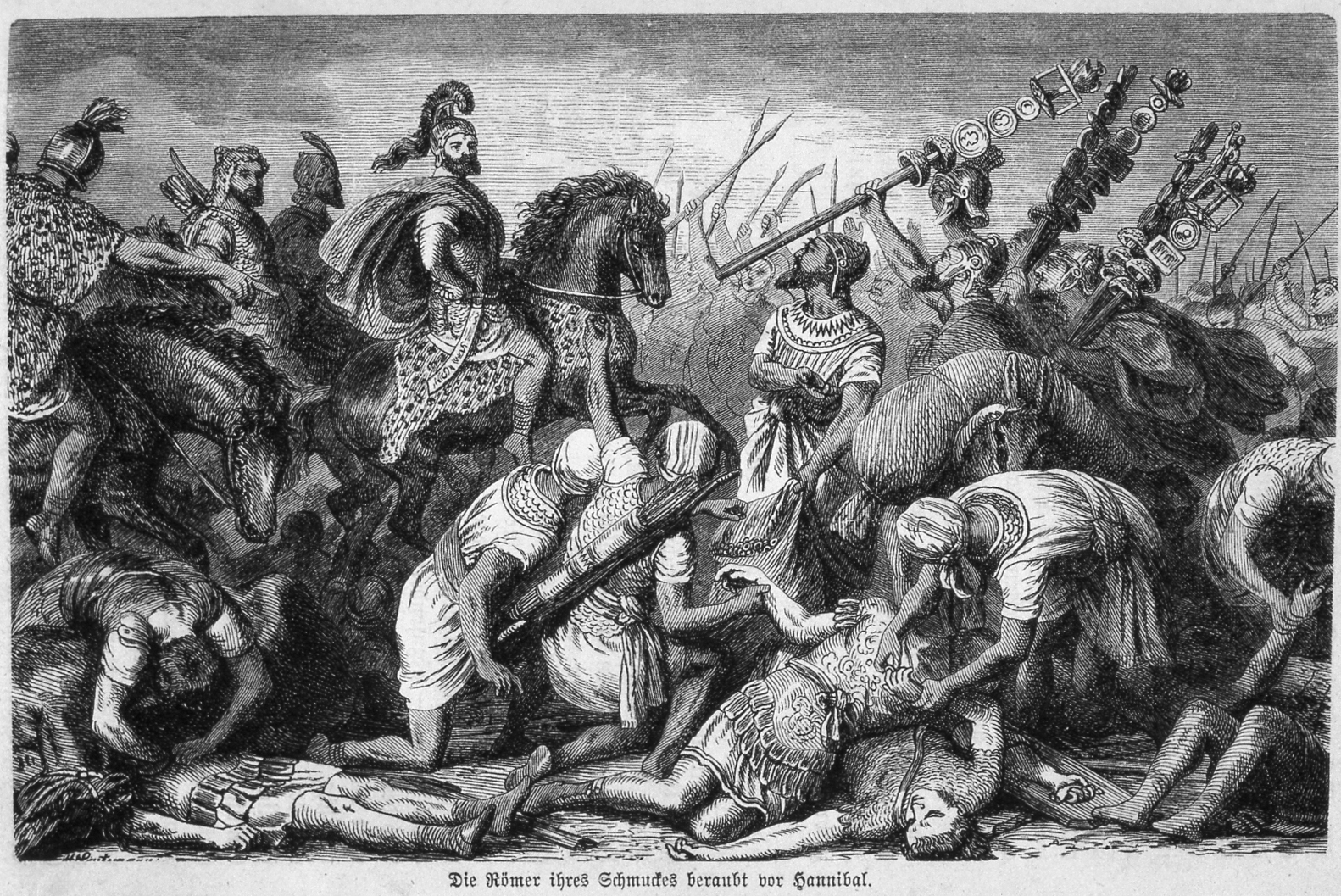
Annibale sul campo di battaglia di Canne dopo la distruzione delle legioni romane (stampa ottocentesca di Heinrich Leutemann).

Dal punto di vista militare Roma cercò di ricostituire le sue forze dopo le enormi perdite; si procedette al tumultus, il richiamo in massa di tutti i riservisti, si arruolarono giovanissimi e uomini in età avanzata; si giunse al punto di immettere nell'esercito anche due legioni costituite da 8000 schiavi a cui fu promesso l'affrancamento, e perfino criminali comuni furono annessi nell'esercito. In poche settimane Roma ricostruì sette legioni a difesa della Repubblica. Per dimostrare ferrea risolutezza si decise invece di non riscattare i prigionieri come proposto dagli inviati di Annibale; inoltre il senato non mosse accuse al console Varrone che al contrario fu accolto da una delegazione alle porte di Roma e venne ringraziato ufficialmente "per non avere disperato della patria".
Una delle questioni maggiormente dibattute dagli storici antichi e moderni fu, per quale motivo Annibale non marciò da subito su Roma, dopo la devastante vittoria di Canne? Giovanni Brizzi, uno dei maggiori storici esperti di questo conflitto, ritiene che «la critica moderna si è sbizzarrita in supposizioni talvolta senza fondamento». Piganiol, al contrario, scriveva: «Noi non comprendiamo le ragioni della sua inazione. Egli sperava forse che Roma, dopo una così tremenda sconfitta, avrebbe trattato […]; ma Roma […] rifiutò perfino di riscattare i prigionieri».
Egli giunge alla conclusione che Annibale non ebbe mai intenzione di volere concludere la guerra con un attacco diretto al cuore dello Stato romano, ponendo sotto assedio Roma. Egli poteva permettersi di attendere che maturassero i frutti della sua vittoria, con il collasso della federazione italica. Cosa che in parte si verificò. Prima Capua, che voleva sostituirsi a Roma, poi in rapida successione Siracusa, Taranto, Turi, Metaponto, Eraclea e molte altre ancora. Il mondo italiota e siceliota disertò quasi al completo: dalla parte del cartaginese passarono Atella, Calatia, gran parte degli Apuli, tutti i Sanniti a eccezione dei Pentri, i Bruzi a esclusione degli Uzentini. L'intera Italia meridionale fu in fermento e si rivoltò ai Romani. Malgrado tutto ciò, Roma continuò con determinazione a rifiutare la resa.
L'Italia tirrenica - d'altronde non sottoposta alla pressione delle truppe cartaginesi - rimase invece fedele a Roma, con l'eccezione di Capua, senza mostrare alcun cedimento. Annibale, costretto a dovere frazionare le sue forze negli anni successivi, non riuscendo più a condurre una decisiva battaglia campale, poiché tutti i generali di Roma si erano ormai allineati alla dottrina di Quinto Fabio Massimo Verrucoso, che evitava lo scontro diretto, alla fine vide restringersi sempre più il suo raggio d'azione, anno dopo anno.

#### Sosta a Capua

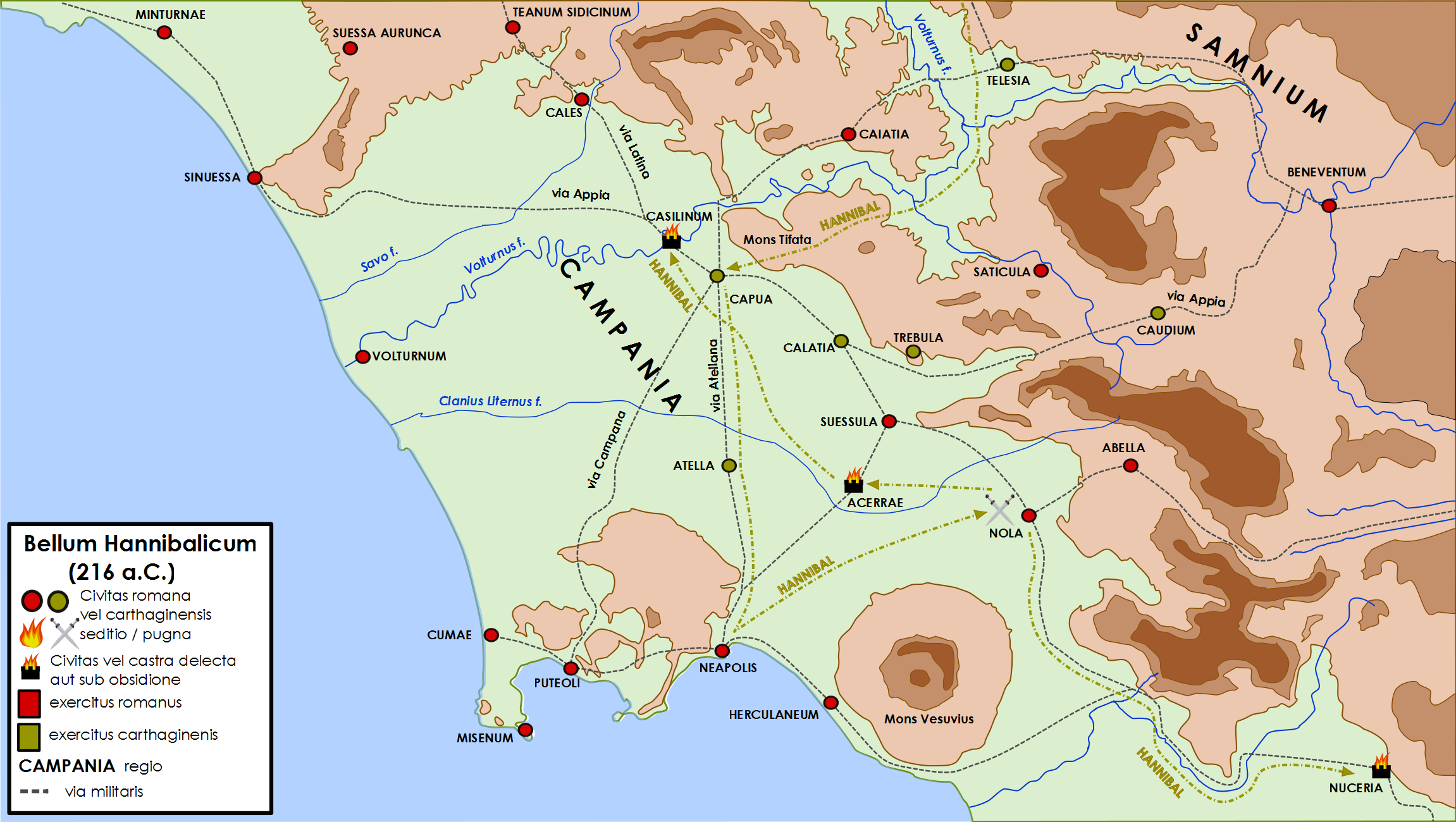
Campagna di Annibale in Campania 216 a.C. dopo la battaglia di Canne

Annibale dopo il trionfo a Canne non aveva ritenuto possibile marciare subito su Roma verosimilmente perché considerava difficile un assedio alle munite fortificazioni della città che avrebbe potuto alla lunga indebolire le sue forze; egli invece, dopo avere ottenuto l'alleanza di Capua riprese le operazioni in Campania, mentre le residue truppe romane al comando del pretore Marco Claudio Marcello si attestarono sulla linea del fiume Volturno in attesa dell'arrivo dei rinforzi reclutati da Marco Giunio Pera, nominato dittatore per organizzare la difesa di Roma. Il condottiero cartaginese conquistò Nocera e incendiò e distrusse Acerra ma il suo primo attacco a Nola, difesa da Marcello, non ebbe successo; Annibale quindi risalì verso l'importante centro di Casilinum che riuscì a occupare dopo un lungo assedio prolungatosi per alcuni mesi (fine 216-inizi 215 a.C.).
Arrivato l'inverno Annibale trasferì il suo esercito a Capua dove rimase fino alla primavera; i suoi uomini ebbero finalmente la possibilità, dopo tre anni di continui combattimenti ed estenuanti avanzate, di riposare godendo della calorosa accoglienza della popolazione locale. La tradizione storiografica romana, in particolare Tito Livio, ha enfatizzato l'importanza di questi cosiddetti "ozi di Capua" che avrebbero compromesso la solidità e la combattività dell'esercito annibalico, fiaccato dalle libagioni e dai piaceri del soggiorno nella città campana. Questa interpretazione tradizionale peraltro non trova riscontro in Polibio ed è stata fortemente messa in dubbio dalla storiografia moderna che la ritiene tendenziosa e sostanzialmente errata; in particolare si è evidenziato come anche dopo l'inverno di riposo a Capua, Annibale e il suo esercito dimostrarono la loro superiorità e furono in grado per altri dieci anni di rimanere in campo in Italia senza subire reali sconfitte e senza che gli eserciti romani riuscissero a cacciarli dalla penisola.

### Estensione dei fronti di guerra (216-215 a.C.)
L'anno 217 a.C., segnato dalla catastrofe romana a Canne, si concluse con un ennesimo disastro per Roma; in Gallia Cisalpina due legioni romane al comando del console designato Lucio Postumio Albino, eletto al posto del defunto Emilio Paolo, vennero distrutte. Le due legioni caddero in un'imboscata nella Selva Litana posta probabilmente fra Bologna e Ravenna. i Romani dovettero provvisoriamente abbandonare le colonie di Piacenza e Cremona.
Mentre fino alla battaglia di Canne l'andamento della guerra era stato dominato dalla campagna di Annibale in Italia dal 215 a.C. assunsero sempre maggiore importanza altri teatri di guerra mediterranei; mentre il condottiero cartaginese tentava di disgregare l'alleanza romano-italica Cartagine si impegnò a organizzare nuovi attacchi per sfruttare l'indebolimento di Roma. Si organizzarono corpi di spedizione di rinforzo per l'Italia, si progettò un attacco alla Sardegna, soprattutto si cercò di costituire un sistema di alleanze internazionali in funzione anti-romana. Nel frattempo continuava con alterne vicende la guerra in Spagna.
| Didracma (δίδραχμον) di Filippo V di Macedonia | Didracma (δίδραχμον) di Filippo V di Macedonia              |
| ---------------------------------------------- | ----------------------------------------------------------- |
|                                                |                                                             |
| Dritto: effigie di Filippo V di Macedonia      | Rovescio: l'iscrizione BAΣIΛEΩΣ ΦIΛIΠΠOY (="Di re Filippo") |
| Didracma risalente al II secolo a.C.           |                                                             |

Un evento di grande importanza avvenuto nell'estate del 215 a.C. fu l'alleanza conclusa da Cartagine con Filippo V di Macedonia, da cui Annibale forse sperava di ottenere rinforzi dai Balcani per la sua campagna in Italia. L'ambizioso e giovane monarca ellenistico considerava con viva preoccupazione l'espansione romana sulle coste dell'Illiria e dell'Epiro dopo le vittorie di Emilio Paolo del 219 a.C. contro Demetrio di Faro che dopo la sconfitta aveva trovato ricovero presso il re macedone, divenendone un fidato consigliere. Alla notizia dell'esito inatteso della battaglia del Trasimeno, Filippo V decise, dopo colloqui con Demetrio, di chiudere rapidamente la guerra contro la Lega etolica con la pace di Naupatto e verosimilmente credette possibile intervenire con successo contro Roma per conquistare le coste dell'Adriatico orientale o forse riprendere addirittura i piani di Pirro. Dopo la catastrofe romana a Canne, una delegazione guidata da Senofane venne inviata in Italia per concludere precisi accordi con Annibale; gli inviati di Filippo sbarcarono nel Bruzio nell'estate 215 a.C. e incontrarono il condottiero cartaginese. I dettagli dell'accordo tramandato da Polibio evidenziano la vasta portata delle clausole previste; inoltre la presenza alla conclusione formale dell'alleanza di alcuni inviati del senato cartaginese e di tre alti funzionari della città punica testimonia come Annibale agisse sotto il controllo e con la piena approvazione della madrepatria. L'alleanza stabiliva con chiarezza i vantaggi che sarebbero spettati dopo la vittoria a Filippo V che avrebbe assunto il controllo dei territori romani in Illiria e su Corcyra; gli obiettivi di guerra di Annibale non venivano invece indicati con precisione; in ogni caso si prevedeva di arrivare al punto di costringere alla pace Roma di cui tuttavia non si ipotizzava la distruzione come stato sovrano.
I Romani appresero notizie dirette dell'alleanza tra Cartagine e la Macedonia grazie alla cattura in alto mare degli inviati di Filippo V in viaggio di ritorno con i documenti dell'accordo; ebbe quindi inizio l'estensione della guerra nell'Adriatico e nel Mediterraneo orientale, la cosiddetta Prima guerra macedonica. Roma, nonostante le enormi difficoltà in Italia, prese subito energiche misure per fronteggiare la nuova minaccia; il pretore stanziato a Taranto, Marco Valerio Levino, ricevette l'ordine di appoggiare la flotta di 55 navi posta sotto il comando del praefectus classis, Publio Valerio Flacco, inviando il suo legatus Lucio Apustio Fullone con alcuni armati. Scopo della missione era controllare la situazione e difendere i possedimenti illirici.. Contemporaneamente vennero reperiti i fondi necessari alla missione:
(Livio, XXIII, 38.12-13.)
Nel 214 a.C. Filippo V attaccò le basi romane in Illiria e pose l'assedio ad Apollonia, ma non ottenne grandi successi. Valerio Levino accorse sul posto, riconquistò Orico e liberò Apollonia costringendo Filippo a una disastrosa ritirata in Macedonia dopo averne incendiato le navi.

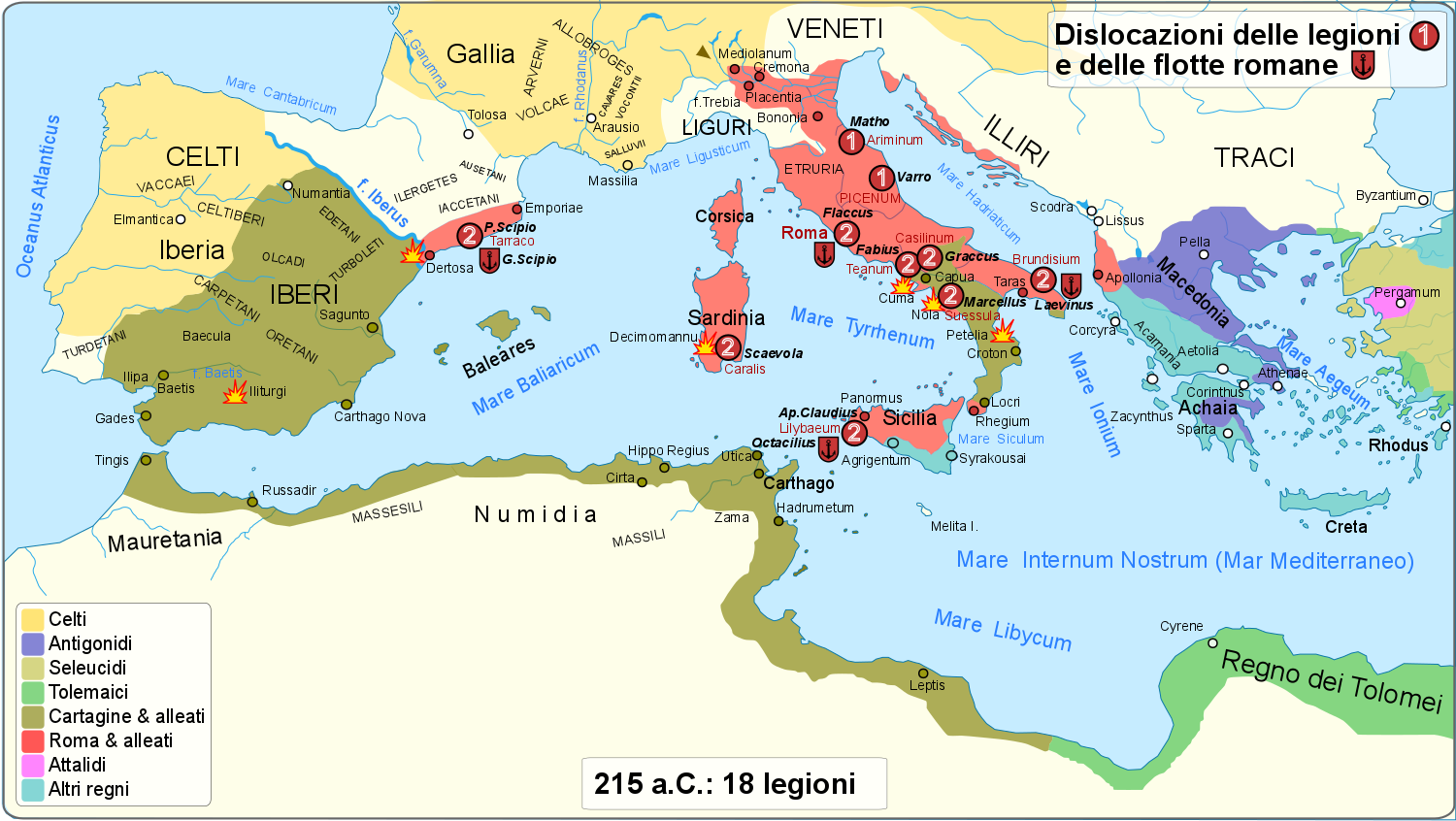
Il mondo mediterraneo nel 215 a.C. con le forze in campo messe da Roma dopo la disfatta di Canne dell'anno precedente

Nell'inverno del 216/215 a.C. morì a Siracusa l'anziano Basileus di Sicilia Gerone II che fino a quel momento aveva assunto un atteggiamento di prudente appoggio a Roma; questo evento provocò in breve una svolta nella politica siracusana e un'estensione della guerra anche alla Sicilia. Il nipote appena quindicenne, Geronimo, influenzabile e ambizioso, al fine di mantenere indipendente la Sicilia e scongiurarne la sottomissione al giogo romano, decise di prendere contatti con Annibale; una delegazione si incontrò con il condottiero cartaginese e quindi alcuni emissari di Siracusa si recarono a Cartagine dove venne discusso un concreto patto di alleanza. Gli inviati di Geronimo pretesero addirittura che i cartaginesi acconsentissero al dominio assoluto di Siracusa su tutta la Sicilia in cambio della partecipazione diretta alla guerra contro Roma. La flotta di Siracusa si unì quindi alle navi cartaginesi in azione nelle acque siciliane contro la flotta romana con base a Lilibeo.
In Spagna dopo i successi del 217 a.C. gli Scipioni ritornarono a nord dell'Ebro per riorganizzare le loro forze e consolidare le posizioni raggiunte, ma Asdrubale non poté sfruttare la situazione e dopo avere ricevuto rinforzi, dovette impegnarsi nel 216 a.C. a sedare un'estesa rivolta della popolazione iberica dei Turdetani. Il senato cartaginese era però deciso a fare muovere Asdrubale verso l'Italia e il condottiero ricevette gli ordini di partire al più presto con il suo esercito, mentre altre forze e una flotta al comando di Imilcone vennero inviate in Spagna per difendere il dominio punico che era minacciato anche da continue rivolte di popolazioni locali. La posizione dei Romani in questi territori sarebbe rimasta pericolosa, se non fosse venuta in loro soccorso la rivolta di Siface, re dei Numidi Massesili (215 a.C.), che costrinse Cartagine a richiamare Asdrubale in Africa, indebolendo così l'esercito cartaginese in Iberia. Gneo e Publio poterono così concludere un'alleanza con i Celtiberi, arruolando anche per la prima volta dei soldati mercenari, reclutati tra queste popolazioni.
Nella primavera del 215 a.C. sembrò possibile per Cartagine l'apertura di un nuovo teatro di guerra e la riconquista della Sardegna divenuta provincia di Roma dopo la rivolta dei mercenari seguita alla prima guerra punica. Alcuni inviati delle popolazioni locali avvertirono in segreto il senato di Cartagine che Ampsicora, l'abile e popolare capo indipendentista della Sardegna di origine punica, stava organizzando una vasta sollevazione contro l'oppressione romana, grazie anche alla collaborazione di un senatore cartaginese presente sul posto, Annone. La rivolta avrebbe avuto inizio all'arrivo del nuovo pretore di Roma, il malato e inesperto Quinto Muzio Scevola. I dirigenti cartaginesi accolsero con favore queste notizie e decisero di inviare un ingente corpo di spedizione sull'isola per appoggiare i rivoltosi di Ampsicora.

### Guerra di logoramento (215 - 210 a.C.)

#### L'inizio della ripresa di Roma in Italia (215 - 214 a.C.)

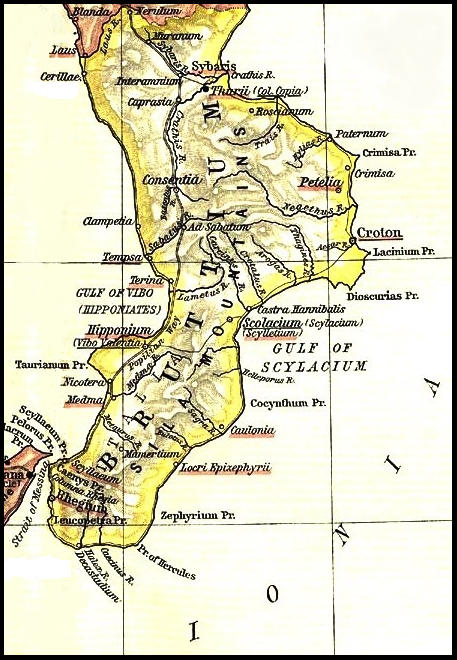
L'antico Bruttium, che a parte Petelia, passò dalla parte dei Cartaginesi.

Nel 215 a.C. Quinto Fabio Massimo venne eletto console insieme a Tiberio Sempronio Gracco; egli poté quindi ritornare alle «tattiche di logoramento» che, di fronte all'impressionante abilità militare di Annibale, erano ormai concordemente ritenute le sole applicabili per evitare la sconfitta di Roma, e che avevano procurato al suo sostenitore il titolo spregiativo di Cunctator, "il Temporeggiatore". Scullard aggiunge che «solo quando Roma produsse un genio militare capace di affrontare Annibale in campo aperto, si poté conseguire una vittoria definitiva».
Si fece un grande sforzo finanziario per mobilitare nuove forze; vennero mantenute in mare circa 200 navi da guerra (con 50000 uomini di equipaggio), mentre numerosi eserciti legionari furono messi in campo al comando dei due consoli, Fabio Massimo e Sempronio Gracco, e del pretore Claudio Marcello, schierati in posizioni di copertura a Cales, Nola e Cuma, rimaste fedeli a Roma; i nuovi piani di Roma prevedevano di evitare battaglie in campo aperto, di sorvegliare i movimenti di Annibale, di rimanere sulla difensiva di fronte al condottiero cartaginese ma prendere l'iniziativa contro i suoi luogotenenti per riconquistare progressivamente le posizioni perdute nell'Italia meridionale.
Annibale, giunto a Capua dopo la battaglia di Canne, aveva inviato nel Bruzio il suo luogotenente Annone per occupare quel territorio strategico; i Bruzi si sollevarono a favore dei cartaginesi ma le città greche della Magna Grecia, tradizionali rivali di Cartagine, fecero opposizione; in particolare le fazioni aristocratiche rimasero legate all'alleanza con Roma. Annone nel 215 a.C. riuscì a conquistare Locri e Crotone dove furono concentrati i Bruzi, mentre Locri divenne il porto dove avrebbero dovuto affluire i rinforzi che Annibale si attendeva dalla madrepatria. Il condottiero cartaginese non disponeva di forze inesauribili; egli infatti non poteva, secondo le clausole dell'accordo con Capua, effettuare arruolamenti in Campania, mentre anche la pratica di procurarsi rifornimenti e vettovagliamento attraverso saccheggi e depredazioni rischiava di inimicargli le popolazioni italiche inizialmente favorevoli alla sua causa.
Il condottiero cartaginese doveva anche preoccuparsi di prestare aiuto alle città italiche che avevano defezionato e proteggerle dalla reazione delle legioni romane; Tiberio Sempronio Gracco inflisse subito una netta sconfitta alle milizie di Capua ad Ame e Annibale, subito intervenuto, venne respinto alle porte di Cuma che era rimasta fedele a Roma. Ritornato a Capua, il condottiero ripartì ben presto verso Nola per contrastare l'azione del nemico contro le popolazioni alleate campane, sannitiche e irpine; un nuovo tentativo di prendere la città di Nola venne respinto da Claudio Marcello. Annibale quindi si sganciò e, seguito dall'esercito di Sempronio Gracco, andò a svernare ad Arpi; Sempronio pose il campo a Lucera mentre Fabio Massimo saccheggiava il territorio di Capua.

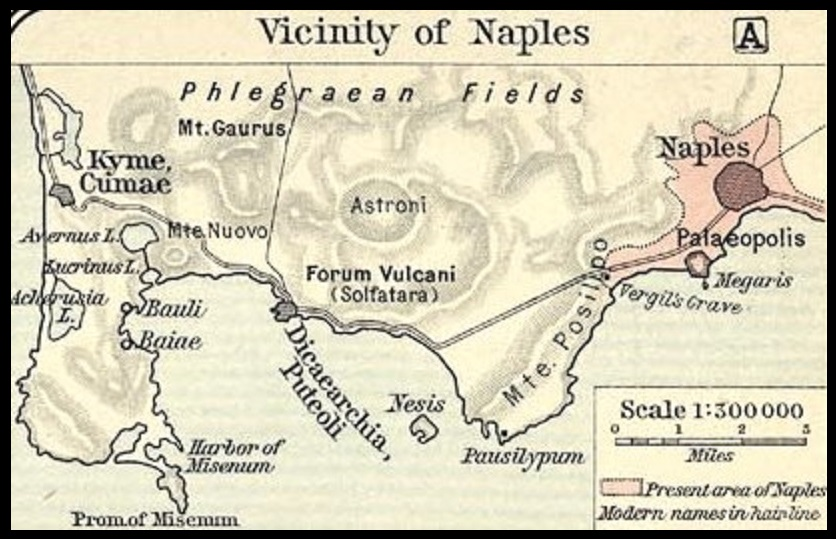
Il golfo di Napoli e la vicina Cuma che venne assediata senza successo da Annibale (in alto a sinistra)

Nel 214 a.C. i nuovi consoli furono i due comandanti romani più esperti, Quinto Fabio Massimo e Claudio Marcello, che con quattro legioni, iniziarono le prime operazioni per riconquistare il terreno perduto in Campania; Roma aveva ulteriormente potenziato le sue forze e teneva in tutti i teatri di guerra, nonostante le grandi difficoltà finanziarie, circa 200/250000 soldati. Annibale dopo avere passato l'inverno ad Arpi ritornò sul monte Tifata nel territorio di Capua, mentre Annone era schierato nel Bruzio; il condottiero cartaginese ordinò ad Annone di risalire a nord e sferrò senza successo un terzo attacco a Nola; anche il tentativo di prendere Puteoli venne respinto. Annibale aveva compreso come, di fronte alla prudenza dei comandanti avversari e al numero dei suoi nemici, fosse ormai impossibile raggiungere altre grandi vittorie campali, egli verosimilmente contava sull'aiuto dalla madrepatria e di Filippo V. Annibale continuò peraltro a combattere accanitamente mostrando grande abilità anche in questa nuova fase di guerra prevalentemente difensiva. I Romani raggiunsero tuttavia alcuni successi, riconquistarono Compulteria, Telesia, Compsa nel Sannio, Aecae in Apulia, Claudio Marcello strinse d'assedio Casilinum che cadde con un colpo di mano; Annone, portatosi in Lucania, subì prima una grave sconfitta nei pressi di Grumento (215 a.C.) a opera di Tiberio Sempronio Longo, e poi a Benevento a opera delle legioni di schiavi volontari (volones) di Sempronio Gracco (214 a.C.). Annibale rinunciò a ulteriori attacchi in Campania e fece un tentativo di conquistare Taranto ed Eraclea che però venne sventato dall'intervento della flotta romana di Brindisi.
Intanto a Roma (214 a.C.) i due Censori, a causa della grave penuria di denaro pubblico, ottennero che molti di quelli che erano soliti partecipare alle aste per la manutenzione dei templi e la fornitura dei cavalli curuli, chiedessero all'aerarium il pagamento di quanto a loro dovuto solo a guerra terminata. Identica condizione di pagamento venne accordata anche a tutti coloro che erano stati padroni di quegli schiavi liberati dal proconsole Tiberio Gracco dopo la vittoria di Benevento. Questo desiderio poi di porre un rimedio alle difficoltà dell'erario pubblico, fece sì che molti prestarono denaro alla Res publica, finanziando le sostanze per gli orfani minorenni (pupillares) e per le vedove (viduae). Tale generosità da parte dei privati si diffuse anche all'interno degli accampamenti militari, tanto che nessun eques o centurione accettò di riscuotere lo stipendium, rimproverando tutti coloro che lo facevano e chiamandoli "mercenari".

#### Gli altri teatri di guerra (215 - 213 a.C.)

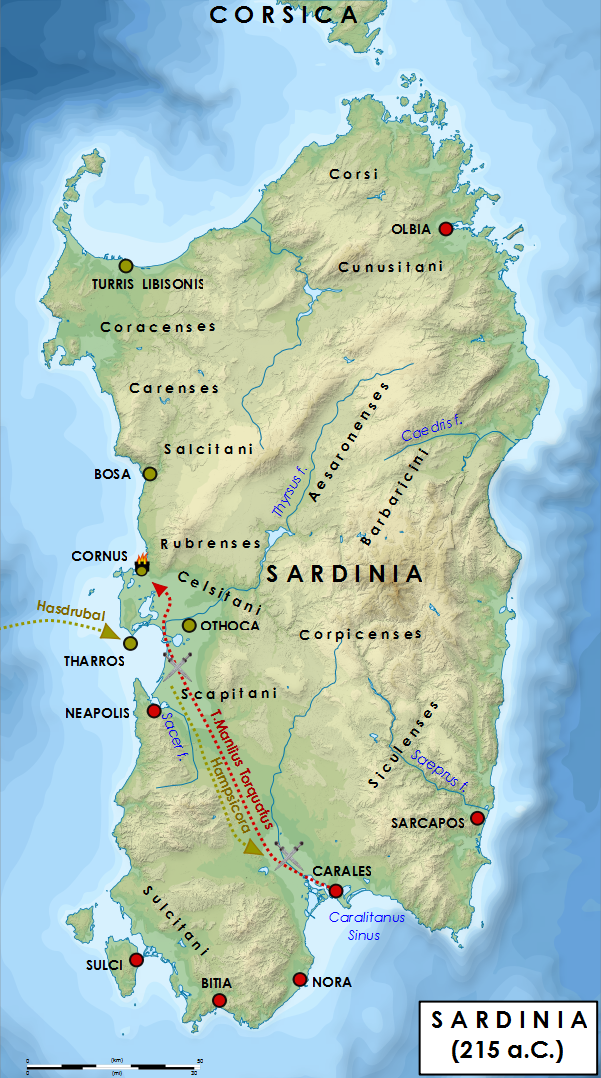
Mappa della rivolta di Ampsicora in Sardegna (215 a.C.)

Negli altri teatri di operazioni la guerra proseguiva con alterne vicende. In Sicilia la situazione nel 215 a.C. divenne molto confusa: il pretore del 216 a.C. Publio Furio Filo, posto a capo della flotta, si era imbarcato per l'Africa ma, gravemente ferito in un'operazione bellica, fu costretto a tornare a Lilibeo (l'attuale Marsala); il propretore Tito Otacilio Crasso segnalava, inoltre, che ai soldati e alla flotta non erano stati ancora pagati gli stipendia (poco dopo fu aiutato finanziariamente da Gerone II); i Romani avevano inviato sull'isola due legioni formate con i superstiti dell'esercito distrutto a Canne che furono in grado di mantenere le posizioni nella parte settentrionale e orientale contro l'esercito siracusano appoggiato da contingenti cartaginesi mentre la flotta di cento quinqueremi, posta sotto il comando di Appio Claudio Pulcro controllava i mari. Inoltre una congiura a Siracusa portò all'assassinio dell'inviso e crudele re Geronimo mentre si trovava a Leontini; seguirono violenti contrasti tra fazioni filo-romana e filo-cartaginse all'interno della città e la guerra contro Roma venne temporaneamente sospesa.
In Sardegna giunse un esercito punico di 15000 uomini appena arruolati, ma arrivò dopo che Tito Manlio Torquato, forte di oltre 20000 uomini, aveva sconfitto Ampsicora e il figlio Josto. Quando si giunse alla battaglia fra le forze sarde alleate dei Punici e quelle Romane, i Nuragici furono sbaragliati (Eutropio parla di 12000 morti e 1500 prigionieri): persero 4000 uomini fra caduti e prigionieri. I Cartaginesi resistettero più a lungo ma perduti 3500 uomini, si reimbarcarono precipitosamente verso l'Africa. La flotta, però, venne intercettata da una flotta romana, posta sotto il comando di Tito Otacilio Crasso, che aveva devastato in precedenza il territorio africano di Cartagine, e sbaragliata. Sconfitti Punici e Nuragici, seguì un periodo di dura repressione che richiese la presenza di due legioni distolte dalla penisola.
Anche in Spagna i Cartaginesi subirono una serie di insuccessi; dopo avere avuto la notizia della vittoria di Canne, Asdrubale aveva ricevuto l'ordine di lasciare di presidio una parte delle truppe al comando di Imilcone, e partire con un corpo di spedizione per rinforzare il fratello in Italia. Nell'autunno 216 a.C. si mosse in direzione dell'Ebro con 25000 uomini ma i fratelli Scipioni che erano impegnati nell'assedio della città di Ibera, concentrarono le loro truppe e sbarrarono il passo. La successiva battaglia di Dertosa si concluse con una netta vittoria dei Romani e Asdrubale dovette ripiegare rinunciando a marciare in aiuto di Annibale in Italia (215 a.C.). Questa sconfitta cartaginese influì anche sulla campagna in Italia, rendendo impossibile l'ulteriore invio di rinforzi nella penisola. Era previsto infatti l'invio ad Annibale attraverso il porto di Locri di un esercito al comando del fratello Magone di 12000 fanti, 1500 cavalieri, venti elefanti e sessanta navi, ma la grave sconfitta di Asdrubale che faceva temere un crollo delle posizioni puniche in Spagna, costrinse il senato cartaginese a dirottare queste forze; Magone quindi venne inviato nella penisola iberica per aiutare il fratello Asdrubale e fermare l'avanzata di Gneo e Publio Scipione.
Nell'estate 215 a.C. i fratelli Scipioni ripresero l'iniziativa e accorsero in aiuto della città alleata di Iliturgi, assediata dagli eserciti riuniti cartaginesi di Asdrubale e Magone. Secondo Tito Livio i Romani, pur in netta inferiorità numerica, raggiunsero una brillante vittoria, i cartaginesi subirono pesanti perdite e dovettero ritirarsi; poco dopo vennero nuovamente sconfitti a Intibili. Le vicende successive della guerra in Spagna rimangono, sulla base delle fonti antiche, abbastanza confuse; secondo Tito Livio i fratelli Scipioni ottennero nuove vittorie, raggiunsero le regioni meridionali, conquistarono Castulo e fin dal 214 a.C. rientrarono a Sagunto, vendicando la caduta della città alleata che aveva dato inizio alla guerra. Gli storici moderni hanno manifestato molti dubbi sulla cronologia di Livio; alcune operazioni descritte potrebbero essere duplicazioni annalistiche di battaglie precedenti e si è ritenuto improbabile che i Romani siano riusciti ad avanzare fino alla Spagna meridionale. Le ricostruzioni moderne ritengono che la guerra in Spagna in pratica si arrestò dal 215 al 213 a.C. e che gli Scipioni ripresero l'offensiva nel 212 a.C. riuscendo a riconquistare Sagunto nonostante la presenza di tre eserciti cartaginesi in Spagna comandati da Asdrubale, Magone e Asdrubale Giscone.

#### Alterne vicende in Italia meridionale e Sicilia (213 - 210 a.C.)

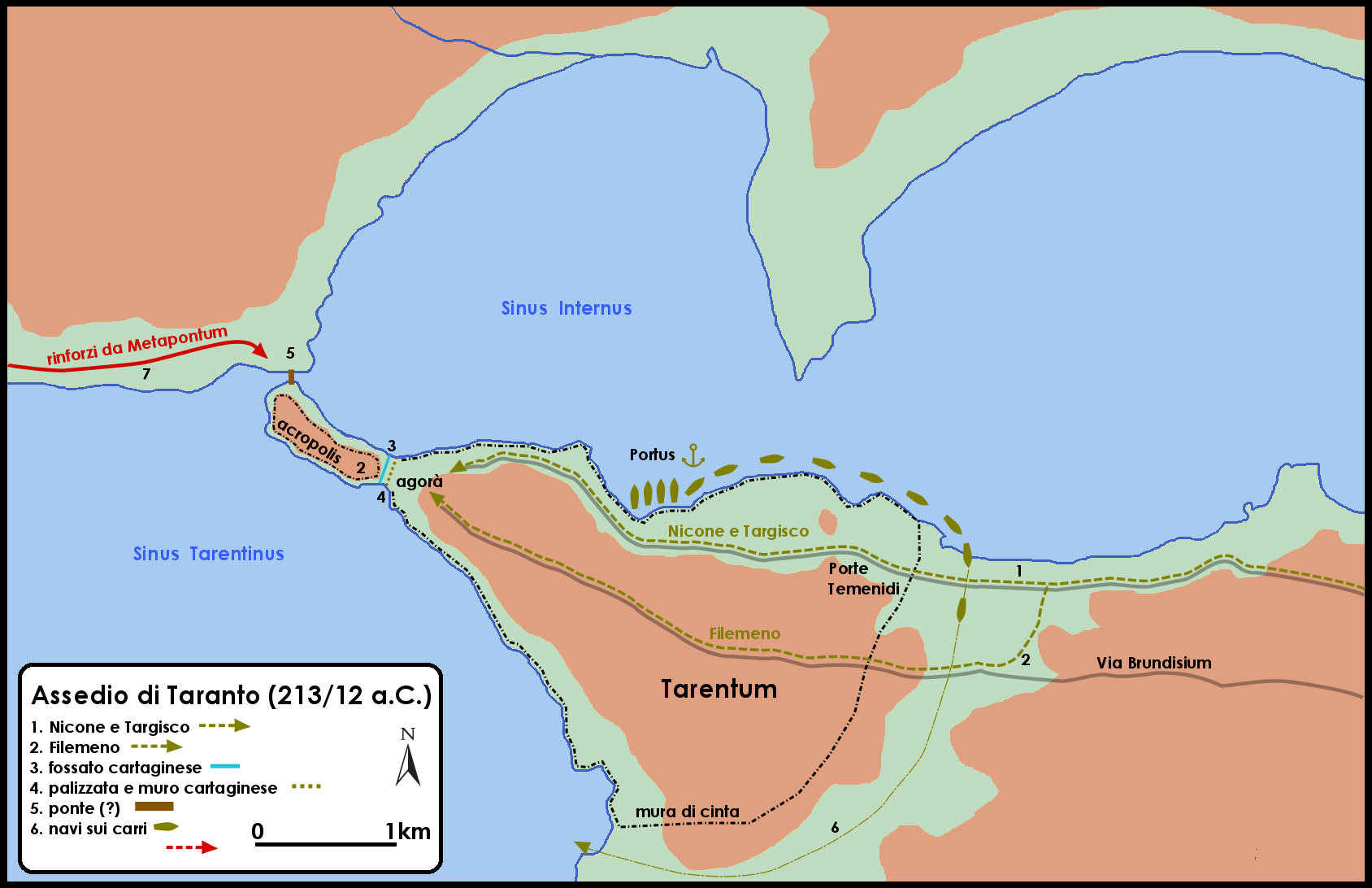
Mappa dell'assedio di Taranto da parte di Annibale del 213-212 a.C.

Nel 213 a.C. inattesi e drammatici sviluppi a Siracusa, a Taranto e in altre città della Magna Grecia (come Eraclea, Metaponto e Turii) sembrarono favorire in modo decisivo i Cartaginesi e provocarono nuove e pesanti difficoltà ai Romani. A Siracusa dopo l'assassinio del re Geronimo, la nuova repubblica fu subito dilaniata da violenti contrasti tra le fazioni che si risolsero a vantaggio dei cartaginesi; i due inviati di Annibale Ippocrate e Epicide assunsero il potere e ben presto la guerra esplose in tutta la Sicilia soprattutto dopo il brutale comportamento di Claudio Marcello che giunto sull'isola con una legione per rinforzare i presidi romani, reagì ad atti di resistenza distruggendo e saccheggiando Leontini. Siracusa venne ben presto assediata per terra e per mare dalle forze combinate di Claudio Marcello e di Appio Claudio Pulcro ma i primi attacchi furono respinti grazie soprattutto alle straordinarie macchine da guerra progettate da Archimede; l'assedio si prolungò mentre la guerra nell'isola si intensificava con l'arrivo del corpo di spedizione cartaginese di Imilcone che riuscì a conquistare Agrigento. Un attacco navale della flotta cartaginese di Bomilcare non ebbe successo, ma i Romani persero il controllo di gran parte della Sicilia centrale dopo avere schiacciato con estrema brutalità la rivolta di Enna.
La situazione strategica nel 212 a.C. divenne più difficile per Annibale in Italia; mentre egli era accampato a Salapia, sei legioni romane furono concentrate, al comando dei nuovi consoli Appio Claudio Pulcro e Quinto Fulvio Flacco, intorno a Capua che si trovò praticamente assediata e con gravi carenze di approvvigionamento. In tutto le forze messe in campo dai Romani furono aumentate a ben venticinque legioni, che unite a quelle alleate, costituivano un esercito complessivo di 250000 soldati circa. Si trattava di uno sforzo colossale per la repubblica romana, come mai accaduto prima d'allora.
Dopo la sconfitta del suo luogotenente Annone, Annibale decise di prendere l'iniziativa e marciare in soccorso di Capua. Le truppe di Sempronio Gracco schierate a Benevento per bloccare il passo al cartaginese furono messe in rotta e lo stesso Gracco venne ucciso durante un'imboscata della cavalleria; Annibale quindi poté aprirsi la strada ed entrare a Capua nel maggio 212 a.C. mentre le legioni romane di Claudio Pulcro e Quinto Fulvio Flacco si affrettarono a interrompere l'assedio e ripiegarono a Cuma. Piganiol sostiene che «la potenza di Annibale tocca a questo punto l'apogeo: ma il crollo è quasi immediato».

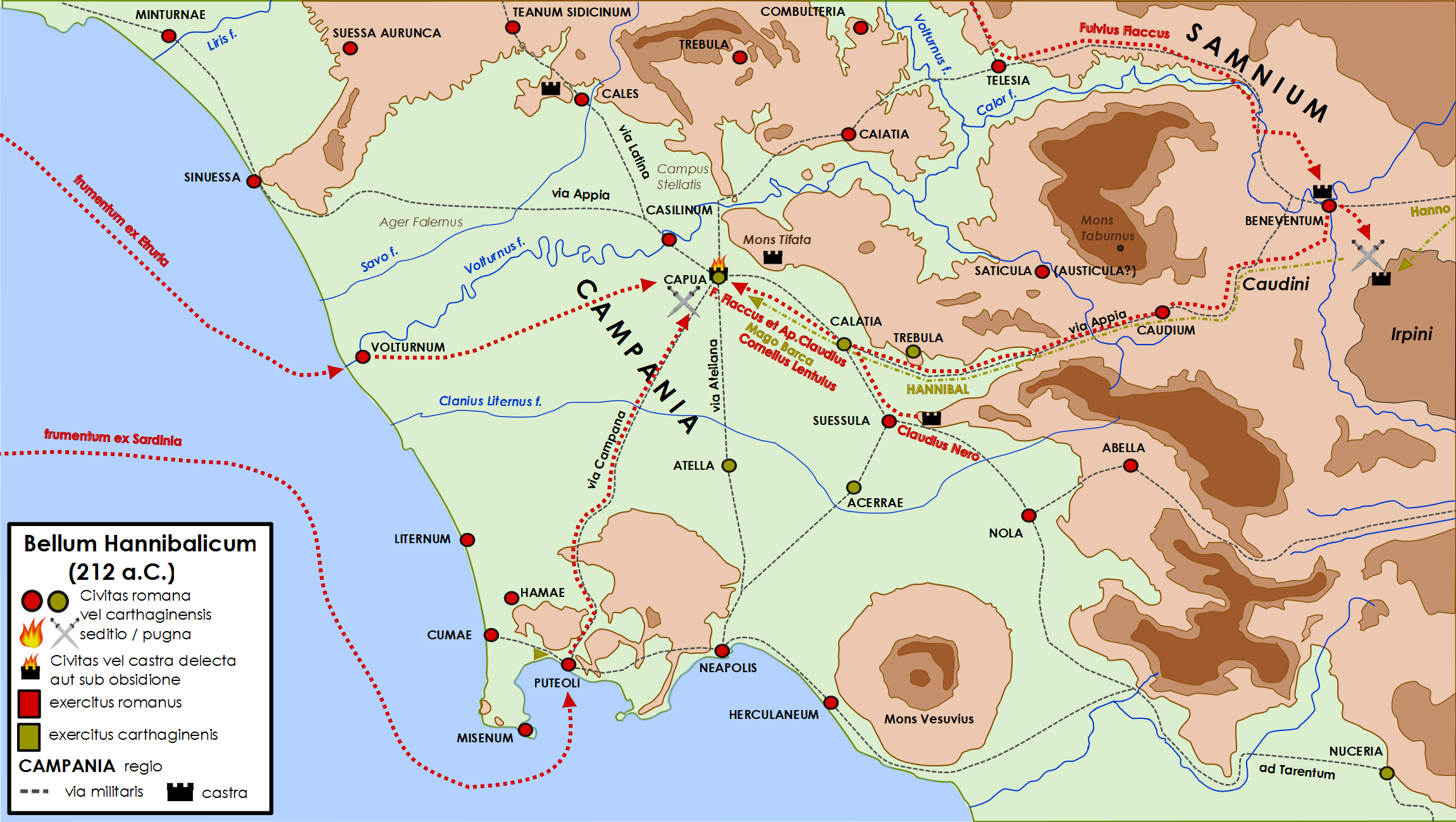
Campagna di Annibale in Campania nel 212 a.C.

Annibale ottenne nel 212 a.C. altri due importanti successi locali disperdendo facilmente sul Silaro le deboli milizie dell'ex-centurione Marco Centenio Penula che fu vinto e ucciso, e infliggendo una pesante sconfitta a Erdonia all'inetto pretore Gneo Fulvio Flacco.
(Livio, XXV, 22.1.)
La tregua in Campania tuttavia fu di breve durata; mentre Annibale, preoccupato per la situazione a Taranto, ritornava in Apulia; nella primavera del 211 a.C. Claudio Pulcro e Quinto Fulvio Flacco, confermati al comando come proconsoli, ripresero con la massima energia l'assedio di Capua, cingendola con una doppia circonvallazione e la cui situazione divenne drammatica.
Annibale quindi ritornò alla fine di marzo 211 a.C. sul monte Tifata; ritenendo impossibile un attacco frontale alle posizioni trincerate delle legioni, egli ideò un'audace diversione per allentare l'assedio romano a Capua. Il condottiero cartaginese decise di marciare con il suo esercito contro Roma e arrivò a poca distanza dalla città (4 miglia il grosso dell'esercito, mentre i suoi cavalieri fin sotto le mura), si accampò in vista della città (nella località ancora oggi detta Campi d'Annibale), ma non prese d'assalto le mura. Fu un momento terribile. Nessun nemico si era spinto fin sotto le porte di Roma dal tempo dell'invasione gallica, quasi duecento anni prima.
Il racconto di Tito Livio di questa famosa incursione di Annibale fino alle porte di Roma (Hannibal ad portas) inserisce elementi scarsamente attendibili su eventi climatici soprannaturali che avrebbero scosso la risolutezza del condottiero e riferisce del comportamento impavido del Senato di Roma che, come gesto di sfida, avrebbe messo in vendita i terreni intorno alla città su cui si era accampato l'esercito cartaginese. In realtà Annibale, avendo ritenuto che il suo piano per distrarre le legioni dall'assedio di Capua fosse fallito, decise, dopo avere raccolto un notevole bottino nel territorio intorno a Roma, di ritornare in Campania. Annibale inflisse una sconfitta alle truppe romane che, al comando del console Publio Sulpicio Galba Massimo, lo avevano seguito, ma non poté più impedire la caduta di Capua.

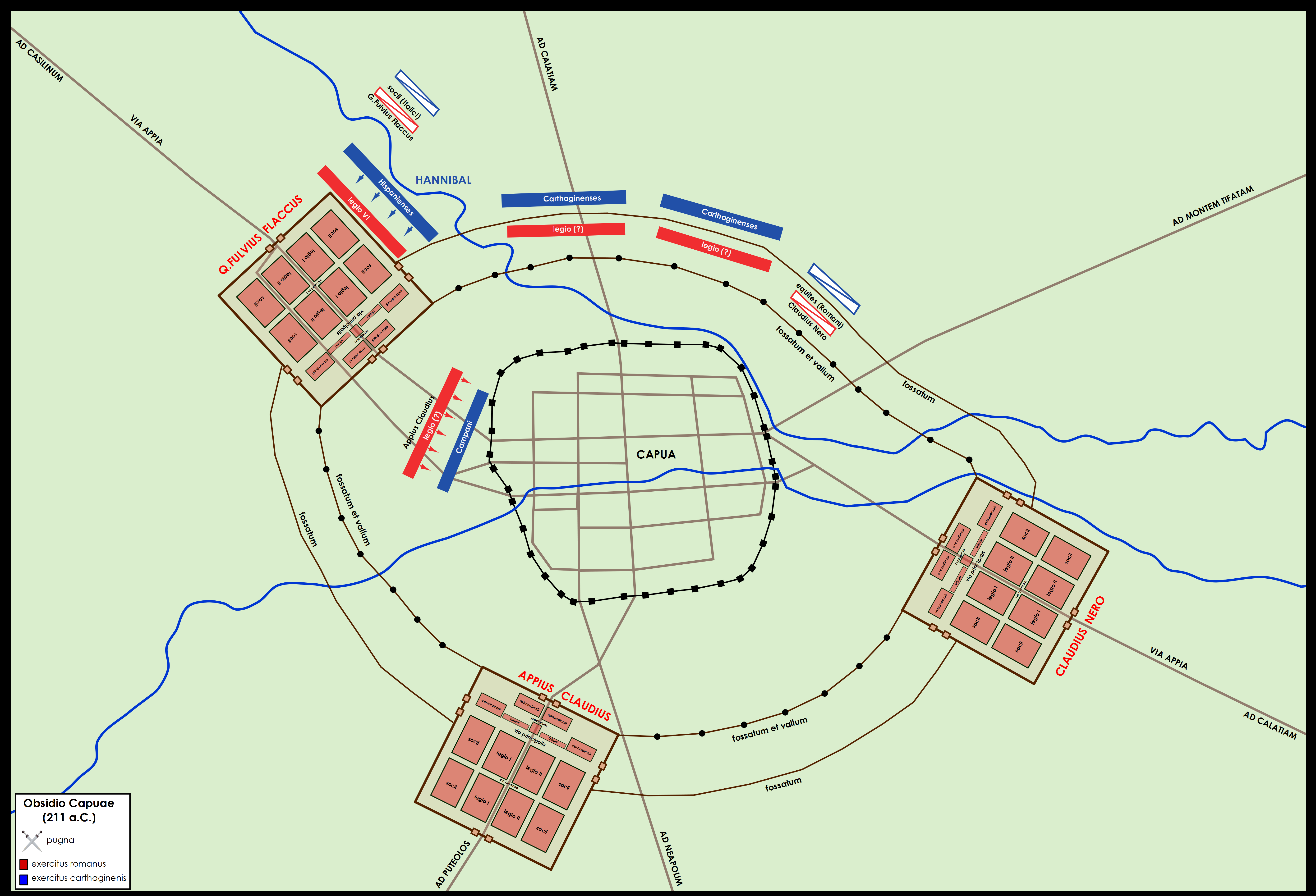
Ultima battaglia tra Romani, Campani e Cartaginesi prima della resa di Capua (211 a.C.)

Nella città campana le autorità locali considerarono impossibile prolungare ulteriormente la resistenza; ritenendo che Annibale non potesse più portare aiuto e sperando nella clemenza di Roma, decisero di arrendersi al proconsole Appio Claudio Pulcro che aveva mantenuto l'assedio della città. La repressione di Roma fu inesorabile: i nobili campani vennero in buona parte giustiziati e tutti gli abitanti furono venduti come schiavi; Capua, ridotta in rovina, venne trasformata in borgo agricolo sotto il controllo di un prefetto romano. Annibale nel frattempo era ridisceso nel Bruzio, raggiungendo Regium, per congiungersi con le forze di Magone il Sannita.
Roma, impegnata su più fronti, vide che Annibale non riusciva a sferrare grandi offensive, e, attenendosi ai principi tattici di Fabio Massimo, continuò a contendere territorio e risorse al cartaginese senza farsi coinvolgere in grandi battaglie campali. Così Tito Livio descrive il particolare momento della guerra in corso ormai da otto lunghi anni:
(Livio, XXVI, 37.)
Un continuo stillicidio di perdite, non rimpiazzabili, costrinse così Annibale a una serie di piccoli scontri non decisivi fra le colline e le montagne della Calabria e della Lucania (come presso Numistro), anche se il cartaginese nel 210 a.C. riuscì ancora, nella seconda battaglia di Erdonia, a sconfiggere e infliggere pesanti perdite all'esercito del proconsole Gneo Fulvio Centumalo Massimo, forte di ventimila uomini.
Anche Roma, persi buona parte degli alleati nel sud, aveva grandi difficoltà a reperire forze armate e poteva contare quasi solo sull'Etruria, sulle sue colonie e su varie città greche. Nonostante queste difficoltà le legioni romane progressivamente riconquistavano i territori perduti; dopo la caduta di Capua nel 211 a.C., nel 210 a.C. venne rioccupata la Daunia.
La guerra continuava anche sul mare con battaglie navali; in Africa con scorrerie romane come quella del praefectus classis di Sicilia, Valerio Messalla (nel 210 a.C.), e attacchi del re numida Siface, il quale aveva richiesto l'alleanza con Roma (nel 210 a.C.); con battaglie e reclutamenti in Spagna; creando in Grecia e nei territori limitrofi un'alleanza contro Filippo V di Macedonia, che fu ridotto sulla difensiva, composta da Elei, Spartani, Messeni (?), nonché Attalo re d'Asia, Pleurato di Tracia e Scerdiledo d'Illiria.

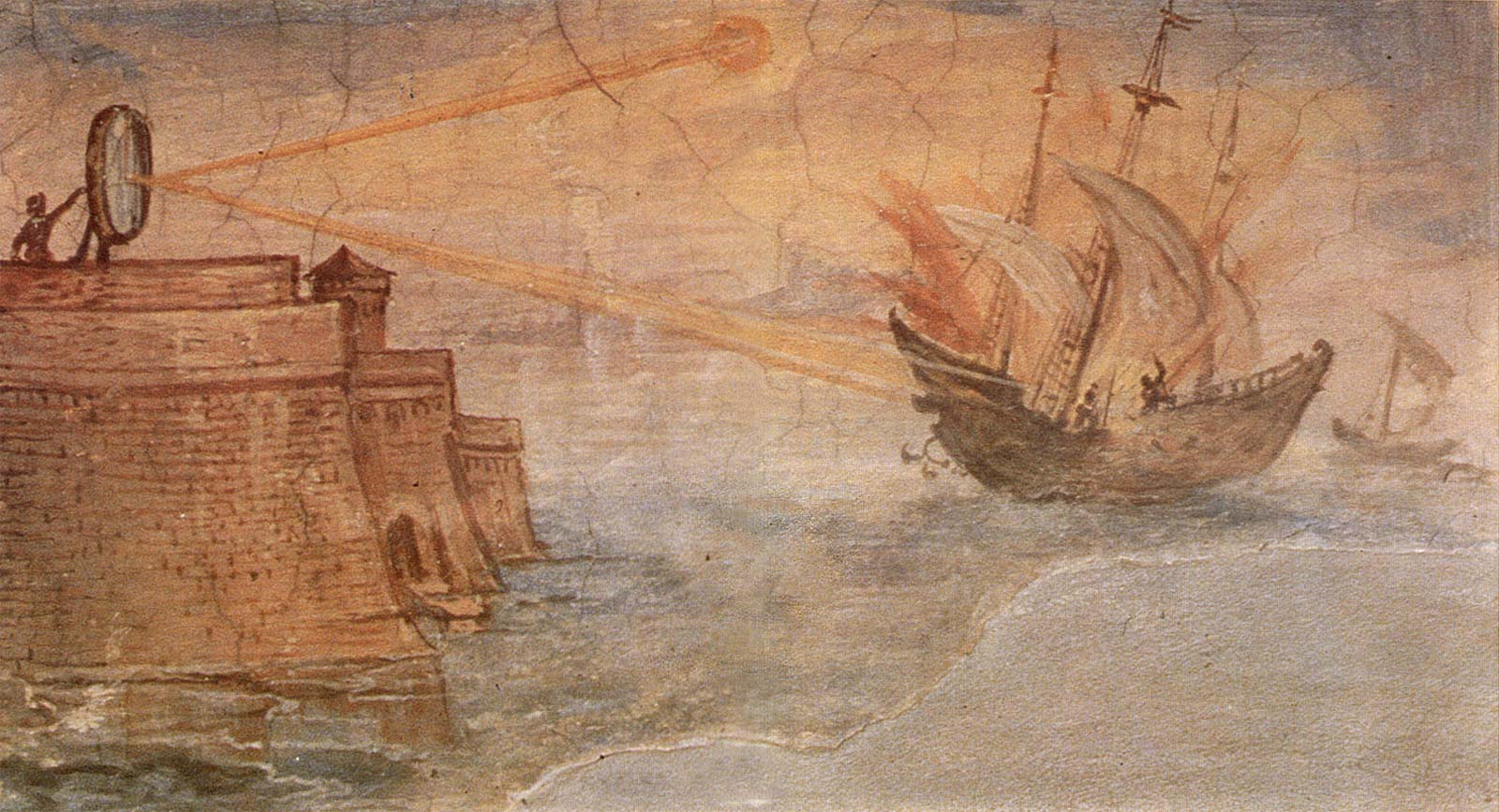
Gli specchi ustori di Archimede di Syrakousai (affresco di Giulio Parigi del 1599-1660, Galleria degli Uffizi, Firenze)

La conclusione della guerra in Sicilia avvenne dopo che i Romani ebbero espugnato ventisei città, tra cui la città di Siracusa da parte delle forze di Marcello; Archimede venne ucciso durante i combattimenti. Siracusa poi - non più regno alleato - venne inglobata nella provincia di Sicilia, divenendone sede del governatore provinciale. Pochi giorni prima della presa della città di Syrakousai, Tito Otacilio Crasso passò da Lilibeo a Utica con ottanta quinqueremi e, entrato nel porto all'alba, si impadronì di numerose navi da carico piene di grano. Quindi sbarcò e saccheggiò gran parte del territorio circostante la città cartaginese, per poi fare ritorno a Lilibeo due giorni più tardi, con 130 navi da carico piene di grano e di ogni sorta di bottino. Quel grano fu subito inviato a Syracusæ per evitare che la fame potesse minacciare vincitori e vinti. Poco dopo Marcello ottenne una nuova vittoria nei pressi del fiume Imera contro le forze congiunte greco-puniche di Epicide, Annone e Muttine. Questa fu l'ultima battaglia di Marcello in Sicilia. Gli successe Valerio Levino, il quale riuscì a occupare Agrigento (210 a.C.), ponendo pressoché fine alle ostilità in Sicilia.

#### La Spagna fino alla sconfitta dei due Scipioni (213 - 210 a.C.)

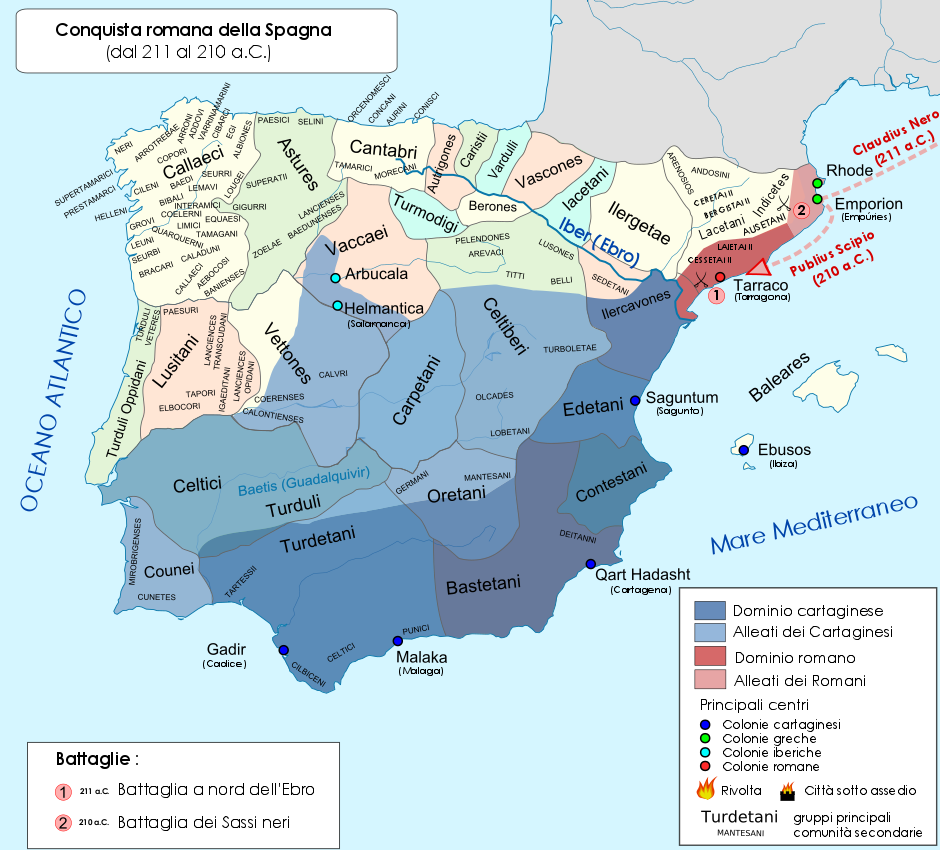
I Romani si difendono in Spagna (dal 211 al 210 a.C.), dopo la sconfitta e morte dei due Scipioni.

Mentre continuava la logorante guerra in Italia la campagna in Spagna aveva assunto un ruolo sempre più importante; i territori iberici rappresentavano per Cartagine la base economica e militare di tutta la guerra. Era dalla Spagna che venivano truppe mercenarie, truppe alleate e, soprattutto, argento e rame, indispensabili supporti finanziari per sopportare i costi sempre crescenti dello sforzo bellico, esteso ormai a tutto il Mediterraneo, ed era sulla Spagna che Cartagine doveva appoggiarsi per mandare aiuti ad Annibale. Intanto i due Scipioni, Publio e Gneo, erano riusciti ad assicurarsi l'amicizia del re di Numidia, Siface, che fu però sconfitto in Africa da Massinissa, re dei Massili.
Dopo la serie di vittorie di Gneo e Publio Scipione negli anni 217-213 a.C., la situazione militare in Spagna ebbe un'inattesa svolta strategica, quando Siface, alleato dei Romani, fu vinto da Gaia, re dei Numidi Massesili, e dovette trattare (213 a.C.). Allora Cartagine poté rimandare in Spagna Asdrubale. I due eserciti degli Scipioni furono abbandonati dai mercenari celtiberi e separatamente distrutti in Andalusia (fine del 212 a.C./inizi del 211 a.C.). Asdrubale era, infatti, tornato in Spagna con notevoli rinforzi e anche Massinissa era giunto sul campo con i suoi reparti di cavalleria; gli eserciti cartaginesi al comando di Asdrubale, Magone e Asdrubale Giscone erano ora in netta superiorità numerica ma gli Scipioni decisero di affrontare ugualmente la battaglia, essi inoltre divisero il loro esercito trovandosi quindi in grande difficoltà. Molte truppe spagnole aggregate alle legioni romane defezionarono costringendo Gneo Scipione alle ritirata; nel frattempo Publio Scipione venne attaccato dagli eserciti di Magone e Asdrubale Giscone, rafforzati dalla cavalleria di Massinissa; dopo una coraggiosa resistenza i Romani vennero sconfitti e Publio Scipione cadde sul campo. Poco dopo anche Gneo Scipione venne intercettato durante la ritirata dai tre eserciti cartaginesi riuniti e accerchiato su un'altura arida e scoperta dove le legioni romane vennero distrutte; anche Gneo rimase ucciso. Solo piccoli reparti romani riuscirono a scampare a nord dell'Ebro al comando del coraggioso legato Lucio Marcio. Anche Sagunto era ormai perduta.
Morti il padre e lo zio del futuro "Africano", il possesso della Spagna sarebbe verosimilmente andato perduto senza l'iniziativa di Lucio Marcio, che riuscì a riorganizzare i reparti sopravvissuti alla disfatta e fermare l'avanzata cartaginese, ottenendo un'insperata vittoria poco a nord del fiume Ebro. Dopo la resa di Capua (211 a.C.), Gaio Claudio Nerone venne inviato a difendere in Spagna la linea dell'Ebro con nuovi rinforzi, dove rimase fino al autunno del 210 a.C.. quando il giovane venticinquenne, Publio Scipione, dotato di un imperium proconsolare straordinario, lo sostituì con l'aggiunta di altri 11000 uomini, e con una serie di brillanti operazioni belliche e diplomatiche restrinse sempre più il controllo cartaginese nella penisola iberica. Il senato romano aveva compreso che una politica puramente difensiva in Spagna non avrebbe giovato alla guerra che si combatteva in Italia. Si ritenne, pertanto, necessario un ritorno alla strategia offensiva degli Scipioni. Era quindi necessario trovare la persona capace di condurla, e «chi era più adatto a vendicare gli Scipioni del figlio di Publio, il futuro vincitore di Annibale?»

### Successi di Roma (209 - 204 a.C.)

#### Italia: dalla presa di Taranto alla morte di Asdrubale (209 - 207 a.C.)

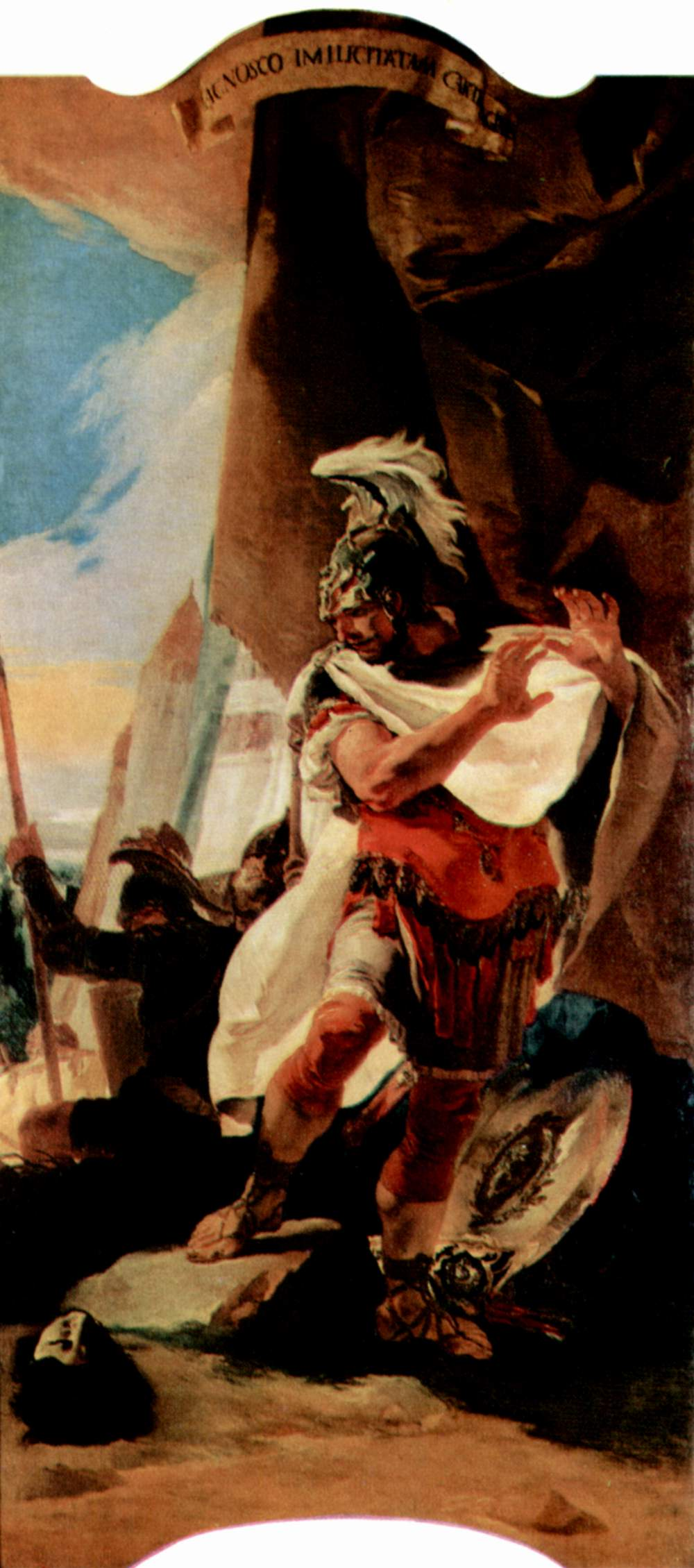
Annibale ritrova il capo mozzato del fratello Asdrubale, ucciso dai Romani, affresco di Giovambattista Tiepolo, 1725-1730 ca, Vienna, Kunsthistorisches Museum

Evento decisivo per la guerra in Italia fu la conquista di Taranto (213-212 a.C.). Annibale, con l'aiuto di un traditore, prese la città ma non la rocca che bloccava il porto, che, rimasta in mani romane, poteva essere rifornita dal mare. Così Annibale non poteva usare lo scalo, più capiente di quello di Locri (già in suo possesso) per ricevere i necessari aiuti da Cartagine. Nel 209 a.C. Quinto Fabio Massimo in persona marciò su Taranto e la riconquistò, grazie anche all'aiuto dell'esercito proveniente dalla Sicilia, che era sbarcato a Brundisium, e a un tradimento, prima che il Cartaginese potesse arrivare in suo soccorso; i Romani si comportarono brutalmente e 30000 abitanti furono venduti come schiavi.
La perdita di Taranto fu un grave colpo per Annibale che fu privato definitivamente della possibilità di usare quell'importante porto; il cartaginese si trovò quindi a dovere dipendere da alleati sempre più sfiduciati e da aiuti della madrepatria sempre più scarsi. Egli veniva, pertanto, confinato nell'estremo meridione della penisola. Intanto a Roma si decise di inviare degli ambasciatori a Tolomeo IV d'Egitto per ottenere rifornimenti di grano, di cui l'Italia aveva grande scarsità a causa della guerra che ormai durava da quasi un decennio. In effetti secondo quanto ci tramanda Polibio, a Roma la scarsità di grano era talmente elevata che un medimno siciliano costava quindici dracme. Sempre nel 209 a.C. dodici delle trenta colonie latine allora esistenti (tutte collocate in Italia), si rifiutarono di fornire i propri soldati agli eserciti di Roma, lamentando mancanza di uomini. Le altre diciotto colonie fornirono invece i contingenti richiesti.
Nel 208 a.C. la guerra in Italia sembrò nuovamente volgere a favore di Annibale: in un agguato di cavalleria nei pressi di Venosa venne sorpreso e ucciso Claudio Marcello, spintosi imprudentemente in esplorazione con le sue avanguardie, e poco dopo cadde anche l'altro console Tito Quinzio Crispino per le ferite riportate durante lo scontro. Il condottiero cartaginese, dopo un fallito tentativo di conquistare Salapia con l'inganno, si diresse quindi verso Locri Epizefiri, dove inflisse una pesante sconfitta alle truppe romane che stavano assediando la città. Annibale tuttavia non poté sfruttare questi successi e rimase confinato nel Bruzio in attesa dei rinforzi che il fratello Asdrubale aveva promesso di condurre personalmente in Italia.
Asdrubale condusse con abilità la marcia del suo esercito verso l'Italia; dopo avere attraversato senza grandi difficoltà i Pirenei e le Alpi giunse in Gallia cisalpina agli inizi del 207 a.C. con 20000 armati, dove poté rafforzare il suo esercito con mercenari galli (per un totale ora di 30000 armati), ma perse tempo prezioso assediando inutilmente Placentia; la situazione di Roma appariva molto grave, il console Marco Livio Salinatore si diresse a nord per fermare la marcia di Asdrubale, mentre l'altro console Gaio Claudio Nerone cercava di bloccare Annibale nel Bruzio, ma il condottiero cartaginese riuscì a muovere verso l'Apulia, respingendo i Romani nella battaglia di Grumento, e con una marcia laterale raggiunse prima Venosa e poi Canosa, dove si fermò attendendo notizie sui piani del fratello Asdrubale. Scullard aggiunge che con quattro legioni di fronte (Claudio Nerone) e due alle sue spalle a Taranto, Annibale non poteva avanzare oltre Canosa senza correre seri pericoli.

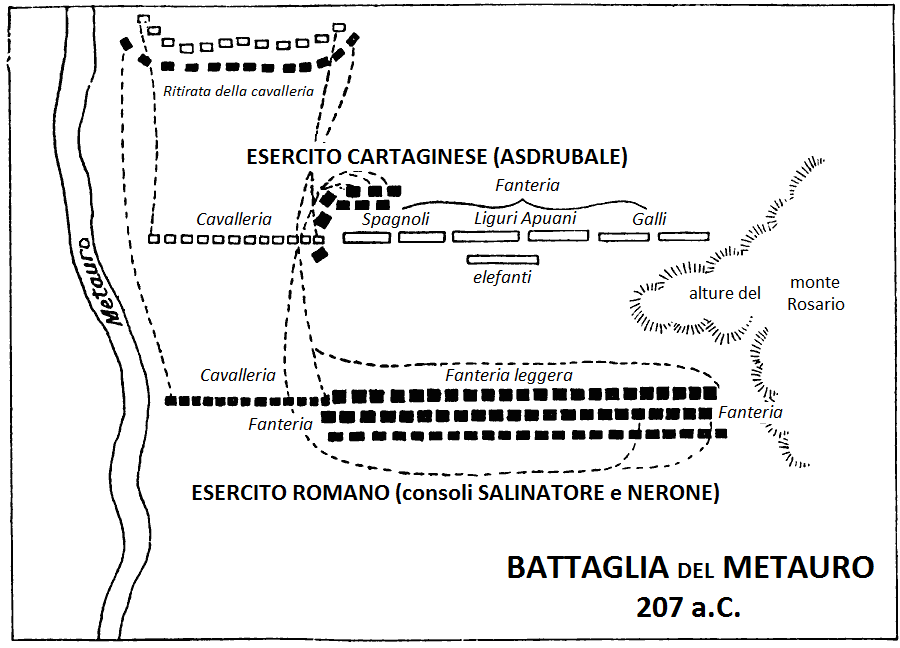
Schema della battaglia del Metauro.

I Romani tuttavia riuscirono a intercettare i messaggeri di Asdrubale inviati per informare il fratello, e quindi appresero che il secondo esercito nemico era in marcia verso Fano; Annibale, all'oscuro di questi progetti, rimase a Canosa, mentre il console Nerone con un'audace marcia forzata raggiunse, insieme solo a una piccola parte delle sue forze (6000 fanti e 1000 cavalieri), Livio Salinatore a Sena Gallica (Senigallia). Qui poterono affrontare riuniti Asdrubale. La battaglia del Metauro si concluse con la completa vittoria di Roma; l'esercito cartaginese fu distrutto e Asdrubale cadde combattendo sul campo, del resto quest'ultimo «non aveva né il genio né la tempra del fratello».
Annibale apprese del tragico destino del fratello solo quando la testa di Asdrubale venne gettata dai Romani nel suo accampamento; egli decise di abbandonare nuovamente l'Apulia e la Lucania e ritornare nel Bruzio. Aveva rinunciato così a ogni residua speranza di vittoria finale, ora che era rimasto in possesso del solo Bruzio.
Lo scontro del Metauro vide Roma, per la prima volta, vincere una battaglia campale in Italia dall'inizio della guerra. Il tentativo di inviare rinforzi ad Annibale era fallito e Roma ne poteva solo beneficiare anche di fronte agli alleati italici. Il Metauro «fu un evento decisivo nella storia mondiale e una vera benedizione per Roma», come sostiene lo Scullard.

#### Annibale nel Bruzio (207 - 203 a.C.)
Dopo la disfatta e la morte di Asdrubale, Annibale era ritornato con il suo esercito nel Bruzio, che era rimasta la sua ultima roccaforte in Italia; egli ritenne ormai impossibile riprendere operazioni offensive e si limitò durante il 206 a.C. a mantenere le posizioni. Peraltro, nonostante la sua crescente debolezza, i Romani a loro volta non presero iniziative aggressive e si limitarono a controllare il nemico senza osare attaccarlo. Il prestigio del condottiero cartaginese era ancora altissimo. Annibale quindi schierò il suo esercito nel territorio compreso tra Catanzaro, Cosenza e Crotone; egli considerava importante mantenere il possesso dei porti di Locri e Crotone per disporre di una via d'uscita via mare, inoltre verosimilmente sperava ancora nell'arrivo di rinforzi e nell'aiuto da parte di Filippo V di Macedonia.
Scipione era concentrato sui preparativi per portare le legioni in Africa e il Senato voleva continuare con la guerra di logoramento. Con tutto ciò Annibale non era in grado di compiere azioni di rilevanza e doveva continuare una guerriglia disperata. Persa anche la base di Locri per opera di Scipione, quando questi ritornò in Sicilia cercò di contrattaccare. Scipione, alla notizia, ritornò a Locri via mare e Annibale dovette rinunciare anche a quel porto. L'ultima possibilità di ricevere velocemente rinforzi consistenti gli fu preclusa quando fallì il tentativo di Magone di invadere l'Italia dalla Liguria, d'altro canto il generale cartaginese sentiva che la sua avventura stava per concludersi e si sentiva come un «leone braccato».

#### Fine dei domini cartaginesi in Spagna (209 - 206 a.C.)

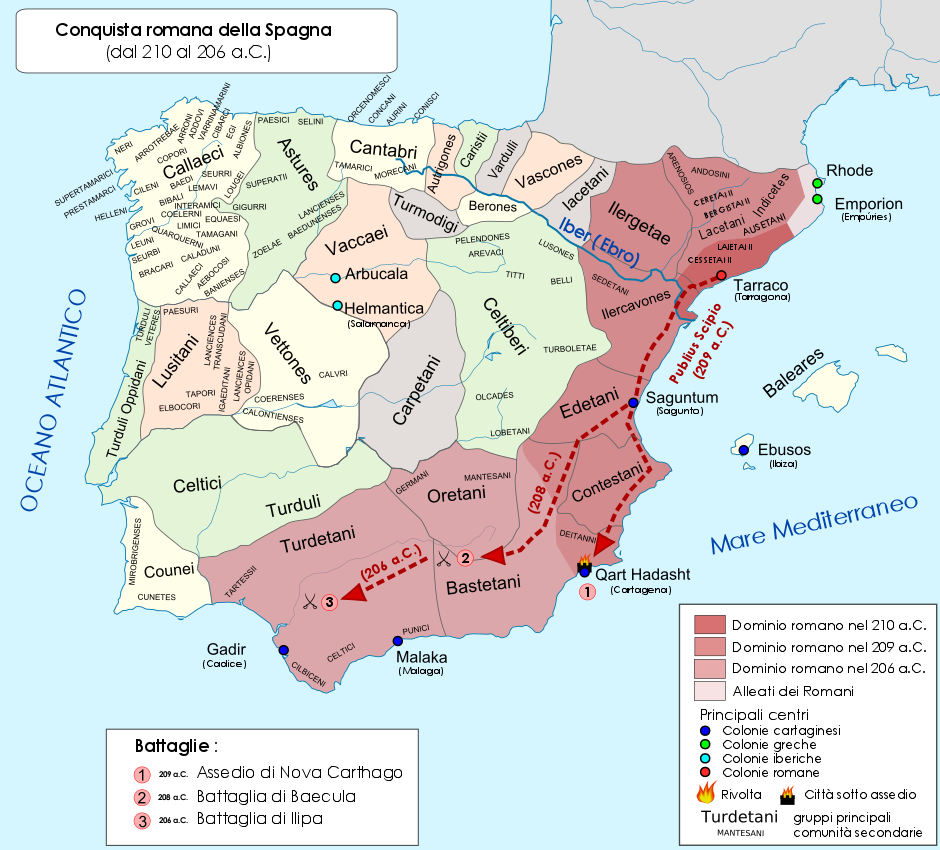
Scipione Africano caccia i Cartaginesi dalla Spagna (dal 210 al 206 a.C.).

Dopo avere trascorso l'intero inverno del 210/209 a.C. a preparare la sua prima azione offensiva in Iberia Scipione mirò da subito a colpire il cuore delle forze nemiche, con una delle più audaci azioni della storia militare romana: la presa di Cartagena. Contemporaneamente si dedicò a rovesciare molte delle alleanze fra Iberici e Cartaginesi, rendendo difficile il reclutamento di forze mercenarie contro Roma, e contestualmente sferrando continui attacchi contro colonie cartaginesi e città loro alleate, spesso coronati da successo, come la riconquista di Sagunto. Dopo questa prima brillante azione, a Scipione venne prorogato il comando in Spagna fino a quando non fosse stato richiamato dal senato, come in effetti avvenne nel 206 a.C.. Lo Scullard aggiunge che, «finalmente giunse la notizia della brillante impresa del giovane Scipione a Carthago Nova. Tutto il quadro della guerra cambiò. Nuovo coraggio e nuove speranze animarono Roma e i suoi alleati. Era sorto il vincitore di Annibale».
I territori iberici sotto controllo cartaginese si ridussero progressivamente e Scipione ottenne una nuova vittoria nella battaglia di Baecula (208 a.C.), ma strategicamente l'azione del generale romana fu un parziale fallimento e venne aspramente criticata in senato soprattutto dalla fazione di Fabio Massimo. In effetti nonostante le vittorie, Scipione non riuscì a impedire che Asdrubale Barca organizzasse un nuovo grande corpo di spedizione con il quale sfuggì al controllo dei Romani e intraprese, verso la fine del 208 a.C., una seconda invasione dell'Italia attraverso i Pirenei e le Alpi per accorrere in aiuto di Annibale. Lo Scullard invece minimizza le responsabilità di Scipione, ritenendo che fosse impossibile bloccare tutti i passi dei Pirenei, e che egli avesse come obbiettivo principale la sottomissione della Spagna, non quello di abbandonandola agli altri due eserciti cartaginesi presenti nel sud del suo territorio.
Scipione riuscì nel 206 a.C. a imporre definitivamente il predominio romano in Spagna. Egli infatti ottenne un nuovo successo a Ilipa, a cui seguì l'occupazione di Carmo (Carmona) e il dominio dell'intera Andalusia. La sconfitta delle forze cartaginesi comandate da Asdrubale Giscone e Magone Barca, costrinse i Cartaginesi a evacuare tutti i territori iberici e rifugiarsi con le truppe superstiti a Cadice. Poco dopo anche Cadice chiese la pace e Roma le concesse un'alleanza con condizioni particolarmente favorevoli. Intanto la flotta romana si spingeva sotto il comando di Gaio Lelio fino a Carteias (Algeciras). Giovanni Brizzi scrive: «Scipione completò la sua opera. Tre anni appena gli erano bastati per abbattere l'impero punico in Spagna». André Piganiol aggiunge che «Scipione [...] sapendo che sarebbe stato destinato al comando in Africa, inviò Lelio presso Siface a Siga, recandosi poi recò egli stesso. [...] Scipione lasciò la Spagna nel 206 e questo anno rappresenta la nascita della provincia romana di Hispania». Roma aveva così chiuso il fronte occidentale del conflitto.

#### Guerra navale nel Mediterraneo occidentale (209 - 206 a.C.)
La flotta cartaginese, che anni prima era la dominatrice del Mediterraneo, era ridotta all'ombra di sé stessa. Ormai Roma, che solo da pochi anni aveva imparato l'importanza di mantenere una flotta, era regina incontrastata di tutti i mari a ovest di Malta. Sconfitti i pirati Illirici, controllava l'Adriatico; sconfitti i cartaginesi nella prima guerra punica controllava il Tirreno a est e ovest della Sardegna; dalla Provincia di Sicilia controllava l'omonimo Canale e lo Ionio. L'Egeo era greco ma Rodi e Pergamo erano buoni alleati di Roma mentre a Cartagine restava solo il Mediterraneo della costa africana e della costa spagnola. Con l'arrivo dei romani in Spagna, in pochi anni Cartagine perse anche quella costa, tanto che Nerone, quando portò gli aiuti a Scipione, poté tirare in secca le navi e arruolare i marinai come truppe di terra.
Nondimeno le flotte romana e punica si scontrarono. Nel 208 a.C. Marco Valerio Levino, dopo una razzia ad Aspide (ribattezzata Clupea dai Romani), si dovette difendere da una flotta cartaginese di ottantasette navi che nello scontro ne perse ventuno (diciotto delle quali furono catturate) e si dovette ritirare. Questa fu la più grande battaglia navale della guerra e può dare la misura delle dimensioni degli scontri navali al paragone di quelli della prima guerra punica.
Le coste africane e siciliane furono, però, sempre sotto attacco da parte delle marinerie avversarie; in modo particolare Cartagine compiva scorrerie in Sicilia e mandava truppe, poche per la verità, in Calabria e Puglia, mentre Roma, per contro, bersagliava la costa della Libia (Leptis in particolare) e della Tunisia.

#### Magone in Gallia Cisalpina (205 - 203 a.C.)
Magone intanto, non essendo riuscito a impedire l'avanzata romana in Spagna, si era ritirato nelle Isole Baleari durante l'inverno tra il 206 a.C. e il 205 a.C. Fu poi inviato da Cartagine, che non poteva non sapere ciò che si stava preparando per la Sicilia, in Liguria (205 a.C.). Egli sbarcò a Savona con 12000 fanti, 800 cavalieri e sette elefanti. Prima distrusse Genua (Genova), alleata di Roma, poi arruolò Liguri e Galli, con l'ordine di tentare di raggiungere Annibale, sempre asserragliato fra Crotone e Locri. Purtroppo per Magone, per Annibale e per Cartagine, Roma adesso aveva meno problemi di reperimento di forze armate. A Rimini stazionavano la legione di Marco Livio e in Etruria due legioni con Lucrezio mentre i Galli non risposero al richiamo cartaginese, almeno non quanto sarebbe stato necessario.
Nel 203 a.C. Magone, forte di un esercito di 30000 armati, dovette combattere nei pressi di Mediolanum (Milano) contro i Romani che, guidati dal proconsole Marco Cornelio Cetego e dal pretore Publio Quintilio Varo, marciarono contro di lui da Ariminum. Ferito e sconfitto si dovette ritirare a Savona, dove aveva posto la propria base. Magone venne richiamato in Africa per rinforzare le difese. Buona parte delle forze arrivò a Cartagine con le navi, ma Magone morì per le ferite durante la traversata. Ancora una volta Cartagine non era riuscita ad aiutare Annibale.

#### Fine della guerra in Grecia (205 - 204 a.C.)

Il regno di Macedoni al tempo della pace di Fenice (205 a.C.).

Filippo V di Macedonia non fu mai in grado di portare alcun aiuto ad Annibale per tutta la durata della guerra. La diplomazia e le legioni di Roma chiudevano il re e i suoi alleati in un cerchio composto da forze romane a ovest, dalla Lega Etolica (e da forze romane, pari a circa 4000 uomini) a sud e da Attalo I di Pergamo a est. A partire dal 212/211 a.C. Filippo fu così costretto a difendersi dall'alleanza che Marco Valerio Levino aveva scatenato contro di lui.
Le convulsioni della situazione politica e bellica in Grecia, descritte da Polibio, si intuisce fossero estremamente complicate in questo particolare momento storico sia in Grecia, sia in Asia Minore, e il comandante romano ne approfittò, grazie anche all'alleanza con Attalo I di Pergamo e gli Etoli, per evitare un dispendioso intervento diretto in Grecia da parte delle armate romane. Tra le clausole inserite nel trattato con essi, vi era che tutte le città conquistate in Grecia sarebbero state cedute agli Etoli. Alla fine Filippo fu costretto a firmare la pace di Fenice (205 a.C.), dove Roma si assicurava la tranquillità sul fronte orientale, ma soprattutto proiettando Roma per la prima volta entro il mondo politico ellenico, come garante nei confronti di coloro che ne avevano chiesto l'intervento negli anni passati.

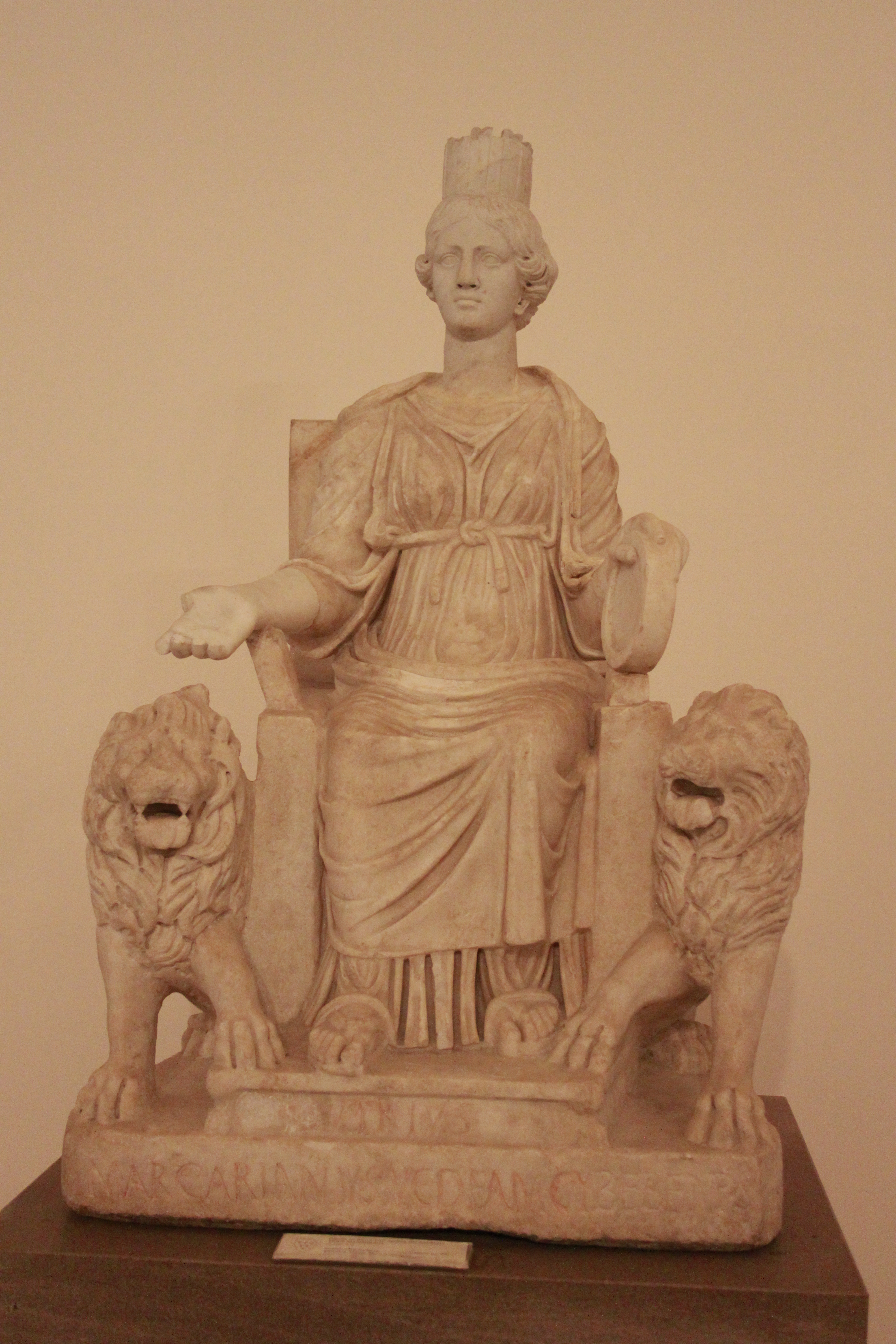
Sopra, la dea Cibele (Magna Mater) tra leoni, con dedica al senatore Virius Marcarianus (arte romana del III secolo d.C., Museo archeologico di Napoli. A destra, la "Dea Madre" tra due leopardi: originariamente da Çatalhöyük (reperto neolitico, 6000-5500 a.C. ca.; Museo della Civilizzazione Anatolica, Ankara).

Nello stesso anno 204 a.C. si verificò un importante avvenimento che simboleggiò il crescente interesse di Roma per l'Oriente ellenistico con le sue vestigia della mitologia troiana e la grande importanza assunta dalla famiglia degli Scipioni. Nel quadro delle alleanze organizzate da Roma per contrastare Filippo V di Macedonia, il re di Pergamo, Attalo I, consegnò agli inviati della repubblica la Magna Mater, la pietra scura di forma conica venerata a Pessinunte. Secondo gli oracoli dei Libri Sibillini, l'introduzione del culto della Magna Mater era una condizione indispensabile per raggiungere finalmente la cacciata del nemico cartaginese dall'Italia. Nell'aprile 204 a.C. la pietra nera di Pessinunte giunse a Ostia e venne consegnata a Publio Cornelio Scipione Nasica, cugino di Publio Scipione e figlio di Gneo Scipione morto in Spagna nel 211 a.C.; Scipione Nasica era stato scelto dal Senato per il prestigioso incarico in quanto considerato il "miglior cittadino" di Roma.

#### Contrasti nel Senato e piani di Scipione (205 a.C.)
Una volta tornato dalla Spagna (autunno del 206 a.C.), Scipione venne eletto console nel 205 a.C. e gli fu affidata la Sicilia, dove dovette accontentarsi delle "legioni Cannensi", sebbene gli fosse stato accordato il diritto di reclutare dei volontari. Annunciò quindi il suo ambizioso programma di chiudere la partita con Cartagine, portando la guerra in Africa. Invano a questo suo disegno politico e strategico si oppose il Senato romano, capitanato dalla fazione attendista di Quinto Fabio Massimo e del figlio. Si può comprendere come l'ex dittatore, ora princeps senatus, ormai settantenne fosse affezionato alla sua concezione della guerra che fino ad allora aveva permesso a Roma di resistere.
Il Senato di Roma, sotto la pressione dei Fabii, voleva prima sconfiggere Annibale in Italia e rifiutava di sostenere Scipione, che in Sicilia aveva a sua disposizione solo le legioni "cannensi" e poche navi. Le legioni "cannensi" erano i resti delle forze sbaragliate a Canne da Annibale. Però mentre Varrone, il maggiore responsabile della disfatta, tornato a Roma era stato perdonato, la bassa forza, come punizione era stata mandata in Sicilia con il divieto di tornare a Roma fino a quando Annibale fosse rimasto in Italia.
Le devastazioni del territorio erano impressionanti: oltre dieci anni di guerra continua avevano distrutto in pratica l'economia agricola della regione. La terra non poteva essere lavorata senza che fossero attivate razzie degli eserciti di entrambe le parti. I commerci erano bloccati per carenza di denaro, per il pericolo di rapine, per mancanza di acquirenti. Gli uomini validi venivano arruolati, per volontà o per forza, tanto che alcune colonie romane furono esentate dal fornire uomini; nel 209 a.C. dodici colonie latine si erano rifiutate di svolgere il servizio militare, stanche della guerra.
Scullard compie un'analisi assai precisa sulle politiche seguite dalle due fazioni:
- quella di Fabio mirava ad arginare l'ondata di ellenismo che si stava riversando su Roma; voleva terminare il più presto possibile la guerra per salvaguardare le pesanti ferite che questa aveva procurato alle zone rurali italiche;[366]
- quella di Scipione riteneva che una politica limitata all'Italia fosse ormai obsoleta e che Roma dovesse puntare a essere una potenza mediterranea; credeva che Roma non avrebbe potuto sentirsi al sicuro fino a quando Cartagine non fosse stata battuta e prostrata.[366]

Del resto Fabio, privo di quel talento militare proprio del suo avversario politico a Roma, era stato costretto per anni a rifugiarsi in una strategia difensiva di logoramento, che non a caso gli aveva procurato l'appellativo di Cunctator. E pertanto, non sarebbe mai stato capace di condurre una campagna offensiva in Africa e conquistare Cartagine.
Al contrario Scipione, con le sue riforme tattiche, non temeva di scontrarsi con Annibale in una battaglia campale. Alla fine prevalse la posizione di Scipione su quella di Fabio.

#### Preparativi per l'Africa (205 - 204 a.C.)
Preso atto dell'atteggiamento del Senato Scipione si rivolse agli alleati italici per avere uomini, armi, navi e vettovaglie. La risposta, leggiamo in Tito Livio, fu entusiastica. Le città dell'Etruria e del Lazio fornirono ciurme per le trenta navi, tela per le vele, grano e farro e vivande di tutti i tipi, punte di frecce, scudi, spade, lance e uomini. In meno di due mesi Scipione aggiunse alle sue legioni "cannensi" circa 7000 volontari italici e cominciò a preparare seriamente lo sbarco in Africa.
| Massinissa (o Micipsia)                        | Massinissa (o Micipsia)                                  |
| ---------------------------------------------- | -------------------------------------------------------- |
|                                                |                                                          |
| Dritto: effigie di Massinissa con diadema      | Rovescio: cavallo verso sinistra, una palma sullo sfondo |
| Moneta di bronzo risalente al (203 - 148 a.C.) |                                                          |

Convinto da alcuni locresi a riconquistare la città, Scipione accettò e dopo la sua caduta lasciò un luogotenente, Quinto Pleminio, a governare Locri. Le malversazioni di Pleminio vennero portate davanti a Scipione che però non credette ai locresi. Costoro allora si appellarono al Senato che inviò una commissione. Per fortuna di Scipione la commissione di inchiesta prima, a Locri, appurò che il console non aveva avuto parte nel comportamento di Pleminio e poi, a Siracusa vide che l'esercito approntato da Scipione era perfettamente addestrato e rifornito. La commissione tornò a Roma lodando Scipione e le sue capacità di organizzazione e di comando. Con tutte queste difficoltà Scipione perse un anno nella sua guerra contro Annibale. Con l'anno 204 a.C., Scipione ottenne la carica di proconsole in Africa, potendo finalmente portare avanti il progetto che aveva in mente già dagli anni delle campagne in Spagna: portare la guerra in Africa, tant'è vero che nel 205 a.C. aveva inviato il fedele Gaio Lelio con la flotta sulle coste africane, nei pressi di Hippo Regius, per ottenere un incontro con il giovane Massinissa, figlio dell'ormai defunto Gaia (re della Numidia orientale).
Scipione da tempo osservava con attenzione gli sviluppi e le rivalità tra i re dei Numidi. Cartagine, fino a quel momento, aveva trovato nel re dei Massili (Numidi orientali), Gaia, il suo alleato contro il re dei Massesili (Numidi occidentali), Siface. Massinissa, figlio di Gaia, aveva combattuto contro Roma in Spagna (dal 212 al 206 a.C.). All'inizio Siface fu sconfitto da Massinissa in Africa ma, con le successive sconfitte iberiche dei Cartaginesi (209 - 206 a.C.) la situazione si invertì. Siface, se in un primo momento rimase alleato di Scipione che era giunto dalla Spagna per incontrarlo, poco dopo cementò la propria alleanza con Cartagine, prendendo in moglie la figlia del comandante cartaginese Asdrubale Giscone, Sofonisba (206 a.C.), e mettendo a disposizione del cartaginese altri 50000 uomini e 10000 cavalieri.
Una volta morto Gaia, scoppiò una guerra civile tra i suoi eredi, tra i quali vi era anche Massinissa. Siface, cercando di approfittare di questi scontri, provò ad annettere al proprio regno il territorio dei Massili, accordandosi con Cartagine. Intanto Massinissa che aveva conosciuto e apprezzato Scipione in Spagna, si alleò con Roma. L'alleanza con Siface sembrava favorire Cartagine, ma Massinissa privò Annibale dell'arma strategica che aveva avuto in esclusiva: la cavalleria numidica, che Roma aveva sofferto dalla Trebbia a Canne e che Scipione aveva imparato a conoscere in Spagna.
Cartagine che non era del tutto preparata, cercò di predisporre la difesa del proprio territorio, operando reclutamenti di mercenari, acquisti di armi, grano e ricercando alleati.

### Ultima fase della guerra (204 - 202 a.C.)

#### Scipione in Africa (204 - 203 a.C.)

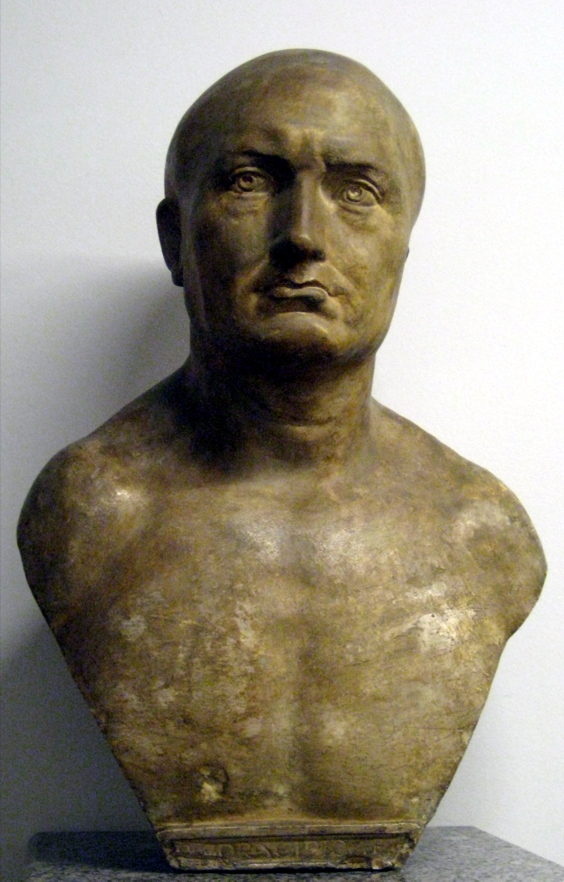
Busto di Scipione l'Africano (copia dell'originale conservata presso i Musei Capitolini, Roma)

Scipione, una volta sbarcato a terra dalle navi, poteva contare su 25000-30000 uomini. Nella primavera del 204 a.C., Scipione lasciò la Sicilia per traghettare le proprie forze in Africa. Si trattava di una forza composta da 400 navi da carico, una scorta di 40 navi da guerra, comandate da Gaio Lelio e da Marco Porcio Catone. Forse su consiglio di Massinissa, intendeva sbarcare nella parte occidentale del golfo delle Sirti (Emporia, grosso centro commerciale punico e fonte di enormi entrate per Cartagine), ma il mare agitato e la nebbia obbligarono la sua flotta ad approdare nei pressi di Utica (a Porto Farina).
Le forze cartaginesi erano appostate quasi tutte a Emporia, mentre uno squadrone di 4000 cavalieri, posto sotto il comando di Annone (figlio di Asdrubale Giscone) venne mandato per rendere difficili le operazioni di sbarco ai Romani. Annone si scontrò con la cavalleria romana, ma venne battuto e ucciso. Caddero 1000 uomini e 2000 vennero presi prigionieri. Scipione conquistò Selica e si dedicò al saccheggio del territorio, inviando il bottino di guerra, tra cui 8000 schiavi, a Roma, che esultava.
Scipione cercò di conquistare Utica, ma l'impresa non gli riuscì. Decise allora di svernare nel suo territorio, mentre poneva l'assedio alla città e il proprio accampamento (i Castra Cornelia). Nel frattempo portò dalla sua parte Massinissa che, acerrimo nemico di Siface da cui era stato disastrosamente sconfitto, stava attraversando un periodo di sfortuna, ma conservava un grande ascendente sulle popolazioni della Numidia.
Durante l'inverno del 204-203 a.C. Siface tentò di mediare una pace proponendo il ritiro dei Romani dall'Africa e dei Cartaginesi dall'Italia. Scipione non aveva però alcuna intenzione di accettare condizioni che non offrissero a Roma un pagamento per tutti i danni subiti in quasi vent'anni di guerra. Il comandante romano vide la necessità di prolungare i negoziati in modo da potere visitare più e più volte gli accampamenti del nemico, raccogliendone informazioni topografiche preziose per la campagna dell'anno successivo. I due accampamenti nei quali erano alloggiate, in modo disordinato, le truppe di Siface e Asdrubale erano poste su due alture adiacenti, a circa 10 km dai Castra Cornelia di Scipione.
La campagna riprese l'anno successivo, con la cessazione delle trattative di pace (primavera del 203 a.C.). Siface e Asdrubale Giscone si trovavano ora a capo di una forza pari a circa 100000 uomini (probabilmente il dato è eccessivo). Scipione, che aveva ricevuto pochi rinforzi di cavalleria da Massinissa, poteva disporre di forze assai inferiori in numero, forse meno della metà, ma con un attacco notturno improvviso, dividendo in due parti il suo esercito, il comandante romano mandò Gaio Lelio e Massinissa ad attaccare il campo di Siface, mentre egli si occupò di quello di Asdrubale. La strage che ne seguì, vide le forze romane incendiare i due accampamenti nemici, approfittando dello spavento e della disorganizzazione cartaginese. Al termine della battaglia solo poco più di 20000 uomini erano i superstiti cartaginesi. Asdrubale si ritirò a Cartagine, mentre Siface tornò in Numidia dove ebbe la fortuna di trovare 4000 mercenari celtiberi appena giunti.

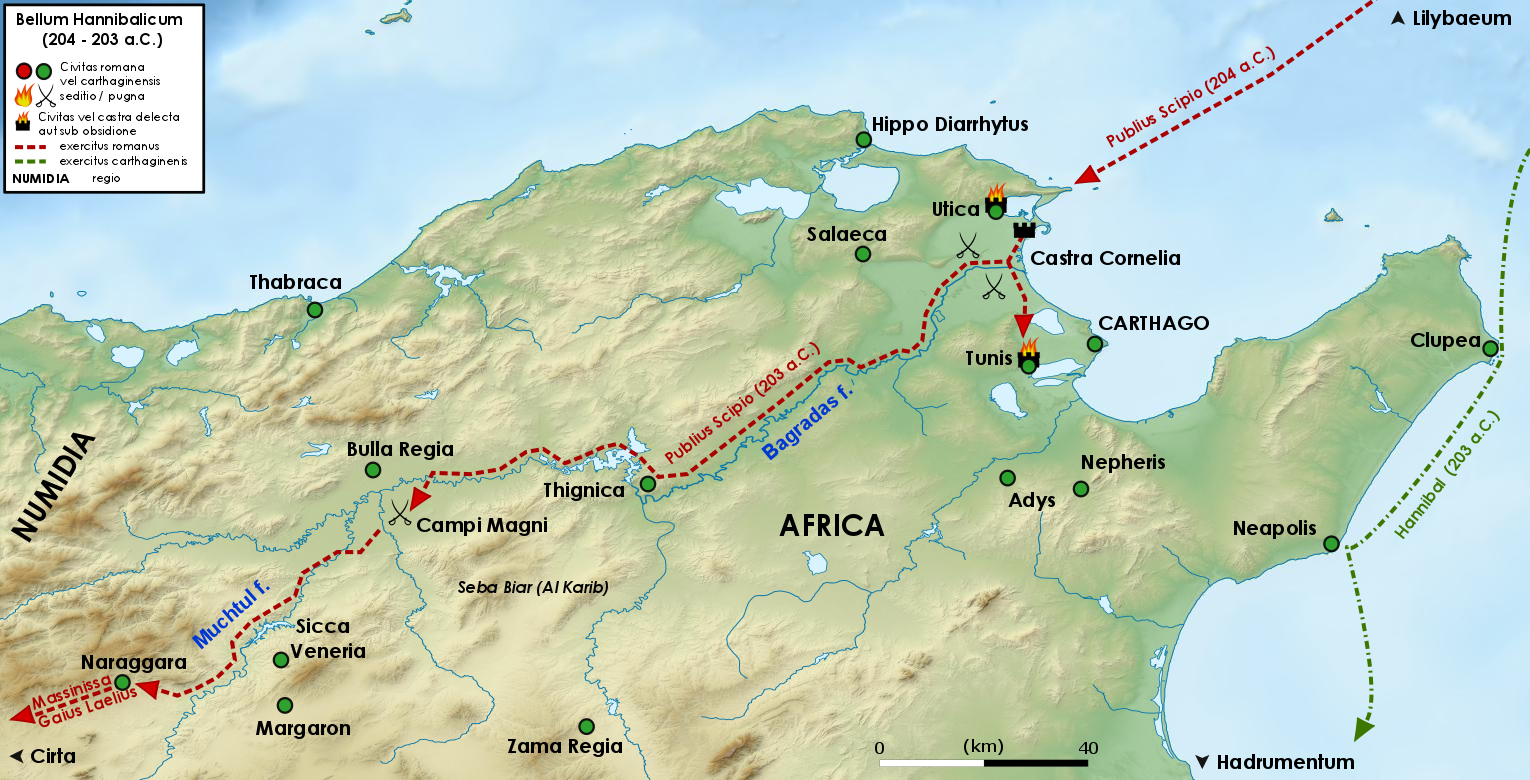
La campagna di Publio Cornelio Scipione in Africa nel 204-203 a.C.

Galvanizzato dalla vittoria Scipione partì con 12000 soldati, lasciando le restanti truppe ad assediare Utica. I Romani raggiunsero i resti dell'esercito numidico-cartaginese (composto da 20000 armati) e presso i Campi Magni (Souk el Kremis, lungo il corso superiore del fiume Bagradas, a 120 km da Utica) lo distrussero completamente. Le truppe cartaginesi e numidiche poste alle ali cedettero completamente e solo l'eroica resistenza dei celtiberi, posti al centro, permise ad Asdrubale e a Siface di salvarsi con pochi uomini al seguito. Asdrubale fu condannato a morte, ma riuscì a fuggire e a reclutare altri 10000 uomini. Siface cercò rifugio nella sua terra, inseguito da Massinissa che cercava la rivincita totale, e fu catturato a Cirta. Intanto Scipione rinunciò a conquistare Utica e, dopo avere dato alle fiamme le sue macchine d'assedio, riuscì a espugnare Tunisi, che si trovava a soli 24 km dalla capitale punica. Ora Cartagine era alle corde. Lo Scullard scrive: «Scipione era adesso in grado di fare ciò che Annibale aveva fatto a Cannae; egli aveva formato un esercito capace di affrontare il maestro della tattica».
A Cartagine prevalse il partito della pace, e venne tentata nuovamente la strada della trattativa. Intanto si approfittò del tempo concesso per inviare messaggeri in Italia. Uno raggiunse Magone in Liguria, a cui fu ordinato di tornare immediatamente in patria, un altro raggiunse Annibale nel Bruzio con lo stesso ordine.
Scipione, che non aveva come obbiettivo quello di distruggere la capitale punica, fissò le condizioni:
- Cartagine doveva rinunciare all'Italia e alla Spagna;
- consegnare la sua intera flotta, a eccezione di venti navi;
- pagare un'indennità di 5000 talenti;
- riconoscere il regno di Massinissa (a ovest) e l'autonomia delle tribù di Libia e Cirenaica (a est).

Queste condizioni miravano a ridurre la potenza di Cartagine sia territorialmente, sia nei suoi commerci, ma soprattutto a stato cliente di Roma. Alla fine Cartagine accettò e fu conclusa una tregua, in attesa che il senato romano ratificasse questo trattato (inverno 203-202). Il fatto che molte delle famiglie romane rivali di Scipione ne invidiassero i successi rallentò la trattativa al punto che, quando la guerra sembrava ormai giunta al capolinea, Annibale sbarcò in Africa, riaccendendo le speranze dei Cartaginesi.

#### Annibale abbandona l'Italia (203 a.C.)

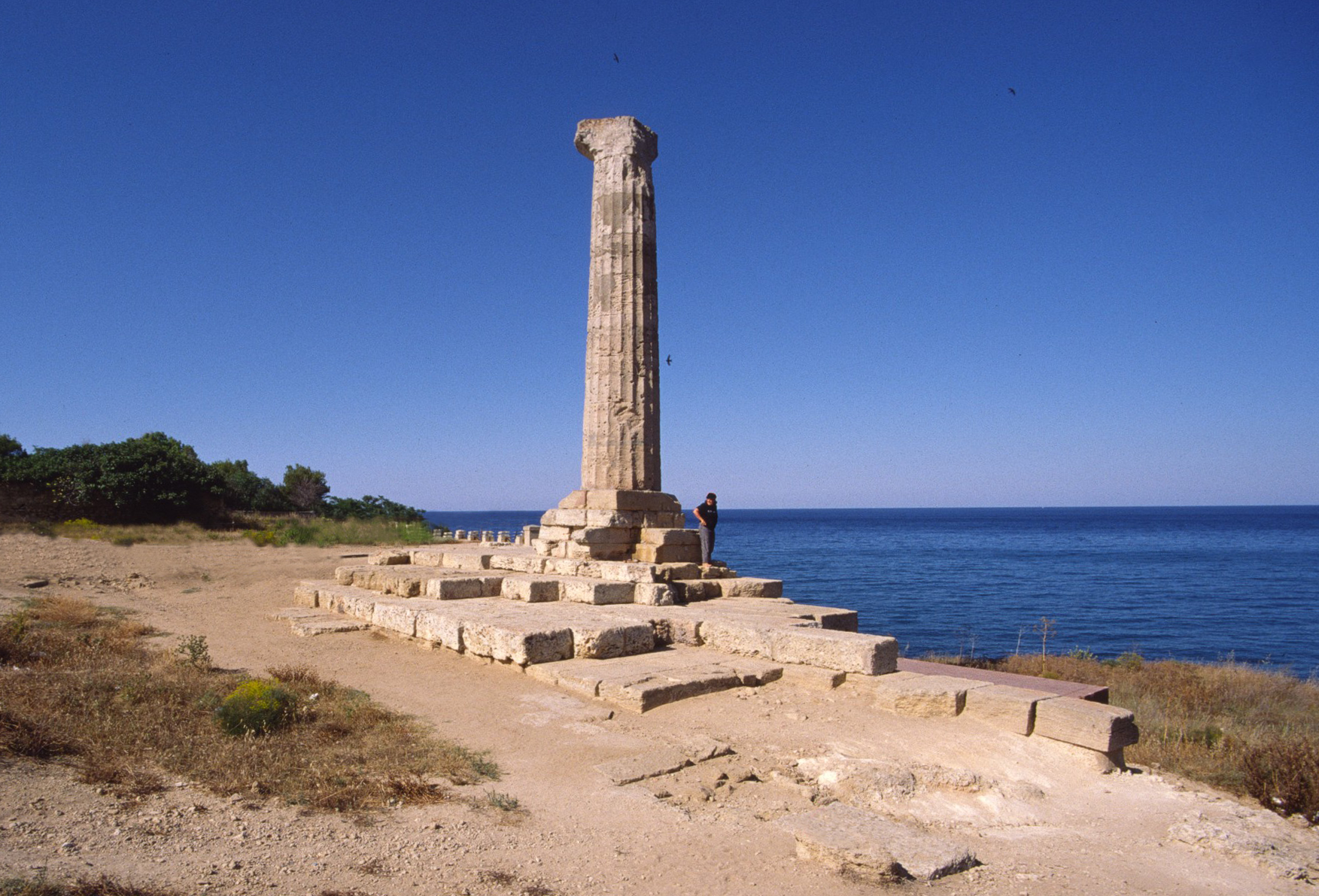
I resti del tempio di Era a Capo Lacinio presso Kroton (oggi Capo Colonna presso Crotone)

Nell'estate del 204 a.C. il nuovo console, Publio Sempronio Tuditano attaccò Annibale a Crotone e ottenne qualche modesto successo; le perdite romane ammontarono peraltro a oltre 1000 uomini. Venne inviato anche l'altro esercito consolare sotto la guida del proconsole Crasso che nel frattempo aveva occupato la zona di Cosenza. In realtà Annibale manteneva il controllo della situazione e appariva sempre pericoloso e invitto; l'andamento delle operazioni nel Bruzio rinforzò nel Senato la convinzione che la tattica di Fabio Massimo non doveva essere abbandonata.
In realtà la situazione strategica e logistica di Annibale era ormai compromessa; privo di aiuti, informato della disfatta del fratello Magone, era ormai consapevole che la sua lunga campagna nella penisola era fallita; fin dal 205 a.C., seguendo la tradizione dei condottieri ellenistici, egli aveva fatto incidere un'iscrizione bilingue (greca e punica) in bronzo al tempio di Era Lacinia presso Crotone, dove venivano descritte le sue imprese in Italia.
Nell'autunno del 203 a.C. il senato cartaginese sotto la pressione dell'invasione di Scipione, diede ordine ad Annibale di imbarcarsi e tornare in Africa; il condottiero cartaginese apprese con amarezza queste decisioni, ma egli aveva indubbiamente previsto questa possibilità. Per la prima volta dopo ben trentaquattro anni, Annibale tornava nella patria che aveva lasciato da ragazzo per seguire il padre. Egli, dopo avere perduto Locri (occupata da Pleminio), abbandonata Thurii ai suoi soldati e ridottosi ormai al solo territorio di Crotone, fece costruire una flotta con il legname della Sila. Prima di abbandonare per sempre l'Italia, procedette a effettuare vaste distruzioni e saccheggi sul territorio per non lasciare bottino nelle mani dei Romani; inoltre, massacrò i soldati italici che si rifiutavano di seguirlo in Africa.  Salpò dall'Italia insieme a circa 15000-20000 veterani delle campagne in Italia, senza alcuna opposizione da parte delle forze romane del console Gneo Servilio Cepione; giunse indisturbato in Africa e sbarcò a Leptis Minor da dove si diresse ad Adrumeto (oggi Susa). Lo Scullard aggiunge che, dopo avere trascorso quindici anni in un paese nemico, «egli abbandonò l'Italia invitto, con più tristezza di un esule che lascia la terra natale. Era fallita l'impresa a cui aveva dedicato la sua vita».

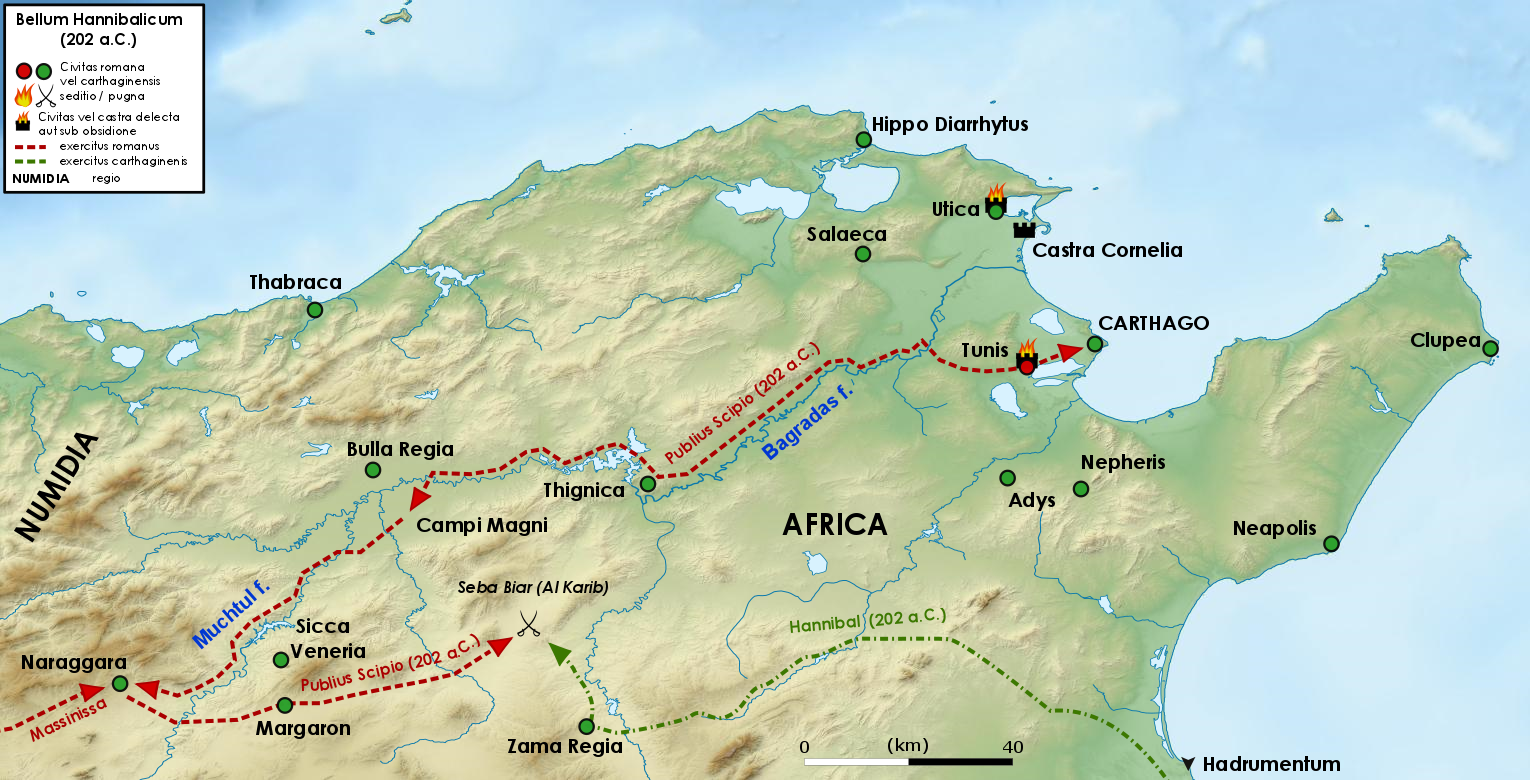
L'atto finale della campagna di Publio Cornelio Scipione in Africa nel 202 a.C.

Cartagine, galvanizzata dall'arrivo del suo eroe, interruppe le trattative e cominciò a riorganizzarsi. La pace, già ratificata dai comizi romani, venne rifiutata, e per poco gli ambasciatori romani giunti in Africa non furono uccisi. Scipione dovette annullare la tregua, mentre Annibale si apprestava a raccogliere tutte le forze cartaginesi disperse: gli uomini del fratello Magone e gli uomini di Asdrubale, per lo più mercenari. Con queste truppe si diresse verso la Numidia per arruolare reparti di cavalleria, anche se alla fine dovette accontentarsi di 3000 cavalieri forniti dal figlio del deposto Siface, Vermina.
Scipione non perse altro tempo: iniziò a devastare la vallata del fiume Bagradas e chiese aiuto all'alleato Massinissa, che stava combattendo nella Numidia occidentale. I due poi si riunirono nell'interno, poiché per il comandante romano era di fondamentale importanza disporre di un adeguato numero di cavalieri numidi prima di affrontare il Cartaginese. Intanto Annibale marciò da Adrumeto a Zama (quella più a ovest fra le due città che hanno lo stesso nome), sperando di intercettare l'armata di Scipione prima che si congiungesse con la cavalleria numida. A Naraggara (Sidi Youssef) il comandante romano fu raggiunto da Massinissa e insieme marciarono fino a Seba Biar. Annibale cercò di evitare lo scontro per mostrare, pare, alla fazione pacifista cartaginese di avere cercato una possibile soluzione incruenta, rendendosi inoltre conto di trovarsi in uno stato di inferiorità. I due più grandi condottieri del periodo si incontrarono di persona, ma la trattativa fallì, poiché Scipione pose delle condizioni tali da non lasciare alternative al suo avversario, tanto che la parola passò alle armi. Il Cartaginese avrebbe accettato l'evacuazione della Spagna, ma domandava a Roma di rinunciare all'indennità di guerra; il Romano rifiutò. Annibale sapeva che un'ultima vittoria gli avrebbe permesso di congelare la guerra, dando voce a Roma a quel partito che auspicava alla cessazione definitiva delle ostilità.

#### Battaglia di Zama (202 a.C.)
I due eserciti avevano più o meno la stessa consistenza numerica. Circa trentacinquemila Romani fronteggiavano quaranta/cinquantamila cartaginesi, quest'ultimi però con una cavalleria inferiore. Ma la differenza qualitativa era importante.
- Annibale guidava forze di fanteria più numerose ma composite: 12000 fanti celti e liguri, 15000 reduci dalle campagne italiche, 18000 mercenari di varia provenienza, numidi, macedoni, iberici e qualche cartaginese. La cavalleria punica era composta da 4000 uomini. Aveva a disposizione, inoltre, ottanta elefanti da guerra su cui contava molto.
- Scipione aveva a sua disposizione due legioni addestrate, compatte e disciplinate (circa 23000 fanti e 2000 cavalieri). 7000 fanti e 4500 cavalieri erano forniti da Massinissa e dal suo alleato Damakas.

Schema dello svolgimento della battaglia di Zama, ultimo atto della guerra. Combattuta tra Annibale e Scipione Africano

Entrambi gli schieramenti vennero disposti su tre file.
- Annibale compì secondo molti storici moderni un capolavoro di tattica, ponendo gli elefanti davanti alla fanteria per lanciarli in una carica di sfondamento che avrebbe permesso alle altre forze di attaccare le linee romane scompaginate. Dietro agli elefanti, le linee cartaginesi vedevano in prima fila i mercenari galli, mauritani, liguri e iberici (di cui si fidava poco), in seconda linea le forze terrestri libiche e cartaginesi, poi a circa 200 metri dietro, i veterani delle campagne d'Italia che dovevano attaccare le truppe nemiche quando fossero state stanche. Le ali di cavalleria cartaginese erano poste a destra e quella numidica a sinistra.[386][387] Lo Scullard crede che il condottiero cartaginese, sapendo che il punto debole del suo schieramento risiedesse nell'inferiorità della sua cavalleria, potrebbe avere dato «l'ordine di simulare la fuga, per attirare in tal modo fuori del campo la cavalleria avversaria», lanciando poi in tre differenti ondate la sua fanteria.[387]
- Scipione dispose i suoi uomini sulle classiche tre file (triplex acies). Prima gli hastati, poi i princeps e dietro i triarii, ma con un'innovazione rispetto alla classica disposizione delle legioni. Egli evitò di offrire un fronte compatto lasciando spazio di manovra fra un manipolo e l'altro.[386] Le ali di cavalleria vedevano, a destra Massinissa e a sinistra la cavalleria italica comandata da Gaio Lelio. Lo Scullard ritiene che l'obbiettivo tattico di Scipione fosse quello di «applicare la manovra di aggiramento che aveva eseguito con crescente abilità, nei successi a Baecula, a Ilipa e ai Campi Magni», grazie alla superiorità della sua cavalleria.[387]

Anche questa volta Annibale compì un vero e proprio capolavoro, infliggendo al rivale una vera e propria lezione di tattica, fino a sfiorare la vittoria. Giovanni Brizzi scrive «forse solo un'altra battaglia, quella di Waterloo, ha evidenziato quanto Zama la superiore abilità del vinto». E tuttavia anche Annibale, come duemila anni più tardi Napoleone, non poté evitare di essere sconfitto e perdere la guerra in modo definitivo.
Il Cartaginese lanciò, infatti, la carica degli elefanti, che in parte venne respinta dai Romani e in parte finì nei corridoi che il comandante romano aveva predisposto dietro la linea dei suoi velites. Fu quindi la volta delle cavallerie di Massinissa e Lelio a sospingere fuori dallo schieramento quelle nemiche, che fuggirono e si allontanarono dal teatro dello scontro principale tra le fanterie.
Subito dopo fu la volta delle due fanterie a scontrarsi. Scipione, che aveva notato che la terza linea di Annibale rimaneva ferma, intuì di non potere praticare la manovra di aggiramento che aveva applicato in altre precedenti battaglie. Gli hastati riuscirono a caricare la prima linea dei mercenari di Cartagine, che ripiegarono verso le ali della seconda linea, che non si era aperta per accoglierli. Appoggiati dalla seconda fila romana dei principes, riuscirono a rompere anche il secondo schieramento cartaginese. A questo punto, vista la distanza con il terzo schieramento di Annibale, il comandante romano preferì interrompere la battaglia, sia per riordinare il suo schieramento (prolungandone il fronte, disponendo principes e triarii ai lati degli hastati), sia per attendere il ritorno della cavalleria romana.
Lo scontro riprese ancor più cruento. La situazione stava diventando critica per Scipione, ma Annibale aveva davanti a sé le legioni di Canne. Quegli uomini sconfitti dai nemici ed esecrati dai loro stessi concittadini ebbero, alla fine, una seconda possibilità e da quella speranza, da quella rabbia, trassero la forza di resistere alle forze puniche che li sovrastavano. Definitivamente dispersa la cavalleria avversaria o disperatamente chiamati indietro da Scipione, alla fine Lelio e Massinissa tornarono con i loro cavalieri, che si avventarono alle spalle delle forze cartaginesi e le annientarono. Lo Scullard aggiunge che «la cavalleria giunse in tempo per decidere, non solo il corso della battaglia, ma anche quello della storia del mondo».
Dalla distruzione dell'esercito cartaginese Annibale riuscì a scampare tornando ad Adrumeto. Scipione, intanto, dopo avere compiuto un'azione dimostrativa contro Cartagine, accolse una delegazione di pace a Tunisi. La seconda guerra punica era terminata con un ennesimo massacro sulle rive di un fiume africano. Era il 29 ottobre 202.

### Fine della guerra

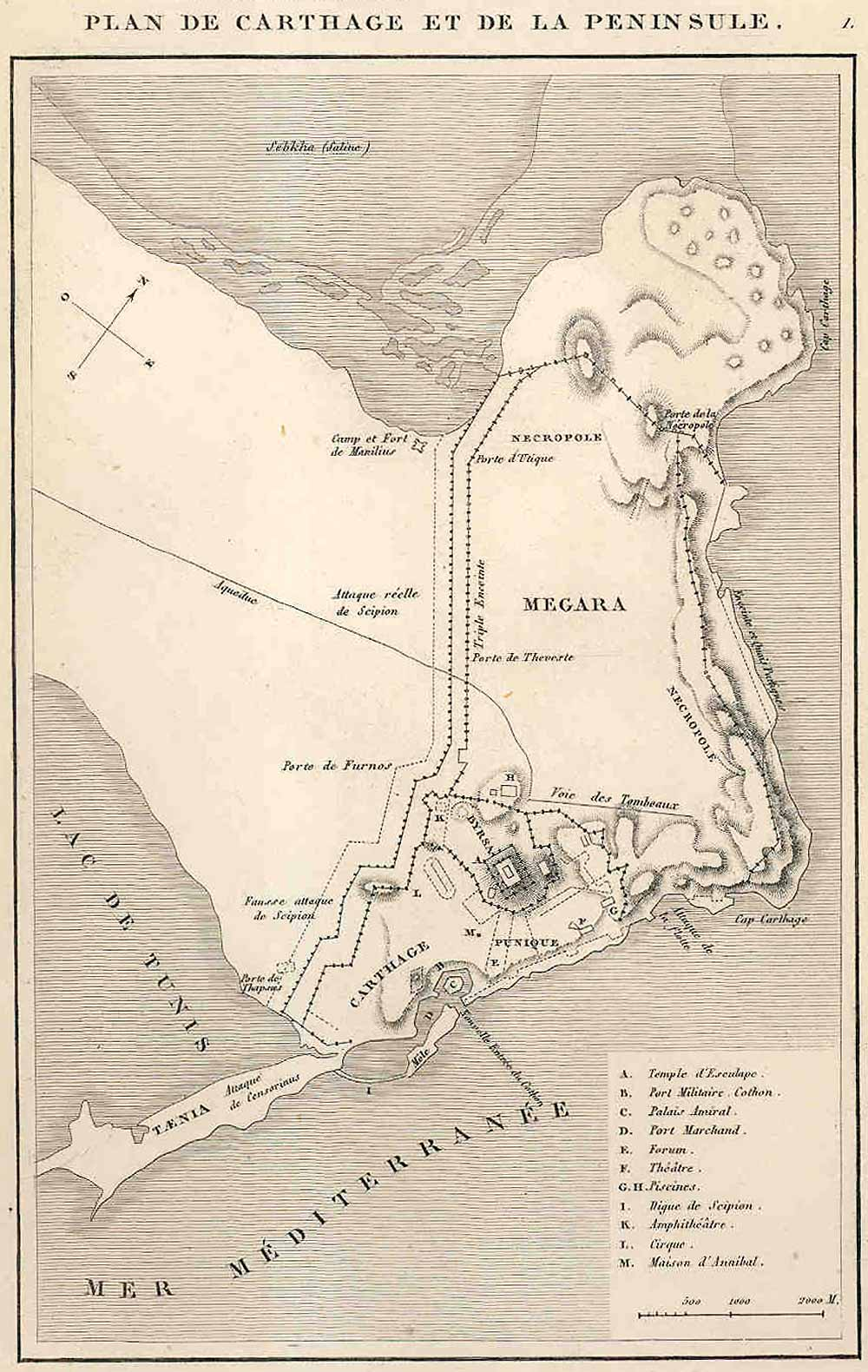
Mappa della città di Cartagine

Resistere ancora a Roma poteva significare solo la distruzione della città di Cartagine. Anche Scipione voleva la pace e l'Italia aveva la necessità di ricostruire dopo sedici anni di distruzione. Venne pertanto conclusa una tregua di tre mesi, a condizione che Cartagine consegnasse degli ostaggi e fornisse frumento e salario alle truppe romane per tutta la durata della tregua.
Le condizioni della pace furono le seguenti e comportarono la fine di Cartagine come potenza mediterranea:
- Cartagine manteneva una parvenza di autonomia, diventando di fatto un protettorato della Repubblica, che le vietava di prendere le armi senza il suo permesso;[379][386][388]
- conservava il territorio a oriente delle cosiddette «fosse puniche» (all'incirca l'attuale Tunisia, fino al golfo di Gabès);[388]
- doveva evacuare i territori a ovest delle «fosse puniche» (che separavano il territorio cartaginese da quello numida), favorendo Massinissa che ne approfittò per annettersi larghe parti del territorio soggetto a Cartagine;[379][386][388]
- rinunciava a Malta e alla Spagna, conquistate dai Romani nel corso del conflitto;[379][386][389]
- doveva versare un'indennità di guerra di 10000 talenti, da pagare in cinquant'anni;[379][386][388]
- doveva consegnare tutti gli elefanti[379][386] e tutti i prigionieri di guerra;[388]
- la flotta era ridotta a sole dieci triremi, appena sufficienti per frenare i pirati;[379][386]
- non poteva più arruolare truppe mercenarie in Gallia e Liguria.[379][386]

In cambio le truppe romane avrebbero evacuato l'Africa entro cinque mesi. La guerra ebbe così termine e le condizioni di Scipione furono ratificate dal Senato. Al comandante che aveva sconfitto Annibale fu conferito il cognomen ex virtute di Africanus.
Mezzo secolo dopo, quando Cartagine infine si ribellò ai continui attacchi di Massinissa, fu questa sua reazione - non autorizzata - a fornire ai romani il casus belli per scatenare la terza guerra punica. Qualche anno dopo fu anche imposto ai Cartaginesi di aiutare Roma nella sua avventura in Grecia e Asia Minore contro gli Etoli e il re seleucide, e navi puniche servirono nella campagna di Lucio Cornelio Scipione Asiatico contro Antioco III di Siria.
A Roma la fine della guerra non fu accolta bene da tutti per ragioni sia politiche che morali. Quando il Senato decretò sul trattato di pace con Cartagine, Quinto Cecilio Metello - già console nel 206 a.C. - affermò che non riteneva la fine della guerra essere un bene per Roma; temeva che il popolo romano non sarebbe ritornato allo stato di quiete dal quale era stato tratto con l'arrivo di Annibale.

## Bilancio e conseguenze della guerra
La storiografia moderna ha cercato di spiegare le cause della vittoria finale di Roma e del fallimento di Annibale nonostante la lunga serie di vittorie e la sua invincibilità nel territorio italico. Annibale viene senza dubbio considerato uno dei più grandi condottieri di tutti i tempi per la sua capacità di comando e la grande abilità strategica e tattica in ogni situazione bellica. Il fallimento di Annibale è stato tuttavia spiegato dagli storici, oltre che per l'insufficiente supporto ricevuto dalla madrepatria, soprattutto per la sua erronea percezione della realtà politica italica. Verosimilmente egli, legato alla cultura greca e ai suoi ideali di libertà, si attendeva una rapida defezione generale degli alleati italici di Roma e un'entusiastica adesione ai suoi proclamati programmi di liberazione dei popoli dalla presunta oppressione romana. In questo caso Annibale può non avere compreso la reale solidità della struttura politica della federazione romano-italica e può avere sottovalutato la capacità di resistenza e la concreta concordanza di interessi economico-politici presente nelle classi dirigenti dei Socii di Roma.
Per più di un osservatore la seconda guerra punica può essere considerata sostanzialmente il primo conflitto mondiale della storia, almeno per quanto riguarda l'area del Mediterraneo. Oltre a Roma e Cartagine, furono infatti coinvolti nella guerra Celti, Italici, Iberi, Liguri, Numidi, il Regno Macedone e la simmachia greca, la Lega Achea, la Lega Etolica e così via; durante il conflitto restarono attivi contemporaneamente più fronti anche molto distanti fra loro, con un impiego di mezzi e uomini enorme, se rapportato alle popolazioni dell'epoca. Si aggiunga che l'invasione di Annibale consentì all'altra Italia di rialzare la testa e di ribellarsi a Roma: non solo le popolazioni galliche della Cisalpina ma, dopo Canne, anche quelle Osco-Sabelliche e i Greci della Magna Grecia.
Seppure alla fine vincitrice Roma pagò comunque a caro prezzo il lungo conflitto contro Annibale, obbligando i Romani a ricorrere a tutte le risorse di uomini e di denaro. Tutto ciò comportò il massimo sforzo finanziario, tanto che per esempio a partire dal 215 a.C. l'imposta sul patrimonio (tributum) fu raddoppiata. I Romani vissero per anni nell'incubo di una guerra interminabile e di un nemico alle porte che sembrava invincibile. Lo sforzo bellico fu estremamente gravoso, sul piano economico e civile: per anni intere regioni italiche furono saccheggiate e devastate dalle continue operazioni militari, con danni enormi per l'agricoltura e per i commerci, che a lungo restarono bloccati, per la pressione dei Galli a nord e la presenza di Annibale a sud. Secondo Floro infatti lo scontro si era rivelato:
(Floro, I, 22.1.)
Appiano di Alessandria aggiunge che ben quattrocento città furono distrutte da Annibale (o comunque passate sotto il controllo del Cartaginese); alcune di queste furono incendiate e rase al suolo, molte furono conquistate da entrambi gli schieramenti con tutte le conseguenze del caso; intere popolazioni furono, infine, deportate in massa.

Il Mediterraneo al tempo della pace siglata al termine della seconda guerra punica (201 a.C.). Roma in termini di espansione territoriale ottenne il totale controllo dell'intera penisola italica, a cui si aggiungevano la Sardegna e Corsica, la Sicilia e la costa orientale e meridionale della penisola Iberica, estendendo la sua influenza sull'area dell'Egeo. Si realizzava, quindi, un controllo di tutto il bacino occidentale del Mediterraneo che porrà le basi per il futuro impero.

Tutto ciò senza contare il pesante bilancio in termini di vite umane. Secondo alcune stime moderne che «il dato dei censimenti sembra implicitamente confermare», nei 16 anni di guerra morirono (o risultarono dispersi) tra i 200000 e i 300000 italici, su una popolazione che, dopo la secessione delle regioni meridionali, era di soli 4 milioni di abitanti circa, mentre il potenziale umano mobilitato da Roma per la guerra raggiungerà in alcuni anni il 10% della popolazione, senza scendere mai sotto al 6-7%, tutte cifre che si avvicinano molto, in termini percentuali, a quelle registrate durante la prima guerra mondiale. Brizzi aggiunge che «la confederazione italica perdette in questa guerra quasi un terzo dei maschi in età di portare le armi». Tuttavia, nonostante i gravi sacrifici sopportati, la guerra punica rappresentò una svolta decisiva per le future fortune di Roma. Lo Scullard non a caso scrive che «da allora non sorse più nessuna potenza in grado di mettere in pericolo l'esistenza di Roma».
Vero è che le prime trasformazioni della Repubblica romana si verificarono già durante l'intero arco del conflitto, quando il senato assunse il comando delle operazioni, mostrando come sostiene il Brizzi «una visione strategica chiara nella gestione di una guerra che andava assumendo proporzioni ecumeniche finora sconosciute all'età antica». Il governo di Roma antica evidenziò capacità degne di uno stato maggiore moderno, che si tradussero nel curare ogni singolo dettaglio organizzativo, come quello di stabilire l'entità dei contingenti da inviare nei diversi settori strategici e con essi i loro comandanti; ordinare le leve e richiedere ai socii le necessarie forniture militari.
E se le istituzioni politiche rimasero pressoché stabili il problema generato dai comandi militari nei differenti settori strategici richiese un numero sempre maggiore di sostituti, anche per sopperire alle costanti perdite che ogni anno si andavano accumulando. Ciò produsse alcuni ritocchi all'assetto costituzionale repubblicano. Durante l'intero conflitto si ricorse al principio della proroga del comando per più anni consecutivi (attraverso la propretura e il proconsolato), per coloro che si erano dimostrati particolarmente esperti in ambito militare. Si consentì, inoltre, di derogare al normale iter del cursus honorum, autorizzando l'accesso al consolato senza che in precedenza fosse stata ricoperta la pretura, e addirittura conferendo l'imperium proconsolare a chi mai prima di allora aveva ricoperto pretura o consolato, come nel caso di Publio Cornelio Scipione.
Sul piano militare le catastrofiche sconfitte subite a opera di Annibale furono un'importante lezione sia sul piano tattico-strategico che organizzativo: da quel momento in poi i Romani impararono a perfezionare il loro apparato bellico in modo più efficace, introducendo schemi e soluzioni tattiche che per secoli lo resero pressoché imbattibile. La grande capacità tattica di Annibale aveva messo in crisi l'esercito romano. Le sue manovre imprevedibili, repentine, affidate alle ali di cavalleria cartaginese e numidica, avevano distrutto numerosi eserciti romani, anche se superiori nel numero dei loro componenti, in particolare nella battaglia di Canne. Le esigenze straordinarie poste dal nuovo nemico punico, misero in evidenza la debolezza tattica della legione manipolare, tanto che Scipione l'Africano, inviato nel 209-208 a.C. in Spagna Tarraconense per affrontare le armate cartaginesi, reputò necessario apportare delle modifiche tattiche tali da permettergli una maggiore flessibilità in ogni battaglia. Per questi motivi egli introdusse per primo la coorte, elemento intermedio tra l'intera legione e il manipolo. Egli andava così riunendo i tre manipoli di hastati, principes e triarii per dare loro maggiore profondità, attribuendo a loro lo stesso ordine. Si veniva così a creare un reparto più solido e omogeneo, con gli uomini della prima fila che tornavano a dotarsi di lunghe lance da urto. Ora era importante addestrare le truppe in modo che non vi fossero problemi nel passare all'occorrenza da una disposizione di tipo manipolare a una coortale e viceversa.